# Nho giáo

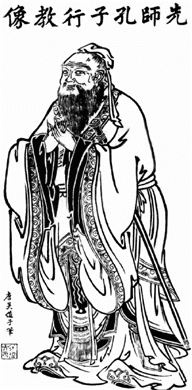
Tranh vẽ của Nhật Bản mô tả Khổng Tử, người sáng lập ra Nho giáo. Dòng chữ trên cùng ghi "Tiên sư Khổng Tử hành giáo tượng"

Nho giáo (chữ Hán: 儒教) hay Nho gia (chữ Hán: 儒家), còn gọi là đạo Nho, đạo nhân/nhơn hay đạo Khổng, là một hệ thống đạo đức, triết học xã hội, triết lý giáo dục và triết học chính trị do Khổng Tử đề xướng và được các môn đồ của ông phát triển với mục đích xây dựng một xã hội hài hòa, trong đó con người biết ứng xử theo lẽ phải và đạo đức, đất nước thái bình, thịnh vượng.
Nho giáo rất có ảnh hưởng tại ở các nước thuộc vùng văn hoá Đông Á là Trung Quốc, Đài Loan, Nhật Bản, Cộng hòa Dân chủ Nhân dân Triều Tiên, Hàn Quốc và Việt Nam. Những người thực hành theo các tín điều của Nho giáo được gọi là các nhà Nho, Nho sĩ hay Nho sinh.

## Quá trình hình thành và phát triển
Trong lịch sử Trung Hoa cổ đại, Nho giáo (đạo Nho) là một thuật ngữ bắt đầu từ chữ Nho, theo Hán tự từ "Nho" gồm từ "Nhân" (người) đứng gần chữ "Nhu". Nho gia còn được gọi là nhà Nho người đã học sách thánh hiền, có thể dạy bảo người đời ăn ở hợp luân thường, đạo lý,... Nhìn chung "Nho" là một danh hiệu chỉ người có học thức, biết lễ nghĩa.
Tại Trung Quốc, Nho giáo độc tôn từ thời Hán Vũ Đế, trở thành hệ tư tưởng chính thống cả về chính trị và đạo đức của Trung Hoa trong hơn 2.000 năm. Từ thế kỷ thứ IV, Nho giáo lan rộng và cũng rất phát triển ở các nước châu Á khác như Nhật Bản, Triều Tiên và Việt Nam.

### Nho giáo nguyên thủy

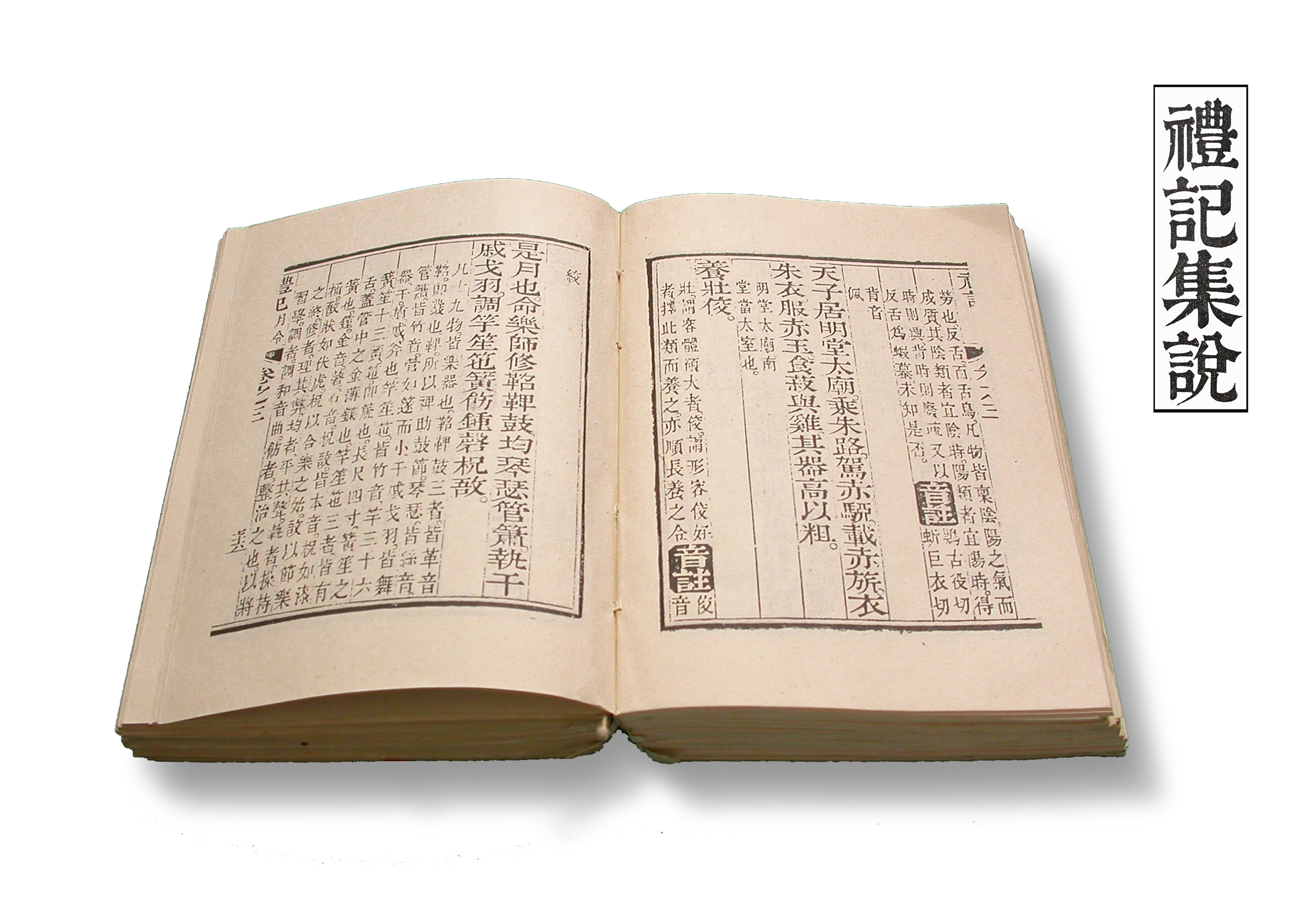
Kinh Lễ

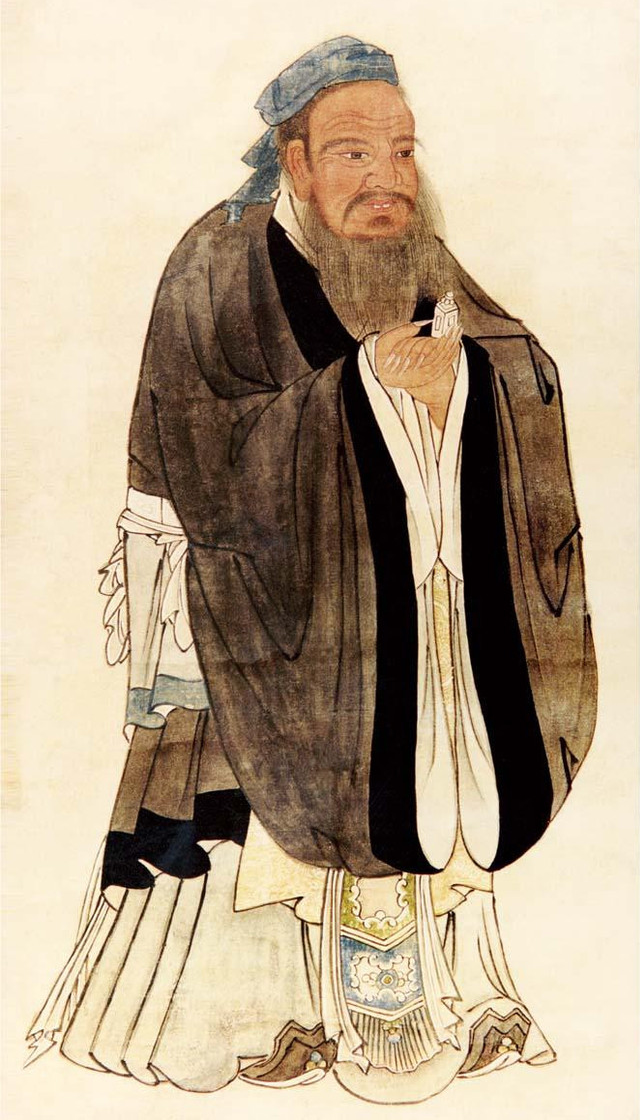
Bức chân dung cổ nhất về Khổng Tử do họa sư Ngô Đạo Tử vẽ vào đầu thế kỷ VIII

Cơ sở của Nho giáo được hình thành từ thời Tây Chu, đặc biệt với sự đóng góp của Chu Công Đán, còn gọi là Chu Công. Đến thời Xuân Thu, xã hội loạn lạc, Khổng Tử (sinh năm 551 trước Công nguyên) phát triển tư tưởng của Chu Công, hệ thống hóa và tích cực truyền bá các tư tưởng đó. Chính vì thế mà người đời sau coi Khổng Tử là người sáng lập ra Nho giáo.
Thời Xuân Thu, Khổng Tử đã san định, hiệu đính và giải thích bộ Lục kinh gồm có Kinh Thi, Kinh Thư, Kinh Lễ, Kinh Dịch, Kinh Xuân Thu và Kinh Nhạc. Về sau Kinh Nhạc bị thất lạc nên chỉ còn năm bộ kinh thường được gọi là Ngũ kinh. Sau khi Khổng Tử mất, học trò của ngài tập hợp các lời dạy để soạn ra cuốn Luận ngữ. Học trò xuất sắc nhất của Khổng Tử là Tăng Sâm, còn gọi là Tăng Tử, dựa vào lời thầy mà soạn ra Đại Học. Sau đó, cháu nội của Khổng Tử là Khổng Cấp, còn gọi là Tử Tư viết ra cuốn Trung Dung. Đến thời Chiến Quốc, Mạnh Tử đưa ra các tư tưởng mà sau này học trò của ông chép thành sách Mạnh Tử. Bốn sách sau được gọi là Tứ Thư và cùng Ngũ Kinh hợp lại làm 9 bộ sách chủ yếu của Nho giáo và còn là những tác phẩm văn chương cổ điển của Trung Quốc. Từ Khổng Tử đến Mạnh Tử hình thành nên Nho giáo nguyên thủy, còn gọi là Nho giáo tiền Tần (trước đời Tần), Khổng giáo hay "tư tưởng Khổng-Mạnh". Từ đây mới hình thành hai khái niệm, Nho giáo và Nho gia. Nho gia mang tính học thuật, nội dung của nó còn được gọi là Nho học. Nếu xem Nho giáo như một tôn giáo thì Văn Miếu trở thành nơi dạy học kiêm chốn thờ phụng, và Khổng Tử trở thành giáo chủ, giáo lý chính là các tín điều mà các nhà Nho cần phải thực hành. Tuy nhiên, Nho giáo về cơ bản không được xã hội xem như một tôn giáo bởi Nho giáo không trả lời những câu hỏi cần thiết mà một tôn giáo có thể trả lời. Cho tới hiện nay, Nho giáo liệu có phải là một tôn giáo chính thức hay không vẫn là một đề tài tranh luận.
Mục tiêu của Nho giáo nguyên thủy theo sách Đại Học là:
| “ | Đạo học lớn cốt để phát huy đức sáng, đức tốt đẹp của con người, đổi mới khiến lòng dân bỏ cũ theo mới, bỏ ác theo thiện, khiến mọi người đạt đến mức độ đạo đức hoàn thiện nhất. Có hiểu được phải đạt đến mức độ đạo đức hoàn thiện nhất thì mới kiên định chí hướng. Chí hướng kiên định rồi, tâm mới yên tĩnh. Tâm yên tĩnh rồi, lòng mới ổn định. Lòng ổn định rồi, suy nghĩ sự việc mới có thể chu toàn. Suy nghĩ sự việc chu toàn rồi, mới có thể xử lý, giải quyết công việc được thỏa đáng. Vạn vật đều có đầu có đuôi, có gốc có ngọn. Vạn sự đều có bắt đầu và kết thúc. Biết làm cái gì trước cái gì sau, tức là đã tiếp cận nguyên tắc của đạo rồi. | ” |

Khổng Tử muốn đến đất Cửu Di để ở, có người nói "Ở đó quá lạc hậu, làm sao mà ở được.". Khổng Tử nói "Có người quân tử ở đó, làm gì còn lạc hậu nữa". Đây là tư tưởng nhập thế của Nho gia. Khổng Tử nói: "Đạo không thể xa lánh người. Nhưng có người muốn thực hành đạo mà lại xa lánh người, như vậy thì không thể thực hành được đạo... Cho nên người quân tử dùng cái đạo lý vốn sẵn có ở người để giáo dục người, lấy cải sửa làm chính, giáo dục mãi cho đến khi thành người mới thôi. Cũng như ta trau chuốt cán rìu vậy, trau chuốt đến mức thành cán rìu mới thôi. Người ta có lỗi mà biết sửa là được rồi, không xa lánh họ nữa.".

### Tống Nho
Khởi đầu Hàn Dũ và Lý Ngao (李翱, 772-841) thời nhà Đường có những ý tưởng mới bổ sung cho Nho giáo nguyên thủy của Khổng Tử và Mạnh Tử. Đến thời Tống, Nho giáo có sự phát triển đáng kể. Các nhà triết học thời kỳ này như Thiệu Ung, Chu Đôn Di, Trương Tải, Trình Hạo, Chu Hy, Lục Cửu Uyên, Trần Lượng... đã đưa những khái niệm và triết lý mới vào Nho giáo tạo nên một trường phái Nho giáo có nhiều điểm khác biệt so với Nho giáo nguyên thủy của Khổng Tử và các học trò của ông.
Các học giả Tống Nho khai thác các nội dung của Kinh dịch, Phật giáo, Đạo giáo để giải thích nguồn gốc vũ trụ và các nội dung kinh sách của Nho gia. Họ cho rằng thế giới do "lí" (tinh thần) và "khí" (vật chất) tạo thành, trong đó lí có trước, thuộc về phái duy tâm khách quan theo cách phân loại của phương Tây. Chu Đôn Di (1016-1073) cho rằng nguồn gốc thế giới là thái cực, thái cực sinh ra âm dương, ngũ hành, trời đất, con người, vạn vật, trước thái cực không có vật chất mà chỉ có "lý". Chu Hy (1130-1200) dùng quan điểm lý học để chú giải lại các nội dung của kinh sách Nho học, ví dụ cho rằng nhân nghĩa lễ trí là biểu hiện của "lý". Vì vậy, Tống Nho còn được gọi là "Lý học".
Tống Nho là một nỗ lực để tạo ra một hình thức duy lý và siêu hình của Nho giáo bằng cách loại bỏ các yếu tố mê tín và thần bí của Đạo giáo và Đạo Phật đã ảnh hưởng đến Khổng học trong và sau thời nhà Hán . Người ta cố gắng trừu tượng hóa các quan điểm đạo đức của Nho giáo thành các khái niệm và mệnh đề triết học. Mặc dù các nhà triết học Tống Nho đã phê bình Đạo Lão và Phật giáo nhưng cả hai tôn giáo này đều có ảnh hưởng đến Tống Nho. Những nhà triết học thuộc trường phái Tống Nho đã vay mượn các thuật ngữ và khái niệm từ Phật giáo và Đạo giáo. Tuy nhiên, không giống như Phật giáo và Đạo giáo, người đã nhìn thấy siêu hình học như một chất xúc tác cho sự phát triển tinh thần, giác ngộ tôn giáo và sự bất tử. Các nhà triết học Nho giáo đã sử dụng siêu hình học như một hướng dẫn để phát triển một triết lý đạo đức duy lý.

### Phong trào phục hưng Nho giáo
Đến thế kỷ XX, với sự sụp đổ của chế độ quân chủ, Nho giáo mất vị thế độc tôn, thậm chí bị bài trừ ở ngay tại Trung Quốc trong thập niên 1960-1970 khi Mao Trạch Đông làm chủ tịch Đảng Cộng sản Trung Quốc. Đến đầu thế kỷ XXI, đứng trước sự suy thoái của đạo đức xã hội, những giá trị của Nho giáo về tu dưỡng, giáo dục con người dần được coi trọng trở lại và được thúc đẩy thành phong trào tại các nước Đông Á. Trong quá trình toàn cầu hóa, sự giao thoa văn hóa Đông Tây diễn ra, các giá trị đạo đức của Nho giáo có thể xem là các giá trị phổ biến của nhân loại.
Phục hưng Nho giáo trong thế kỷ XXI là phong trào đang lên ở Đông Á, nó xuất phát từ Trung Quốc và lan truyền ra các khu vực lân cận. Nhiều hội thảo quốc tế về phục hưng nền Nho học đã được tổ chức ở Trung Quốc, Hàn Quốc và Nhật Bản. Tập hợp các nhà nghiên cứu Nho giáo trong khu vực và trên thế giới đã kiến lập Hiệp hội nghiên cứu Nho giáo quốc tế. Trong buổi Hội thảo quốc tế về Nho giáo ở Hàn Quốc 2010, một số báo cáo ghi nhận "mặt trái của quá trình Tây phương hóa (nói cách khác là hiện đại hóa) đã làm cho xã hội Đông Á mất dần tôn ti trật tự, tinh thần cộng đồng và đoàn kết xã hội. Lớp trẻ dần chạy theo những thứ hào nhoáng của văn minh hiện đại mà bỏ xa dần các quan niệm hiếu nghĩa, trung chính, tiết độ". Các báo cáo này nhấn mạnh giá trị tinh thần của Nho giáo sẽ là công cụ hữu hiệu nhằm khôi phục lại giá trị đạo đức của xã hội.
Từ năm 2005, chương trình Bách gia Giảng đường của Đài Truyền hình Trung ương Trung Quốc (CCTV) đã khởi xướng phong trào đọc lại Luận ngữ nhằm phục hồi đạo đức truyền thống. Ban Quốc học Đại học Thanh Hoa tính học phí 26.000 nhân dân tệ cho một khóa học về đạo đức Nho gia, Đại học Phục Đán thu mỗi người 38.000 nhân dân tệ, và khóa học cổ văn ngoài giờ cho trẻ em cũng có học phí rất cao. Từ năm 2004 cho tới năm 2020, Chính phủ Trung Quốc có kế hoạch thành lập hơn 1.000 Học viện Khổng Tử trên khắp thế giới để quảng bá văn hóa truyền thống Trung Hoa.
Chính phủ Trung Quốc đã chi hàng triệu USD cho hai chương trình nghiên cứu và biên soạn Nho tạng tại Đại học Nhân dân và Đại học Bắc Kinh. Bộ Nho tạng tinh hoa của Đại học Bắc Kinh với tổng số 500 tập dự kiến sẽ hoàn thành vào năm 2015. Hai chương trình biên soạn Nho tạng nói trên là một hoạt động quy mô lớn chưa từng có để hiệu chỉnh và kết tập điển tịch Nho học lớn nhất trong lịch sử Trung Quốc. Đồng thời đây cũng là một lần tổng kiểm kê di sản điển tịch Nho học trên quy mô toàn thế giới. Tại Hàn Quốc và Nhật Bản, hai đại học hàng đầu là Đại học Seoul và Đại học Tokyo cũng đều đã thành lập các trung tâm biên soạn Nho tạng riêng với kế hoạch hoạt động quy mô lớn. Trong xu hướng nghiên cứu Nho giáo đang diễn ra rất mạnh mẽ trên thế giới hiện nay, nghiên cứu kinh điển Nho gia có vị trí đặc biệt quan trọng.
Ngày 24 tháng 9 năm 2014, Chủ tịch Trung Quốc Tập Cận Bình đã đến dự và phát biểu tại "Hội thảo Nho học với nền hòa bình và sự phát triển thế giới" nhân kỷ niệm 2565 năm ngày sinh Khổng Tử. Đây là lần đầu tiên lãnh đạo cao nhất Trung Quốc dự hoạt động trên. Ông nhấn mạnh: Tư tưởng triết học phong phú, tinh thần nhân văn, giá trị đạo đức của Văn hóa truyền thống Trung Quốc là gợi ý hữu ích cho việc trị quốc. Nho giáo là bộ phận quan trọng của văn hóa truyền thống Trung Quốc, có sức sống lâu dài, chứa đựng các gợi ý quan trọng giúp giải quyết những vấn đề của loài người hiện đại. Các tư tưởng "thiên hạ vi công, thế giới đại đồng", "dĩ dân vi bản, an dân phú dân lạc dân", "Nhân giả ái nhân, Dĩ đức lập nhân"... cần phải được kế thừa và phát huy. Ông nói: nghiên cứu Nho giáo chính là là để hiểu đặc tính dân tộc của người Trung Quốc, cần hấp thu sức mạnh truyền thống, việc quản trị quốc gia thời hiện đại càng cần có sự nâng đỡ của văn hóa truyền thống. Giáo sư Vương Kiệt ở Trường Đảng Trung ương Trung Quốc nhấn mạnh: sự du nhập văn hóa phương Tây đã khiến dân tộc Trung Hoa dần bị tha hóa, suy đồi về văn hóa và đạo đức, Đảng Cộng sản Trung Quốc dần nhận ra giá trị to lớn của văn hóa truyền thống Trung Quốc, hiểu rằng chỉ có kiên trì chủ nghĩa Mác, kế thừa có phê phán nền văn hóa truyền thống Trung Quốc, kiên trì nguyên tắc "cổ vi kim dụng", "dương vi trung dụng" thì mới có thể thực hiện sự nghiệp phục hưng vĩ đại dân tộc Trung Hoa. Sức mạnh cứng (kinh tế và quân sự) rất quan trọng, nhưng sức mạnh mềm như văn hóa, đạo đức, tín ngưỡng, tinh thần, giá trị quan... cũng quan trọng không kém với một đất nước. Nếu đất nước đánh mất văn hóa, nền tảng đạo đức truyền thống thì dù kinh tế có giàu mạnh đến đâu thì cũng chẳng khác nào mất nước, mất dân tộc.

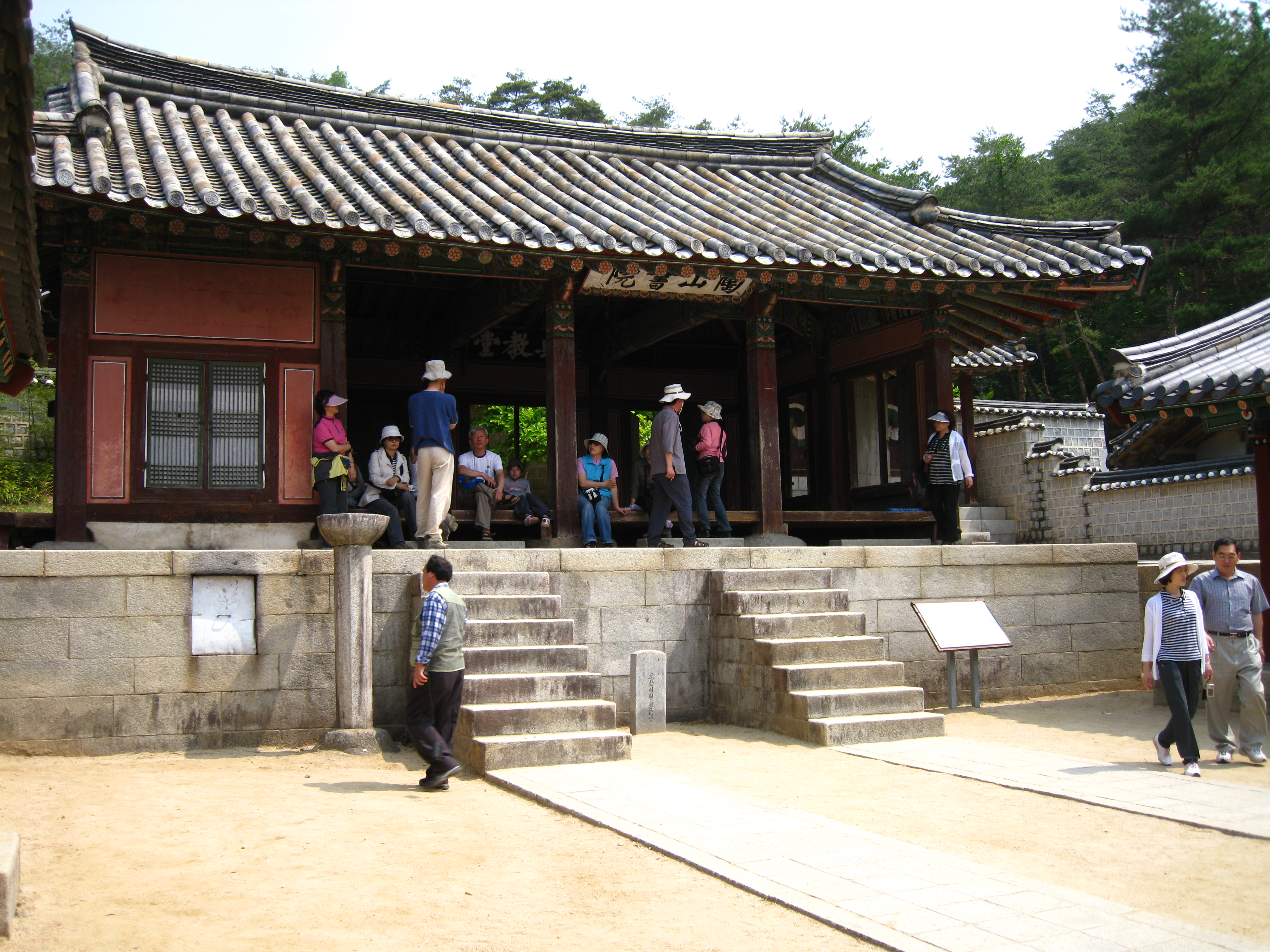
Học viện Nho giáo tại thành phố Andong, Hàn Quốc

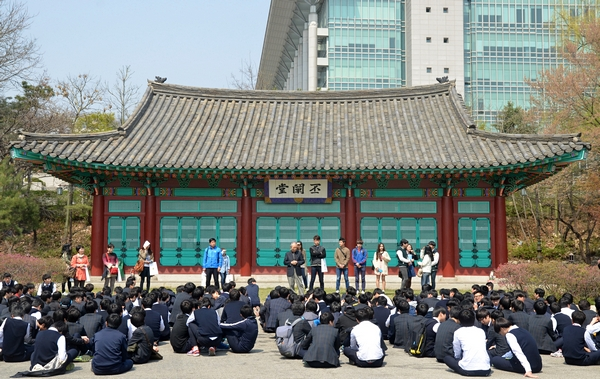
Học sinh tham gia ngoại khóa tại một Học viện Nho giáo ở Hàn Quốc

Tại Hàn Quốc, rất nhiều người nhận thấy rõ những giá trị đạo đức lâu đời của dân tộc đang mất dần đi. Sau cuộc chiến liên Triều 1950-1953, Hàn Quốc áp dụng hệ thống giáo dục chịu nhiều ảnh hưởng của giáo dục phương Tây, Nho giáo bị công kích và bị coi là lỗi thời. Ông Pak Seok-hong nhấn mạnh sự sai lầm của hệ thống giáo dục đó: việc quá nhấn mạnh vào học tiếng Anh và toán đã chiếm chỗ của các môn học như đạo đức và lịch sử. Ông thấy đất nước "đang biến thành vương quốc đầy súc vật": người trẻ chửi người già trên tàu, những đứa trẻ tự tử để khỏi bị bắt nạt... Sự hòa hợp, kính trọng người cao tuổi và lòng trung thành với Tổ quốc - những đức tính đó nay đã phai nhạt trong giới trẻ Hàn Quốc. Pak Seok-hong nói: "Chúng ta đã xây dựng được nền kinh tế mạnh mẽ, nhưng đạo đức của dân tộc đang trên bờ vực của sự sụp đổ. Chúng ta phải khôi phục lại nó và các Seowon (học viện Nho giáo) là nơi chúng ta có thể tìm thấy câu trả lời".
Hiện nay, số lượng học sinh Hàn Quốc đến các học viện Nho giáo để học tập ngoại khóa ngày càng tăng, lên tới hàng trăm ngàn học sinh mỗi năm. Tại đây, học sinh được dạy những lễ giáo đạo đức từ lâu đã không còn xuất hiện tại trường học, từ việc ăn tối, uống trà đến việc thưa chuyện lễ phép với cha mẹ. Theo ông Pak Sung-jin - giám đốc điều hành của Hiệp hội Seowon quốc gia Hàn Quốc, có khoảng 150 học viện Nho giáo ở khắp Hàn Quốc đã mở trở lại các chương trình ngoại khóa tương tự. Ông tin rằng người Hàn Quốc đương đại cần từ bỏ cách nghĩ thiển cận coi Nho giáo là "lỗi thời" và cần nghiêm túc học hỏi lại nhiều giá trị tinh thần, cách đối nhân xử thế từ xã hội xưa.
Đại diện cho học giả Hàn Quốc, giáo sư An Bỉnh Chu, Đại học Thành Quân Quán đã nêu lên lời cảnh báo: "Ngày nay, xã hội đầy tiếng kêu cứu phản ánh nỗi lo lắng về sự hoang tàn của nhân tâm. Môi trường bị ô nhiễm, luân lý bị suy đồi, con người phơi trần nỗi khát khao truy cầu lợi ích và dục vọng. Nội tâm con người hoang tàn, giá lạnh. Quan hệ giữa người và người chỉ còn là cạnh tranh vì lợi ích. Tất cả loài người đang đứng trước nguy cơ diệt vong". Và chính từ những báo động trên, ông đã nêu lên nên trở lại những nguyên lý đạo đức cuộc sống mà Lý Hoảng (1501-1570), đại sư Nho giáo Hàn Quốc đã từng nhắc nhở trong vấn đề tâm học đạo đức. Ở hội nghị quốc tế "Nho giáo với xã hội tương lai" ở An Đông - Hàn Quốc (10-2001), các giáo sư Pháp, Nga, Mỹ, Anh v.v... đều có ý muốn nghiên cứu tư tưởng Nho giáo nhằm tìm con đường giải quyết những bế tắc trong quan hệ con người, xã hội và đặc biệt là gia đình ở phương Tây trong giai đoạn hiện tại. Họ đều đề cao đạo đức "Nhân", "Lễ", "Nghĩa" của Nho giáo.
Trong mấy chục năm trở lại đây, một số nhà nghiên cứu Việt Nam còn nhầm lẫn về bối cảnh xuất hiện, bản chất, nội dung và vai trò của Khổng giáo. Khổng giáo nói riêng và Nho giáo nói chung cần tiếp tục được nhận thức đúng đắn hơn. Cần phải tiếp thu có chọn lọc, để có thể gạt bỏ những yếu tố tiêu cực và sử dụng những yếu tố tích cực của Nho giáo nhằm phục vụ cho công cuộc xây dựng Việt Nam ngày càng văn minh, giàu đẹp và hiện đại. Tại Việt Nam, Đại học Quốc gia Hà Nội đã khởi động dự án dịch Nho tạng ra tiếng Việt.
Năm 2020, khi thế giới diễn ra đại dịch COVID-19, các nước châu Âu bị ảnh hưởng nặng nề trong khi các nước Đông Á khống chế dịch bệnh khá tốt. Cựu đại sứ Pháp tại Việt Nam (2012-2016), ông Jean-Noël Poirier đã có bài viết "Kỷ luật Nho giáo và phi trật tự châu Âu" đã phân tích:
| “ | Rõ ràng là các quốc gia châu Á, cụ thể là các nước theo văn hóa Nho giáo cho đến nay đã thành công trong việc ngăn chặn làn sóng dịch bệnh đang hung hãn tấn công chúng ta (châu Âu) Ở Việt Nam, việc bảo vệ tập thể được đặt cao hơn mọi thứ khác. Tự do cá nhân được xếp sau... Tại Việt Nam cũng như Nhật Bản, Hàn Quốc hay các nước đa số người Hoa (Trung Quốc, Đài Loan, Hồng Kông, Singapore), bảo vệ lợi ích của tập thể được đặt lên trên các quyền cá nhân. Mỗi người đều chấp nhận đi cách ly hai tuần trong một doanh trại quân đội cách nhà mình 30 km, vì sự hy sinh này được tất cả mọi người coi là cần thiết để bảo vệ sức khỏe cho toàn cộng đồng. Phương pháp của Việt Nam sử dụng sẽ không thể nào được người Pháp chấp nhận, cho rằng hoàn toàn không phù hợp với các giá trị tự do cá nhân của chúng ta. Nhưng chính những giá trị này đã tạo điều kiện cho virus lan tràn khắp châu Âu. Hiện nay, chắc chắn rằng các quốc gia Nho giáo nhắc nhở chúng ta một bài học xưa cũ: Trước địch thủ, một nhóm người gắn bó, kỷ luật – và nếu có thể, được lãnh đạo tốt – luôn chiến thắng một đám đông các cá nhân mạnh ai nấy làm, không nghe lời người chỉ huy. Một bài học vĩnh cửu. Một nhận xét thực tế trong hầu như mọi lĩnh vực: mệnh lệnh và kỷ luật tập thể của các nước Nho giáo, khi được huy động bằng một chính sách rõ ràng, sẽ chiến thắng trước chủ nghĩa cá nhân phương Tây. Từ kỹ nghệ, giáo dục đến an ninh công cộng và nay là sức khỏe cộng đồng, không một lĩnh vực nào mà chúng ta không bị vượt qua hay ít nhất bị bắt kịp. Điều mà hồi xưa nước Pháp gọi là "ý thức công dân", chỉ đơn giản là tôn trọng tất cả các quy định tập thể, vì quyền lợi của toàn dân. Đó không phải là Nho giáo, nhưng cũng gần như thế. Ý thức công dân nay đã biến mất tại châu Âu, được thay thế bằng yêu sách của vô số các nhóm thiểu số. Nếu không tìm lại được thỏa hiệp tế nhị giữa tinh thần tập thể và không gian cá nhân, đã làm nên sức mạnh của chúng ta cho đến đầu thập niên 1980, tôi lo rằng chúng ta không còn chọn lựa nào khác là phải ngồi nhìn tính kỷ luật của các quốc gia Nho giáo đánh bại chúng ta (châu Âu) trên mọi lĩnh vực. | ” |

## Nội dung cơ bản

### Tổ chức xã hội
Trong thế giới quan Nho giáo, cả ba yếu tố Quốc gia - Gia đình - Cá nhân đều có liên hệ chặt chẽ với nhau. Nho giáo xem cá nhân là yếu tố căn bản nhất cấu thành nên gia đình và xã hội. Sách Đại học viết:
| “ | Muốn trị quốc tốt trước hết phải chỉnh đốn tốt gia đình, gia tộc mình. Người trong gia đình, gia tộc mình mà không giáo dục được thì sao có thể giáo dục được người khác... Một nhà thực hiện nhân ái có thể dấy lên cả nước một phong trào nhân ái. Một nhà thực hiện khiêm nhường, có thể dấy lên cả nước một phong tục khiêm nhường. Còn nếu một người tham lam tàn bạo, tất dấy lên cả nước phạm thượng, làm loạn... Nếu bản thân mình che giấu những hành vi không hợp với đạo trung thứ thì sao có thể giáo dục được người khác làm theo đạo trung thứ. Cho nên muốn trị nước tốt, trước hết phải chỉnh đốn tốt gia đình, gia tộc mình. | ” |

Bàn luận về lòng trung thành, Khổng Tử nói "Yêu con mà không dạy con phải chịu khó nhọc được ư ? Trung với vua mà không khuyên can vua theo đường chính ư ?". Về quan hệ vua tôi, Khổng Tử viết: "Vua lấy lễ mà đãi bề tôi, bề tôi lấy trung mà thờ vua" còn Mạnh Tử đã bảo Tề Tuyên Vương rằng: "Vua xem bề tôi như tay chân, thì bề tôi xem vua như bụng như lòng. Vua xem bề tôi như chó ngựa, thì bề tôi xem vua như người lạ trong nước. Vua xem bề tôi như đất như cỏ thì bề tôi xem vua như giặc như thù", "Kẻ làm hại đức nhân gọi là tặc; kẻ làm hại đức nghĩa gọi là tàn. Kẻ tàn, kẻ tặc chẳng qua là một người thường mà thôi. Tôi từng nghe vua Võ vương chỉ giết một người thường là Trụ mà thôi, chứ tôi chưa hề nghe Vũ vương giết vua". Tuân tử cũng nói: "Tru bạo quốc chi quân, nhược tru độc phu" (Giết một ông vua tàn bạo cũng như giết một kẻ ác độc). Sách Đại học có câu: "Làm vua thì hết mình thực hiện đức nhân. Làm bề tôi thì hết mình thực hiện đức kính. Làm con thì hết mình thực hiện đức hiếu. Làm cha thì hết mình thực hiện đức từ. Cùng người trong nước quan hệ với nhau phải hết mình thực hiện đức tín."
Nhà nghiên cứu Kim Định viết: "...cái bổn gốc của Nho giáo là "chí trung", mà trung là không cậy dựa, "trung lập nhi bất ỷ cường tai kiểu". Đó là cốt yếu những bài học dạy học của Khổng tử. Đừng đem những câu Hán học như "trung thần bất sự nhị quân" hay "quân xử thần tử, thần bất tử bất trung" mà gán vào miệng ông. Làm thế là thiếu óc khoa học. Cha ông ta tuy về phê bình chưa đạt cao lắm nhưng không để cho những câu tầm gửi kiểu trên làm thui chột chí bất khuất" Cùng quan điểm, trong bài Cái ảnh hưởng của Khổng giáo ở nước ta, học giả Phan Khôi có nói: "Ở Nam kỳ đây, hạng tầm thường, hay lặp đi lặp lại cái câu "Quân xử thần tử, thần bất tử, bất trung; phụ xử tử vong, tử bất vong, bất hiếu", họ cho là lời thánh nói ra. Nhiều người đem hỏi tôi, tôi phải lấy làm lạ. Hoặc giả có, mà tôi lâu nay ít hay ôn nhuần lại sách cũ rồi quên đi chăng, chớ theo như cái trí nhớ trong đầu tôi, thì câu nầy chẳng có trong sách nào hết, chẳng ông thánh nào nói hết, mà chừng như là lời của Lê Tử Trình nói trong tuồng Sơn hậu hồi thứ ba ! Đó, một hạng người nữa, cứ ù ù cạc cạc, hễ nghe câu chữ nho, thấy cuốn sách chữ nho, thì cho là đạo Khổng Tử ở đó.".
Để theo đuổi mục tiêu lý tưởng xây dựng xã hội an hòa, Nho giáo nêu nguyên tắc quản lý xã hội như sau:
- Thực hiện "Chính danh": nghĩa là mỗi người cần phải nhận thức và hành động theo đúng cương vị, địa vị của mình: vua phải theo đạo vua, tôi phải theo đạo tôi, cha phải theo đạo cha, con phải theo đạo con, chồng phải theo đạo chồng, vợ phải theo đạo vợ... Nếu như mọi người không chính danh thì xã hội ắt trở nên hỗn loạn.
- Thực hiện "Văn trị - Lễ trị - Nhân trị - Đức trị": Đây là nguyên tắc có tính chất đường lối căn bản của Nho giáo. Văn trị là đề cao cai trị bằng tri thức, bằng sự sáng suốt. Lễ trị là dùng các nghi lễ, các quy tắc trong quan hệ giữa người và người để tạo ra một xã hội hài hòa. Nhân trị là trị quốc bằng lòng nhân ái. Đức trị là cai trị bằng đạo đức của người lãnh đạo.
- Đề cao nguyên lý công bằng xã hội: Khổng Tử đã nói: "Không lo thiếu mà lo không đều, Không lo nghèo mà lo dân không yên". Sự không công bằng là mầm mống của rối loạn xã hội.

Từ thời nhà Hán, Nho giáo đã trở thành trung tâm cho việc quản lý xã hội. Nhờ đạo Nho, các triều đình ít phải can thiệp vào đời sống của dân, cho các làng tự lập hương ước mà gần như tự trị. Một học giả châu Âu khen người Trung Hoa tổ chức xã hội giỏi hơn người La Mã và mọi đế chế khác. Các kẻ sĩ ở mỗi làng, tổng, huyện (một vị trưởng lão trong làng, một thầy đồ hay một vị khoa bảng)... được dân tin, giúp chính quyền được nhiều việc cai trị, giáo dục, hòa giải các vụ kiện, trị bệnh, giữ an ninh. Họ được dân coi trọng hơn cả các quan lại, mà quan lại cũng phải nể họ. Đặc biệt là cứ mỗi lần đất nước bị họa vong quốc thì lại có hàng trăm kẻ sĩ Nho giáo sẵn sàng liều mình chống ngoại xâm, nếu chẳng may thất bại thì họ liền tuẫn quốc chứ không chịu sống nhục. Đã vậy, không chỉ nam giới liều thân hộ quốc nơi tiền tuyến mà phụ nữ ở hậu phương cũng một lòng chung thủy để người nam nhi an tâm ra đi gánh vác mệnh nước, nếu chồng hy sinh họ sẵn sàng tuẫn tiết để giữ lòng son. Đó là đặc điểm của những dân tộc thấm nhuần đạo Khổng.

### Lễ nghi
Nho giáo rất xem trọng Lễ nghi vì nó là biểu hiện của một xã hội văn minh và có trật tự. "Lễ" là những quy tắc mang tính hình thức được xã hội thừa nhận để bày tỏ sự tôn trọng đối với người khác, với cộng đồng hoặc với những định chế xã hội và để nhận được sự tôn trọng của xã hội. Việc giữ Lễ là một cách tu thân và chứng tỏ con người biết tuân thủ những nguyên tắc đạo đức trong quan hệ với người xung quanh. Một xã hội không biết giữ Lễ là xã hội hỗn loạn, kém văn minh và suy đồi. Lễ giáo phai nhạt cũng là biểu hiện các mối quan hệ giữa con người trong xã hội đã xấu đi, trật tự xã hội đã suy yếu. Lễ nghi sẽ tạo ra một xã hội hài hòa trong đó mọi người đều tự tiết chế trong mối quan hệ giữa người với người, không để những cảm xúc tiêu cực biến thành hành động mạo phạm, bất kính với người khác. Hữu Tử nói: "Tác dụng của lễ đạt được sự thống nhất, hài hòa mới là đáng quý. Phương pháp trị nước của những bậc vua hiền thời cổ đại có đúng đắn là ở chỗ này: việc lớn việc nhỏ đều tuân thủ nguyên tắc hài hòa. Nhưng có điều không nên làm: chỉ biết hài hòa là quý, rồi trong mọi việc chỉ biết hài hòa, không lấy lễ nghĩa để tiết chế thì việc gì cũng không xong.". Khổng Tử nói "Người quân tử học rộng về văn chương lại biết dùng lễ để chế ước, ràng buộc mình sẽ không bao giờ xa Kinh phản Đạo.". Mỗi xã hội, mỗi thời đại đều có những nghi thức của riêng nó nhưng chung quy không xã hội văn minh nào có thể bỏ đi những lễ nghi mà chỉ thay đổi đối tượng, mục đích hoặc hình thức.
Khổng Tử nói: "Một người không có lòng nhân sao có thể hành được lễ ?". Khổng Tử phê phán những lễ nghi hình thức giả dối. Ông nói "Người đời trước đối với lễ nhạc, coi trọng phối hợp thích đáng giữa nội dung và hình thức thì bị coi là lạc hậu quê mùa. Người đời sau đối với lễ nhạc, coi trọng hình thức hơn nội dung thì lại bảo là người quân tử. Nếu sử dụng lễ nhạc, ta tình nguyện đi theo các bậc tiền bối.". Khi được hỏi về gốc của lễ, Khổng Tử trả lời: "Vấn đề của ngươi hỏi thật quá lớn! Lễ nói chung đi kèm với xa hoa lãng phí thì không bằng tiết kiệm. Nghi thức mai táng mà cầu kỳ, lòe loẹt thì không bằng trong lòng thật sự đau buồn.".
Về vấn đề tang lễ, Tăng Tử nói: "Phải cẩn thận làm tốt tang lễ cho cha mẹ khi qua đời; thành tâm, thành ý khi cúng tế tổ tiên. Được như vậy, dân chúng được cảm hóa, phong tục đạo đức của dân chúng ngày một tốt đẹp và thuần hậu.".

### Quan hệ xã hội
Theo Nho giáo, trong xã hội có các 5 mối quan hệ cơ bản là: vua - tôi, cha - con, vợ - chồng, anh - em, bạn bè. Để thực hiện tốt 5 mối quan hệ này cần có 5 đức tính: nhân, trí, lễ, nghĩa, dũng.
Trong quan hệ vua tôi, Khổng Tử chủ trương "Vua sử dụng bề tôi phải theo lễ, bề tôi phụng thờ vua phải theo trung.". Nho giáo đề cao sự trung thành đối với nhà nước quân chủ. Khổng Tử đề cao vua Vũ Vương vì khi đã có hai phần ba thiên hạ vẫn phụng thời triều Ân .
Trong mọi hoàn cảnh, con người cần kiềm chế cảm xúc, làm chủ bản thân. Sách Trung Dung viết "Khi tình cảm như: vui mừng, hờn giận, đau thương, khoái lạc chưa biểu hiện ra thì gọi là trung; biểu hiện ra rồi nhưng phù hợp, đúng mức thì gọi là hòa. Trung là điều cơ bản lớn nhất trong thiên hạ. Hòa là chuẩn tắc phổ biến nhất trong thiên hạ. Trung hòa mà đạt đến tột cùng thì mọi cái trong trời đất đều ở vị trí thỏa đáng, vạn vật sẽ sinh sôi nảy nở."
Nho giáo nêu lên quan niệm về Trung dung: "Lời nói và việc làm của người quân tử thì phù hợp với chuẩn tắc trung dung, còn kẻ tiểu nhân thì phản lại trung dung. Người quân tử luôn giữ được trạng thái trung hòa, không để thái quá hay bất cập. Kẻ tiểu nhân thì không hề lo sợ, nể nang hay e dè ai hết, nên cách nói năng của và hành động của kẻ tiểu nhân không thái quá thì cũng bất cập.". Người quân tử phải giữ trọn đạo Trung dung trong bất cứ hoàn cảnh nào. Nói về đạo Trung dung trong dân chúng, Khổng Tử từng than thở: "Đạo Trung dung này rất mực tốt đẹp. Từ lâu dân chúng đã thiếu hẳn đạo này.".
Khổng Tử nói "Người quân tử hòa hợp nhưng không cùng quan điểm. Kẻ tiểu nhân cùng quan điểm nhưng không hòa hợp. (Quân tử hòa nhi bất đồng, tiểu nhân đồng nhi bất hòa)". Không nên oán giận người không hiểu mình, không sợ người không hiểu ta mà chỉ sợ ta không hiểu người. Nói về sự giải quyết thù hận, Khổng Tử khen Bá Di, Thúc Tề thường cho quan những hận thù cũ nên người oán hận họ rất ít. Kinh Pháp Cú của Phật giáo cũng có ý tương tự "Với hận diệt hận thù, đời này không có được. Không hận diệt hận thù, là định luật ngàn thu." Mặt khác nên dùng sự ngay thẳng để báo đáp oán thù, dùng ân đức để báo đáp ân đức. Mình không muốn bị người khác đối xử thế nào thì cũng không nên đối xử với người khác như vậy.
Nho giáo khuyên con người sống phù hợp với hoàn cảnh và địa vị xã hội của mình. Sách Trung Dung viết: "Người quân tử nên dựa vào địa vị hiện tại của mình mà làm việc, không nên ham những cái ngoài bổn phận của mình... Người quân tử ở bất kỳ hoàn cảnh nào đều có thể điềm nhiên tự tại, bình tĩnh tự đắc, không kêu ca phàn nàn.". Mỗi người đều có vị trí riêng trong hệ thống phân công lao động xã hội. Khổng Tử nói "Không ở vào chức vị nào thì đừng bàn tính về chính sự của chức vị ấy.". Bàn luận về địa vị và con người, sách Trung Dung viết "Khi ở địa vị cao, không lăng mạ chèn ép người dưới; khi ở địa vị dưới, không nịnh bợ cầu cạnh người trên; lúc nào cũng giữ bản thân ngay thẳng, chẳng cầu mong xin xỏ người khác, được như vậy thì trên không oán trời, dưới không trách người, luôn ở địa vị ổn định để chờ mệnh trời. Còn kẻ tiểu nhân buộc phải mạo hiểm để theo đuổi chức vụ, địa vị ngoài khả năng của mình.". Theo quan niệm đạo đức Nho giáo thì con người sống trong xã hội không nên tranh chấp vì danh lợi mà nên giữ hòa khí, dùng lễ để đối đãi với nhau. Khi chưa có chức vụ, địa vị thì "Không sợ buồn vì không có chức vụ địa vị, chỉ buồn vì không có tài đức để làm tròn chức vụ địa vị ấy. Không sợ người khác không biết mình, mà phải cầu mong làm sao có năng lực làm cho người khác hiểu mình.".
Nho giáo đề cao sự thành thật. Khổng Tử nói "Con người ta sống được là nhờ ngay thẳng. Kẻ không ngay thẳng tuy nhiên cũng sống được, nhưng chẳng qua nhờ may mắn mới tránh được tai họa đó thôi.". Theo sách Trung Dung "Muốn bản thân thành thật cũng có cách của nó: nếu không hiểu rõ thế nào là đức thiện, tính thiện thì cũng không thể bồi dưỡng cho mình có lòng thành thật với bản thân.". Cũng theo Nho giáo, có một số người vốn dĩ tự nhiên đã thành thật, một số khác phải rèn luyện bản thân để trở nên thành thật bằng cách kiên trì làm điều thiện, học tập sâu rộng, hỏi han kỹ lưỡng, suy nghĩ thận trọng, phân biệt cho sáng tỏ, thực hành cho thấu đáo. Việc nịnh hót người khác, giả bộ hiền lành, cung kính thái quá, đem oán hận giấu kín trong lòng nhưng bề ngoài vẫn giả bộ hữu hảo bị Nho giáo đánh giá là hành vi xấu. Khổng Tử nói:
"Dùng những lời lẽ hay ho để nịnh hót, làm vừa lòng người và tỏ vẻ hiền lành, như vậy không phải là người có lòng nhân."... "Những người dùng lời lẽ trau chuốt ngọt xớt, giả bộ hiền lành, cung kính thái quá, loại người này theo Tả Khâu Minh là rất đáng sỉ nhục. Khâu ta cũng cho là rất đáng sỉ nhục. Đem oán hận giấu kín ở trong lòng nhưng bề ngoài vẫn giả bộ hữu hảo với người, loại người như vậy Tả Khâu Minh cũng cho là đáng sỉ nhục. Khâu ta cũng cho là đáng sỉ nhục.:
Trong quan hệ bạn bè, Tăng Tử nói "Người quân tử dùng tri thức văn chương để tập hợp bạn bè, dùng sự giúp đỡ của bạn bè để bồi dưỡng nhân đức". Tử Cống hỏi về cách đối đãi với bạn bè. Khổng Tử nói "Thành tâm thành ý khuyên bạn, nhẫn nại chỉ rõ mọi điều hơn lẽ thiệt, mà bạn vẫn không nghe thì thôi, đừng tự mình chuốc lấy nhục nhã".
Nói về cách đánh giá con người, Khổng Tử nói: "Nhìn kỹ cách người ta làm, xét người ta làm vì cái gì, rồi xét kỹ người ta có vui lòng mà làm hay không. Như vậy người ta không có cái gì có thể giấu được, làm sao mà giấu được ?". Tử Cống từng hỏi: "Thế nào là người quân tử ?". Khổng Tử nói: "Trước hết thực hành lời mình nói đã, sau mới nói ra.". Sức lực của mỗi người không giống nhau nên kết quả cũng khác nhau.
Khổng Tử nói: "Dám mạnh dạn đấu tranh, phê bình, chỉ trích tệ hại, thói hư tật xấu thì tự nhiên họa hại sẽ tiêu tan.". Về việc phê bình cho tế nhị, Tử Du nói: "Phụng thờ vua nếu chỉ biết luôn can gián vua thì sẽ chuốc lấy nhục nhã. Đối đãi với bè bạn, nếu cứ luôn luôn góp ý kiến cho bạn thì bạn sẽ xa mình.". Ngược lại, người mắc sai lầm cũng cần sửa chữa sai lầm. Một lần có người chỉ ra sai lầm của Khổng Tử, ông nói "Ta thật may mắn, giả dụ có sai lầm thì người ta cũng biết được". Tuy nhiên cũng theo Khổng Tử "Người có thể cùng nói chuyện được mà không nói, như vậy là bỏ mất người. Người không có thể cùng nói chuyện được mà lại nói, như vậy là uổng mất lời. Người trí không bỏ mất người cũng không uổng mất lời".
Nho giáo cũng phê phán tệ bè phái, chia rẽ trong xã hội, xem tinh thần đoàn kết là một phẩm chất đạo đức của người quân tử còn óc bè phái là đặc tính của kẻ tiểu nhân. Khổng Tử nói: "Người quân tử đoàn kết rộng rãi với mọi người, chứ không phải chỉ câu kết phe cánh. Kẻ tiểu nhân chỉ biết câu kết phe cánh, chứ không biết đoàn kết rộng rãi với mọi người.".

### Thuật lãnh đạo
Nho giáo chủ trương: "Dân vi quý, xã tắc thứ chi, quân vi khinh (Dân là quý nhất, rồi đến đất nước, cuối cùng mới là vua)". Khổng Tử từng nói "Cao quý thay vua Thuấn và vua Vũ! Được cả thiên hạ mà vẫn cảm thấy việc này không có gì đáng vui hoặc kiêu hãnh cả.".
Muốn cai trị thiên hạ, theo Khổng Tử người lãnh đạo phải chính danh. Tử Lộ hỏi "Nếu vua nước Vệ mời thầy đi làm quan quản lý chính sự, thầy làm việc gì trước tiên ?". Khổng Tử nói "Việc trước tiên nhất định phải là chính danh đã".
Về việc cai trị bằng nhân nghĩa, sách Đại Học viết: 
"Người nhân dùng của cải của mình để hoàn thiện phẩm đức. Kẻ bất nhân dùng sinh mệnh của mình để vơ vét thêm của cải. Chưa từng có bậc vua nào yêu điều nhân mà dân chúng lại không yêu điều nghĩa. Chưa từng có người nào hiểu điều nghĩa mà lại làm việc không hết lòng... Điều này nói lên rằng: người trị quốc không nên xem tài sản là vốn quý, mà nên xem nhân nghĩa là vốn quý.".
Nho giáo có quan niệm cai trị bằng nhân nghĩa, bằng cách giáo dục quần chúng. Khổng Tử nói: "Dùng mệnh lệnh pháp luật để hướng dẫn chỉ đạo dân, dùng hình phạt để quản lý dân, làm như vậy có thể giảm được phạm pháp, nhưng người phạm pháp không biết xấu hổ, sỉ nhục. Dùng đạo đức để hướng dẫn, dùng lễ nghĩa để giáo hóa dân thì dân sẽ hiểu được thế nào là nhục nhã khi phạm tội, sẽ cam tâm tình nguyện sửa chữa sai lầm của mình tận gốc từ tư tưởng.". Người lãnh đạo ra lệnh cho dân chúng thực hành nhân ái nhưng mình lại tàn bạo, thì dân nhất định chẳng nghe theo. Nếu bậc thiện nhân lãnh đạo quốc gia, sau một trăm năm có thể cảm hóa kẻ tàn bạo thành lương thiện, không cần gì đến hình phạt nữa. Không nên gào thét và nghiêm sắc mặt để giáo hóa dân chúng vì có thể cướp cờ, đoạt tướng giữa ba quân, nhưng không thể cướp đoạt được chí khí của một người dân bình thường. Người có thể ban ân cho dân chúng và cứu giúp chúng sinh không chỉ là người nhân mà đáng gọi là bậc thánh nhân. Người lãnh đạo phải thuận theo lòng dân, thích những điều dân thích và ghét những điều dân ghét.

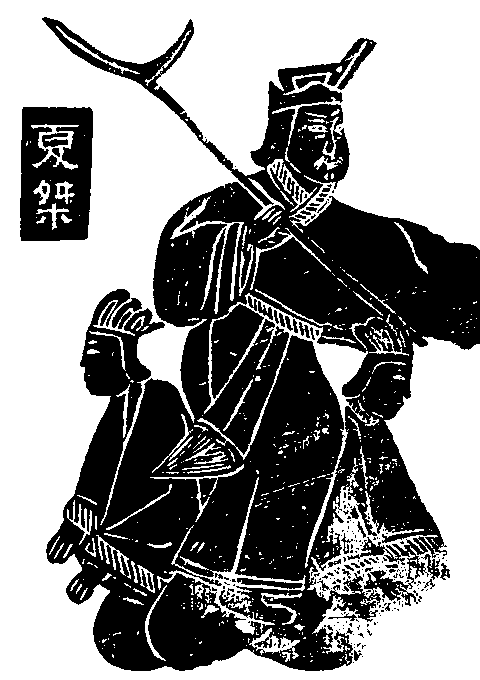
Vua Hạ Kiệt bị Nho giáo coi là bài học điển hình cho việc mất nước vì tàn bạo

Về đạo đức người lãnh đạo, sách Đại Học có câu: 
"Đức là gốc, tài sản là ngọn. Nếu như bỏ gốc mà lấy ngọn, thì sẽ tranh lợi với dân, cướp bóc dân. Nếu ở trên phản lại lòng dân, chỉ biết phát ra những mệnh lệnh trái lẽ, chỉ lo tích tụ tài sản châu báu ngọc ngà, thì dân chúng sẽ đối xử lại bằng những điều phản nghịch, khiến cho triều đình ngày một khánh kiệt".".
Cầm quyền lãnh đạo quốc gia dựa vào đạo đức thì dân chúng đều quy thuận. Người bề trên ngay thẳng, dù không ra lệnh, người dưới vẫn làm theo. Người bề trên không ngay thẳng, tuy có mệnh lệnh rất nghiêm, người dưới cũng chẳng theo, chỉ cần giữ mình một cách thành thật, thì tự nhiên thiên hạ sẽ thái bình vô sự. Người lãnh đạo phải tự mình làm gương cho dân noi theo, chịu khó nhọc cùng những công việc khó nhọc của dân. Nếu người trên có hiếu với cha mẹ, tôn trọng bậc huynh trưởng, thật lòng thương xót kẻ côi cút cô đơn góa bụa, thì nhân dân cũng tự mà noi theo như vậy.. Phải làm cho dân chúng hoàn toàn tâm phục thế mới gọi là hiểu được cái gốc của đạo lý.
Khổng Tử nói "Người bề trên coi trọng lễ thì lãnh đạo dân chúng rất dễ". Trong quan hệ cấp trên với cấp dưới thì quan điểm của Khổng Tử là "Người bề trên đối với kẻ dưới không khoan dung rộng lượng, chấp hành lễ không nghiêm túc kính cẩn, cử hành tang lễ không đau buồn, thương xót, làm sao ta có thể chịu được ?". Quan hệ giữa cấp trên và cấp dưới không phải là quan hệ một chiều. Tử Lộ hỏi về đạo thờ vua, Khổng Tử nói "Không được lừa dối vua. Nhưng nếu vua sai lầm, phải hết sức khuyên can dù phải xúc phạm đến vua".
Thuật lãnh đạo của Nho giáo đề cao những lãnh đạo biết quý trọng tài năng, biết dùng người. Vua Vệ Linh Công là người vô đạo nhưng không bị diệt vong theo Khổng Tử "bởi vì nước Vệ có Trọng Thúc Ngữ giỏi việc ngoại giao tiếp đãi tân khách, Chúc Đà quản lý tốt việc tế lễ tông miếu, Vương Tôn Giả giỏi thống lĩnh quân đội. Biết dùng người như vậy thì làm sao mà mất nước được?". Nên dùng người nghiêm túc, cẩn thận, biết lo lắng, mưu tính khi đối mặt với công việc để đạt thành công. Nho giáo xem hiền tài là nguyên khí quốc gia, vì vậy "Phát hiện người có tài đức mà không đề bạt cất nhắc hoặc không trọng dụng, đây là khinh rẻ người có tài đức vậy. Phát hiện kẻ bất lương làm sai trái mà không bãi chức, bãi chức rồi mà không đuổi ra nơi xa xôi hẻo lánh, đây gọi là dung túng cho kẻ bất lương vậy. Ưa thích cái mà mọi người ghét bỏ, ghét bỏ cái mà mọi người ưa thích, thế gọi là làm trái bản tính con người, tai họa nhất định giáng xuống kẻ ấy. Cho nên, làm người quân tử cần nhớ kỹ đạo lý lớn này: phải dựa vào trung tín mới được thiên hạ, còn nếu kiêu ngạo, phóng túng thì nhất định mất thiên hạ.". Khổng Tử nói "Cất nhắc người ngay thẳng để trên kẻ tà ác thì có thể biến kẻ tà ác thành ngay thẳng".
Người lãnh đạo phải có học vấn mới thực hiện tốt công việc của mình. Khổng Tử phản đối quan niệm của học trò ông là Tử Lộ "Làm quan thì có dân để cai trị, có thần xã tắc để tế lễ, không cần phải chọn kẻ có học làm huyện trưởng, sau làm mới là học.". Người lãnh đạo còn phải thấm nhuần đạo Trung dung. Khi còn ở nước Trần, Khổng Tử nói "Về đi! Về đi! Những học trò của quê hương ta, chí hướng thì rất cao xa mà việc làm thì rất giản lược, không câu nệ tiểu tiết; về văn chương đều có thể có thành tích khả quan. Nhưng họ chẳng biết xem xét, sửa mình theo đạo Trung dung.". Người tự ý làm càn, chuyên quyền độc đoán hay bảo thủ thì nhất định gặp tai họa. Bậc đại trí như vua Thuấn là người ham hỏi han, để tâm suy xét cả những lời thiển cận bình thường, bỏ qua cho những ai bày tỏ điều gì xấu, tán dương những ai nêu lên được điều gì tốt đồng thời chọn lấy cái ở giữa mà thi hành. Khổng Tử là người không dựa vào ý riêng của mình, không cho mình luôn đúng, không cố chấp và vô ngã.
Điều quan trọng nhất trong việc cai trị thiên hạ là lễ nhạc, luật lệ và văn tự. Nếu nắm vững ba điều này thì ít phạm sai lầm. Sách Trung Dung đưa ra 9 nguyên tắc lớn trong đạo trị quốc là : 
- Tu dưỡng bản thân thì đạo đức được xác lập.
- Tôn trọng hiền tài thì không bị mê hoặc, ngu tối.
- Yêu quý thân tộc thì chú bác, anh em không oán hận.
- Kính trọng đại thần thì công việc ít phạm sai lầm.
- Săn sóc quần thần thì kẻ sĩ tận lực báo đáp.
- Quan tâm đến dân thì dân chúng thực hiện tốt mọi điều bề trên đề ra.
- Khuyến khích bách nghệ phát triển thì vật dụng, hàng hóa buôn bán đủ đầy, sung túc.
- Trọng đãi người nước ngoài đến nước mình làm ăn sinh sống thì bốn phương quy thuận.
- Vỗ về chư hầu thì khắp thiên hạ sẽ kính phục.

Khổng Tử từng nói "Thái Bá là con người có đức hết mực. Nhiều lần ông ta đem thiên hạ nhường cho người khác, nhưng không để dân chúng biết mà ca ngợi công đức của mình.". Điều này cho thấy Nho giáo nguyên thủy muốn xây dựng xã hội hài hòa, thiết lập quan hệ tốt đẹp giữa người cai trị và dân chúng, đào tạo ra người lãnh đạo tài đức chứ không phải là công cụ của giai cấp thống trị bảo vệ chế độ chính trị của họ, thậm chí Nho giáo rất gần với tư tưởng về nhà nước dân chủ.

### Chữ hiếu và xã hội

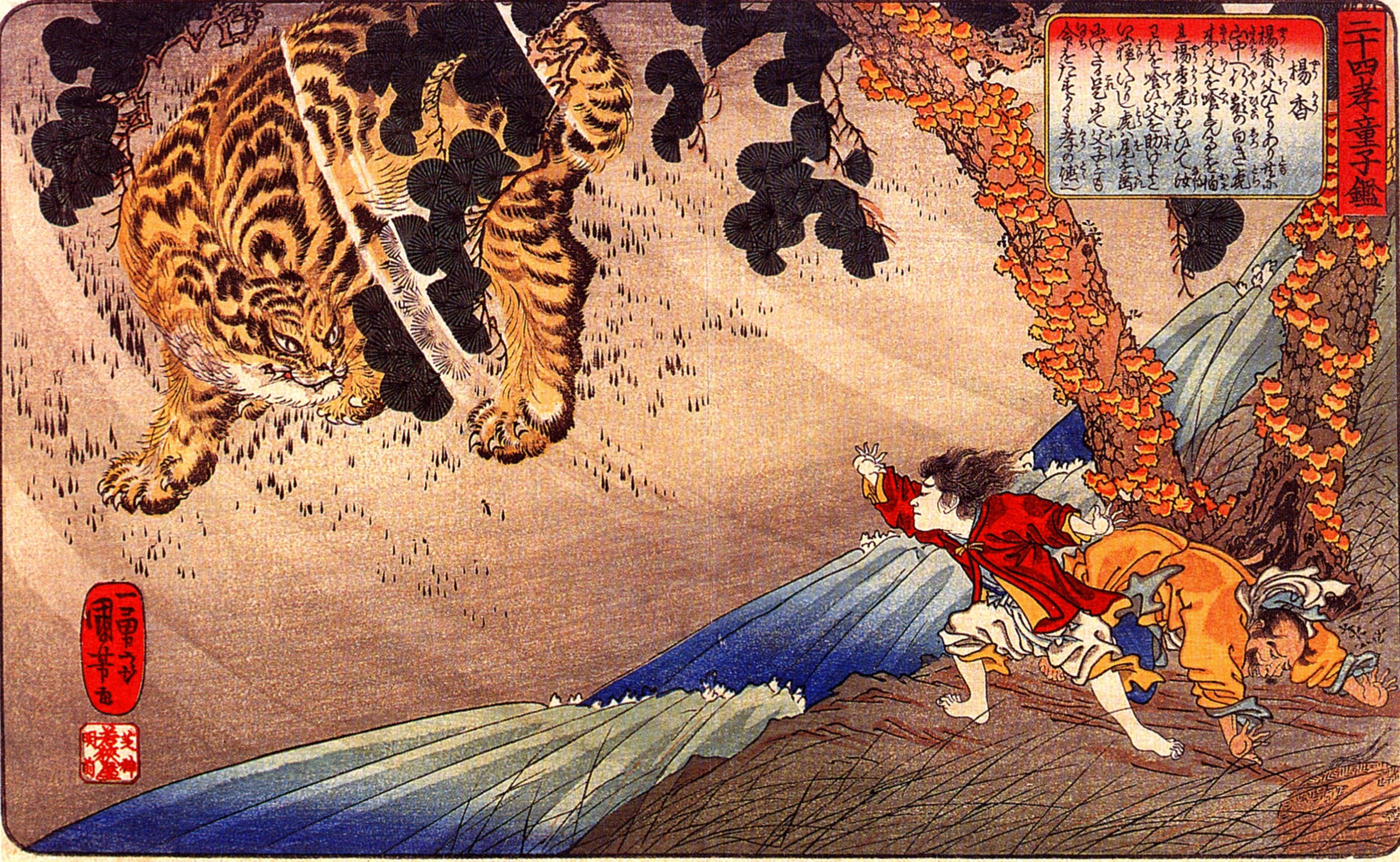
Tranh vẽ của Nhật Bản mô tả Dương Hương (杨香), cô gái 14 tuổi đã dám đánh hổ cứu cha. Cô được các nhà Nho xếp vào một trong Nhị thập tứ hiếu (24 tấm gương hiếu thảo)

Nho giáo cho rằng hiếu đễ là gốc của đạo nhân. Hữu Tử nói: "Người biết hiếu thuận với cha mẹ, có nết đễ với người lớn tuổi hơn mình mà lại thích cãi cọ, va chạm, xung đột, mạo phạm cấp trên là hiếm thấy. Người không mạo phạm cấp trên mà lại thích làm loạn là không có. Người quân tử là người chuyên tâm nắm vững cái gốc của tu thân. Nắm vững được cái gốc của tu thân thì đạo lập thân xử thế tự nhiên phát sinh ra trong lòng mình. Hiếu đễ là cái gốc của đạo nhân.".
Nói về đức hiếu, trong chương đầu Khai tông minh nghĩa của Hiếu Kinh, thuật lại lời Khổng Tử nói với Tăng Tử:
| “ | Này đây, HIẾU là căn bản của ĐỨC, do giáo dục mà sinh ra. Hãy ngồi trở xuống, ta nói cho ngươi biết. Thân thể, hình hài, tóc tai, da thịt là do cha mẹ sinh ra không được gây hư hại là nết đầu của chữ Hiếu. Sau lo lập thân, hành đạo để lại tiếng thơm cho đời sau là nết cùng của chữ Hiếu. Này đây, chữ Hiếu lấy việc phụng dưỡng cha mẹ làm đầu, kế đến thờ vua, sau rốt là lập thân.". | ” |

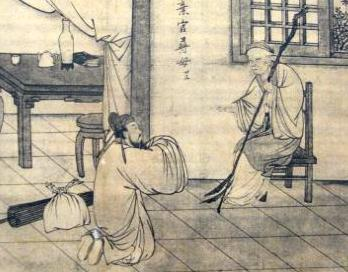
Một hình vẽ trong sách Nhị thập tứ hiếu. Đạo hiếu là đức tính được nhà Nho coi là nền tảng cho đạo đức xã hội

Việc kính trọng cha mẹ trong quan niệm về đạo hiếu của Nho gia qua cách nhìn của Khổng Tử: "Ngày nay, thấy ai có thể nuôi dưỡng được cha mẹ, thì người ta gọi là có hiếu. Nhưng đến như giống chó ngựa thì người ta cũng nuôi được vậy. Cho nên nếu không có lòng hiếu kính cha mẹ trong khi nuôi dưỡng, thì nuôi cha mẹ và nuôi chó ngựa có gì khác nhau? Cha mẹ lúc còn sống, phải theo lễ mà đối xử phụng sự. Cha mẹ chết, phải theo lễ mà an táng, cúng tế, đó mới là hiếu. Chứ còn như có việc gì cần làm, con cái làm thay cho cha mẹ, có gì ngon thì mời cha mẹ ăn, đây chắc gì đã là có hiếu?". Để thể hiện sự kính trọng đối với cha mẹ thì "Phụng dưỡng cha mẹ phải nhẹ nhàng khuyên giải, can ngăn. Nếu cha mẹ không chịu nghe thì vẫn phải cung kính, không được trái ý nguyện của cha mẹ, đừng để cha mẹ bận tâm gây nên oán hận.". Đạo hiếu còn thể hiện qua những điều đơn giản như "Cha mẹ già còn sống không được đi chơi xa, nếu có đi phải nói rõ nơi nào cụ thể... Tuổi tác của cha mẹ không thể không nhớ kỹ trong lòng. Một là vì cha mẹ trường thọ mà vui mừng, hai là biết lo toan chuẩn bị hậu sự khi cha mẹ về già.".
Khổng Tử nói: "Khi người cha còn sống thì quan sát chí hướng của người con, khi người cha chết thì quan sát hành vi của người con. Nếu ba năm sau khi cha mất, người con không thay đổi những quy tắc của đạo làm con đối với cha, đó là người con có hiếu vậy.". Tăng Tử tóm lược: "Hiếu đạo có 3 điều: Đại hiếu là tôn kính cha mẹ, thứ đến là không làm gì gây tai tiếng cho cha mẹ, sau cùng là nuôi dưỡng cha mẹ". Mạnh Tử bàn về chi tiết chữ "Hiếu" như sau: "Việc phụng sự cha mẹ của người con hiếu là: Cư xử hết lòng kính trọng, dưỡng nuôi cố làm đẹp lòng, bệnh đau tận tâm lo lắng, ma chay hết sức xót thương, tế lễ nghiêm trang rất mực".
Sách Nhị thập tứ hiếu (24 tấm gương hiếu thảo) đã khái quát:
Người tai mắt đứng trong trời đất,
Ai là không cha mẹ sinh thành,
Chữ hiếu niệm cho tròn một tiết,
Thì suy ra trăm nết đều nên,
Chẳng xem thuở trước Thánh Hiền,
Thảo hai mươi bốn, thơm nghìn muôn thu.

### Vai trò của gia đình
Ngay từ 2.500 năm trước, Khổng Tử đã thấy rõ vai trò của gia đình như một tế bào của xã hội. Nếu mỗi gia đình được yên ấm thì mỗi thành viên của nó mới có điều kiện tu dưỡng bản thân, đạo đức mới được đề cao, xã hội mới được thịnh trị.

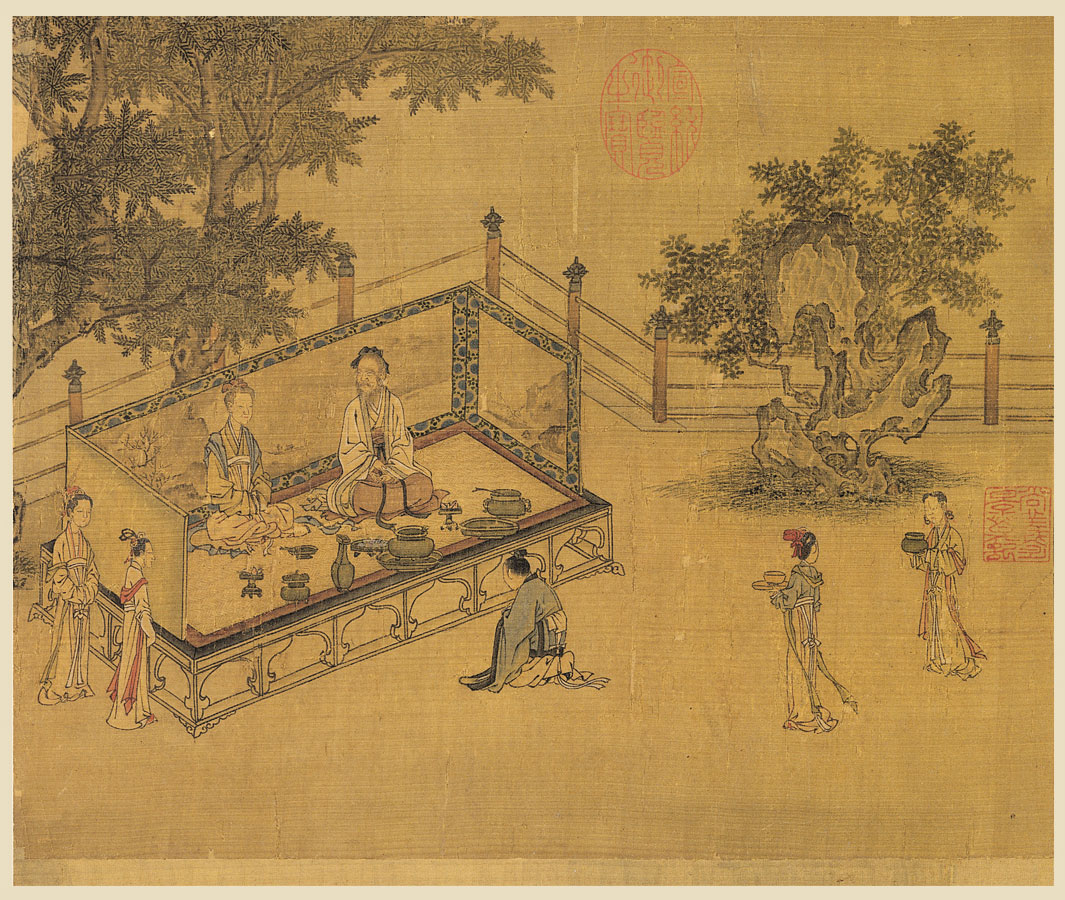
Hình vẽ trong Hiếu Kinh của Nho giáo kể về đạo thờ phụng cha mẹ vào thời Tống

Vua Tề Cảnh Công hỏi Khổng Tử về cách cai trị, Khổng Tử đã trở lời: "Phải làm sao cho mọi người làm tròn chức vụ của mình. Vua ở cho hết phận vua, tôi ở cho hết phận tôi, cha ở cho hết phận cha, con ở cho hết phận con."
Sách Đại Học đề cao tầm quan trọng của gia đình đối với quốc gia xã hội: "Nếu trong một nhà mà mọi người đều nhân hậu, lần ra cả nước đều nhân hậu. Nếu trong một nhà mà mọi người đều lễ nhượng thì lần ra cả nước đều lễ nhượng. Một người mà tham lam, trái ngược, lần ra cả nước đều rối loạn. Cái cơ là như vậy đó. Bởi đó, người xưa có truyền lại rằng: Một lời làm hại cả công việc, một người làm yên cả nước." hay "Một nhà hòa thuận mới có thể giáo dục cả nước hòa thuận."
- Người đứng đầu gia đình là người có trách nhiệm lớn lao nhất trong sự duy trì, phát triển gia đình. Trong gia đình nhiều thế hệ, vị trí người gia trưởng thuộc về người cụ, người ông hay người cha thuộc ngành trưởng. Tôn ti trật tự gia đình này tuân thủ các quy định về trưởng - thứ, nam - nữ, nội - ngoại hết sức chặt chẽ tạo nên chế độ gia trưởng tông tộc bền vững. Chính vì vậy người đứng đầu gia đình phải có đạo đức tốt vì "tự bản thân mình không tu dưỡng tốt thì không lấy gì chỉnh đốn tốt gia đình, gia tộc được[112]". Việc chỉnh đốn gia đình (tề gia) là việc không dễ dàng vì "... con người ta đối với người mình thân thích thì thường có sự thiên lệch... Cho nên ưa thích ai lại biết được khuyết điểm của người ấy, khi ghét bỏ ai lại biết được ưu điểm của người ấy, người làm được như vậy là hiếm có trong thiên hạ[112]".
- Nho giáo coi trọng nguồn gốc con người, coi gia đình gắn chặt với họ hàng, coi tuyệt tự, quên mất tổ tiên là tội lỗi với tổ tiên. Do đó, việc ghi chép gia phả, cúng tế tổ tiên, họp mặt họ tộc... là việc đặc biệt quan trọng, không được bỏ bễ.
- Nho giáo đề cao chữ Hiếu, đề cao lễ nghĩa, tiết hạnh, bảo vệ gia đình, gia tộc, tông tộc. Con cái phải hiếu thảo với cha mẹ, cha mẹ mất thì phải chôn cất chu đáo, cư tang để đền đáp ân nghĩa.
- Trong hôn nhân, Nho giáo đề cao tình nghĩa vợ chồng, không cho phép ngoại tình sau khi kết hôn. Người vợ phải biết Tam tòng, tứ đức, ngược lại người chồng cũng không được lạm dụng uy quyền để hành hạ vợ (bởi như thế là hành vi "Bất nhân, bất nghĩa").
- Nho giáo coi trọng trinh tiết, đối với việc quan hệ tình dục trước hôn nhân hoặc sống thử, đạo Nho rất phê phán, xem đó là hành động vô đạo đức, làm nhục gia quy. Nhiều người thời hiện đại phê phán tư tưởng này là "cổ hủ, chà đạp quyền tự do", nhưng nếu suy nghĩ sâu xa thì quy định này đảm bảo sự bền vững của mỗi gia đình cũng như xã hội: con gái biết quý trọng trinh tiết nên không lo bị Sở Khanh lừa gạt, con trai thì có ý thức giữ gìn bản thân không sa đọa vào nữ sắc, nạn mại dâm không thể lan tràn, bệnh hoa liễu và nạo phá thai được giảm thiểu tối đa (điều này đặc biệt có ý nghĩa trong bối cảnh y học thời xưa còn lạc hậu).
- Trái với cách nghĩ của nhiều người cho rằng Nho giáo "chà đạp phụ nữ", thực sự chính Nho giáo đã bảo vệ quyền lợi vật chất cũng như tinh thần của người phụ nữ trong một xã hội luôn bị thiên tai, dịch bệnh đe dọa (đàn ông không được ngoại tình, đánh mắng vợ vì lo sợ bậc trưởng thượng và gia tộc của anh ta phê phán, người mẹ già không lo bị con cái bỏ rơi, kẻ cưỡng hiếp phụ nữ bị luật pháp trừng trị rất nghiêm khắc). Ngược lại, Nho giáo cho rằng người phụ nữ cũng phải tu dưỡng bản thân, rèn luyện những mỹ đức như Công-Dung-Ngôn-Hạnh, chăm sóc gia đình chu đáo, làm đẹp lòng họ tộc, có như vậy gia đình và dòng tộc mới được yên ấm.
- Ở quy mô rộng, xây dựng gia đình êm ấm không chỉ là để cho bản thân và các thành viên khác có hạnh phúc mà còn là việc quan trọng để xây dựng xã hội thịnh trị. Do vậy, các triều đình luôn có những phần thưởng nhằm tuyên dương những gia đình mẫu mực, lấy họ làm gương cho xã hội. Những người phụ nữ thực hiện xuất sắc Tam tòng tứ đức được phong danh hiệu "Liệt nữ". Làng xã nào có nhiều tấm gương về đạo Hiếu sẽ được phong tặng danh hiệu "Làng hiếu thảo". Những phần thưởng này có giá trị không kém gì việc đỗ đạt Khoa bảng, là niềm tự hào không chỉ của mỗi gia tộc mà còn của cả địa phương đó. Sách Đại học có đoạn "Muốn trị quốc tốt trước hết phải chỉnh đốn tốt gia đình, gia tộc mình. Bởi vì người trong gia đình, gia tộc mình giáo dục không được, mà lại có thể giáo dục được người khác thì đây là điều không thể có. Cho nên người quân tử không cần ra khỏi nhà mà vẫn giáo dục tốt dân một nước.[113]". Đối với bậc quân vương thì "Bậc vua hiền xử sự ở địa vị một người làm cha, làm con, làm anh, làm em đề trở thành tấm gương cho cả gia tộc noi theo, thì nhân dân mới noi theo. Như vậy là muốn nói trị quốc tốt trước hết là ở chỗ chỉnh đốn tốt gia đình, gia tộc mình[111]".

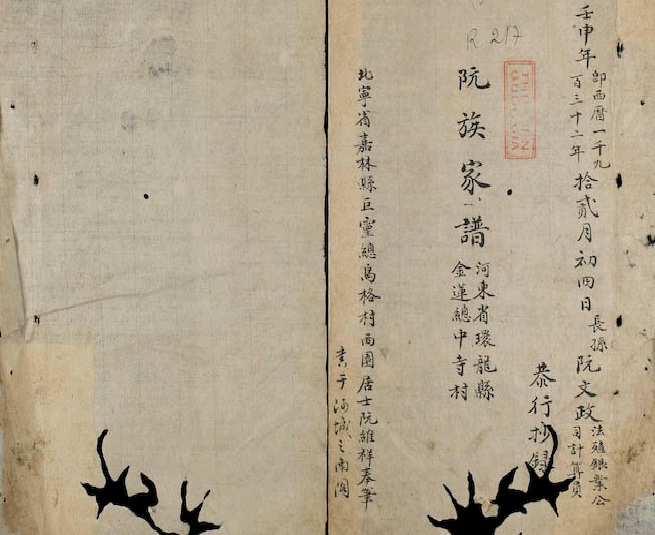
Gia phả dòng họ Nguyễn Đông Tác (bản sao chép năm Nhâm Thân(1932). Soạn Gia phả được xem là việc làm thể hiện lòng hiếu thảo của con cháu với tổ tiên, cũng là công cụ hữu ích để giáo dục thế hệ sau

Có thể nói Nho giáo đề cao gia đình hơn bất cứ một học thuyết nào khác. Quan hệ gia đình theo Nho giáo là quan hệ đặc biệt chặt chẽ, phải được tái sinh, tái lập, và mở rộng theo trách nhiệm nghĩa vụ, và đồng thời giữ gìn trật tự kỷ cương. Chúng ta thường nghe nói "Nước có quốc pháp, nhà có gia phong", là câu nói răn dạy con người sống có phép tắc, đồng thời còn là biểu tượng tự hào về truyền thống văn hóa dân tộc là nguyên khí tinh thần độc lập, tự cường của một dân tộc, là bản sắc riêng về truyền thống văn hóa
Hiện nay, mô hình gia đình ở Đông Á chuyển mình mạnh mẽ từ truyền thống sang hiện đại. Sự tác động mạnh mẽ của cơ chế thị trường tới gia đình đã làm cho lối sống, nếp sống, chuẩn mực của gia đình truyền thống đã bị mai một. Bên cạnh đó, nhiều hiện tượng tiêu cực về đạo đức, văn hoá gia đình đã xuất hiện như: cha mẹ vô trách nhiệm với con cái, con cái vô lễ ông bà cha mẹ, anh em bất hoà, vợ chồng mâu thuẫn, ngoại tình... khiến các giá trị gia đình bị suy thoái nặng nề, ảnh hưởng nghiêm trọng tới sự phát triển của mỗi cá nhân cũng như toàn xã hội. Trước nguy cơ các nét đẹp về trật tự và đạo đức của gia đình truyền thống bị mất mát, khuynh hướng nuối tiếc các tập quán gia đình tốt đẹp mà Nho giáo đã tạo dựng, hy vọng phục hồi trở lại các trật tự gia đình "cha ra cha, con ra con, chồng ra chồng, vợ ra vợ"... cũng trở nên ngày một mạnh mẽ. Nhiều nghiên cứu gần đây đã khẳng định đạo đức gia đình Nho giáo vẫn còn nhiều điều hữu ích cần được nuôi dưỡng trở lại để giáo dục trẻ em, tạo dựng gia đình nề nếp, góp phần làm lành mạnh xã hội.

### Vai trò của cá nhân

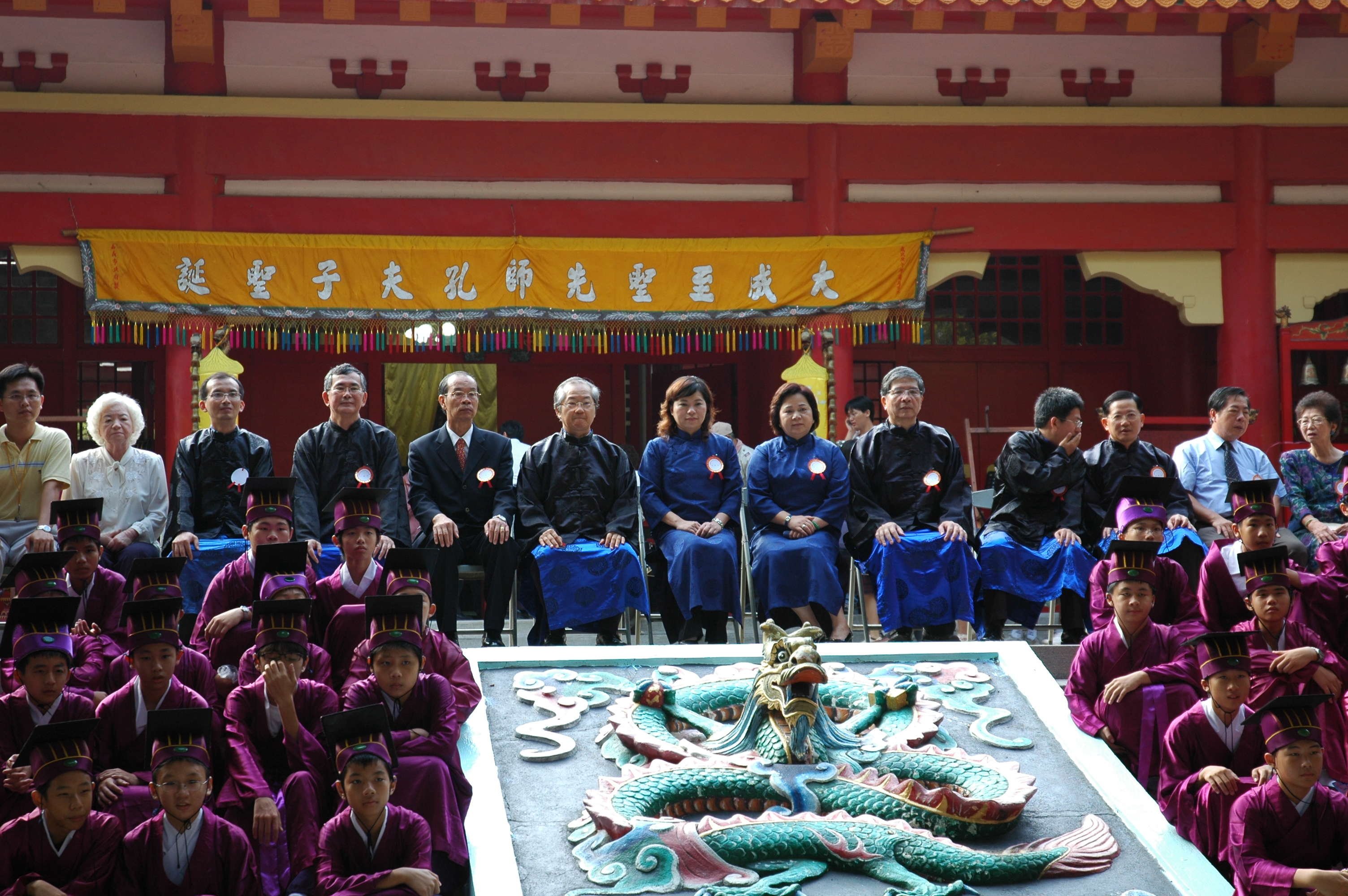
Một buổi lễ khen thưởng những học sinh giỏi và những gương sống tốt tại Miếu thờ Khổng Tử tại Đài Loan

Nho giáo đặc biệt coi trọng con người, coi con người cùng với Trời và Đất là "Tam tài". Con người có vai trò tham phối với Trời Đất, góp phần vào sự hóa dục (vạn vật) của Trời Đất (Trung dung). Xã hội được tạo ra từ nhiều cá nhân. Cá nhân là căn bản của xã hội. Vì vậy từ Khổng Tử, Nho giáo đã coi trọng cõi người, quan hệ giữa người và người, việc tu dưỡng thành người. Nhân tính và đạo đức là linh thiêng, không có đạo đức thì con người chẳng khác gì cầm thú và các vật vô tri. Đã là người thì phải học, phải tu dưỡng, đặc biệt người cầm quyền phải biết lo giáo hóa, phải làm cho thuần phong mỹ tục trở nên tốt đẹp. Học thuyết chính trị - đạo đức mà trung tâm là tư tưởng nhân nghĩa của Nho giáo, được xây dựng trên cơ sở khuynh hướng nhân bản đó.
Nho giáo xem đạo đức của con người quan trọng hơn tài sản. Khổng Tử nói "Người quân tử quan tâm đến đạo đức, kẻ tiểu nhân khao khát ruộng vườn nhà cửa. Người quân tử quan tâm đến phép tắc, kẻ tiểu nhân mong cầu ân huệ".
Khổng Tử nêu lên ngũ thường (ngũ luân) với thuyết chính danh và chữ "Nhân" để làm chuẩn mực cho mọi sinh hoạt chính trị và an sinh xã hội.
Ngũ thường: ngũ là năm; thường là bình thường, thông thường, vĩnh hằng. Ngũ thường nghĩa là năm phẩm chất đạo đức thông thường của con người. Người ta phải giữ năm đạo đó làm thường, không nên để rối loạn. Ngũ thường gồm: Nhân, Nghĩa, Lễ, Trí, Tín.
- Nhân: Theo Luận ngữ, Nhân là sự phô bày rất thực tiễn và ngoại tại các phẩm tính của con người. 
  - Khổng Tử nói "Muốn tu thân phải tuân theo đạo lý. Muốn tuân theo đạo lý, phải thực hiện nhân. Nhân tức là tính người, là kính yêu người trong thân tộc, yêu nhân dân của mình. Đó là điều lớn nhất trong chữ nhân."[34]. Ngoài ra, Khổng Tử cũng từng cho biết: "Chỉ có người có đức nhân mới có thể hay yêu người và hay ghét người.[118]" Cùng chính Khổng Tử cũng từng cảm thán "Ta chưa từng nhìn thấy ai thích đức nhân như thích sắc đẹp.[119]".
  - Để đánh giá người có đức nhân hay không hãy nhìn vào sai lầm của người đó. Khổng Tử nói: "Sai lầm người ta mắc phải có quan hệ đến loại người. Loại người như thế nào thì sẽ phạm sai lầm như thế ấy. Xem sai lầm của một người đã phạm, có thể biết người đó có đức nhân hay không.[120]".
  - Theo Khổng Tử, muốn làm người nhân đức không khó. Ông nói "Không lẽ điều nhân xa chúng ta như vậy ư ? Ta nghĩ muốn đạt được điều nhân thì điều nhân sẽ đến[121]". Tuy nhiên theo ông: "Ta chưa thấy người nào đạt đến điều nhân mà không tốn sức tốn công rèn dũa. Người không mất sức mà đạt đến nhân, đại khái cũng có thể có, nhưng ta chưa gặp bao giờ.[122]". Tăng Tử, học trò của Khổng Tử, lại cho rằng "Kẻ sĩ không thể không có hoài bão lớn lao, ý chí kiên cường, tinh thần kiên nghị. Bởi vì trách nhiệm gánh vác của kẻ sĩ rất nặng mà đường lại còn xa. Gánh điều nhân làm trọng trách của mình chẳng lẽ không phải là quá nặng nề ư ? Chỉ đến khi chết rồi mới ngừng nghỉ, chẳng lẽ không phải đường dài lắm đó ư ?[123]".
- Nghĩa: Khổng Tử từng nói: "Người quân tử đối với mọi việc trên thế gian, không nhất định phải làm việc này hoặc không làm việc kia, mà xem việc đó có hợp nghĩa hay không, nếu hợp nghĩa thì làm.[124]". Ông cũng cho rằng "... Nhìn thấy việc chính nghĩa không dám làm, là không có dũng khí.[125]". Tinh thần trọng nghĩa khinh tài của Nho giáo được thể hiện trong câu nói của Khổng Tử "Người quân tử chỉ biết điều nghĩa, kẻ tiểu nhân chỉ biết điều lợi.[126]".
- Lễ: Khổng Tử nói: "Cung kính mà thiếu lễ thì làm thân mình lao nhọc. Cẩn thận mà thiếu lễ thì trở thành nhút nhát. Dũng cảm mà thiếu lễ sẽ trở thành loạn nghịch. Ngay thẳng mà thiếu lễ sẽ trở nên thô lỗ.[127]". Trong ứng xử, lễ thể hiện qua điệu bộ, cử chỉ, phong thái. Trước khi chết Tăng Tử dặn dò học trò "Người quân tử giữ đạo lý nên đặc biệt coi trọng 3 điều: Cử chỉ, dung mạo điềm đạm, dáng điệu khoan thai, đàng hoàng sẽ giữ cho mình tránh thô bạo và phóng túng. Giữ sắc mặt đoan trang sẽ giúp mình giữ được chân thật và thành thực với mọi người. Nói năng chú ý giữ được điệu bộ, giọng điệu sẽ giúp mình tránh được thô bỉ và sai sót.[128]".
- Trí: Khổng Tử nói "Người có trí lực bậc trung trở lên có thể dạy cho họ những đạo lý cao sâu. Người có trí lực từ bậc trung trở xuống không thể dạy cho họ những đạo lý cao sâu.[129]". Bậc trí giả tùy thời mà sống, Khổng Tử nói: "Ninh Vũ Tử, khi nước nhà yên ổn thái bình được tiếng là người có đức trí, khi nước nhà loạn lạc bị mang tiếng là ngu đần. Trí như Ninh Vũ Tử thì người khác có thể theo kịp, chứ còn giả ngu đần như Ninh Vũ Tử thì thiên hạ không có cách nào đuổi kịp.[130]".
- Tín: Giữ đúng lời, đáng tin cậy. Chữ tín vốn nằm trong 4 điều trên, sau này được tách ra để thành Ngũ thường. Tín là thước đo, là sự phản ánh 4 giá trị trên. Khổng Tử nói: "Một người không có chữ tín, không biết có thể làm gì được. Cũng giống như xe lớn không có chốt, xe nhỏ cũng không có chốt, thì làm sao có thể đi được ?[131]". Để giữ được chữ tín thì phải cẩn thận trong lời nói, không hứa hẹn những điều vượt quá khả năng của mình vì như Khổng Tử nói "Người xưa không để khinh suất khi nói ra, bởi sợ xấu hổ vì không thực hiện được lời mình đã nói.[132]".

Những phẩm chất đạo đức này đều có liên hệ với nhau. Hữu Tử nói: "Giữ được chữ tín là đã tiếp cận với nghĩa, có như vậy lời hứa mới thực hiện được. Giữ được cung kính là đã tiếp cận với lễ, có như vậy mới tránh xa được điều sỉ nhục.". Khổng Tử cho rằng "... Người có đức nhân luôn yên tâm làm điều nhân. Người có đức trí ham muốn làm điều nhân.". 
Khổng Tử chia con người thành ba hạng:
- Thánh nhân: Bậc hiền giả, người thể hiện và chuyển giao minh triết.
- Quân tử: Người có đạo đức, cao nhã, luôn phấn đấu để làm điều chân chính.
- Tiểu nhân: Kẻ "hèn mọn", hành động không màng tới đạo đức.

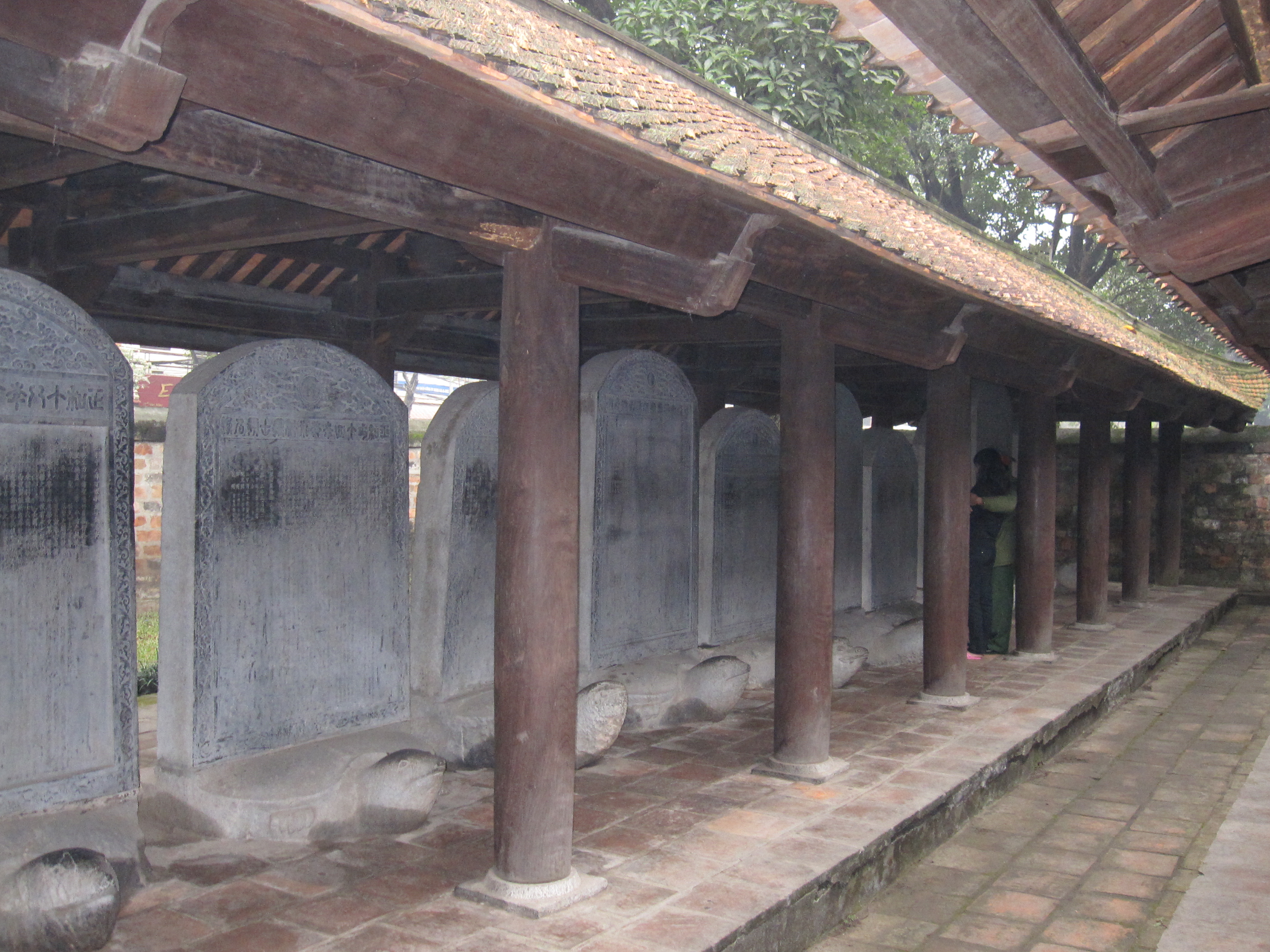
Bia tiến sĩ tại Văn Miếu Hà Nội. Những người học giỏi đỗ đạt được khắc tên tuổi, quê quán lên bia đá để lưu danh vào lịch sử, qua đó biểu dương tinh thần học tập và làm gương cho đời sau

Muốn trở thành quân tử tức là người có trí tuệ và đạo đức, trí dũng song toàn thì phải học tập không ngừng suốt cả đời. Học được điều gì thì phải thường xuyên ôn tập. Khổng Tử nói "Người xưa học cho mình. Người đời nay học cho người". Ngoài ra, Khổng Tử còn nói: "Ta đi học là học cho ta, để gây cái phẩm giá của ta, chứ không phải là để khoe với người. Ta chỉ lo không làm được những việc đáng cho người ta biết, chứ không lo người ta không biết mình". "Muốn nhân mà không muốn học thì bị cái che mờ là ngu, muốn trí mà không muốn học thì bị cái che mờ là cao kỳ, muốn tín mà không muốn học thì bị cái che mờ là hại nghĩa, muốn trực mà không muốn học thì bị cái che mờ là ngang ngạnh, muốn dũng mà không muốn học thì bị cái che mờ là loạn, muốn cương mà không muốn học thì bị cái che mờ là táo bạo khinh suất.".
Sách Trung Dung đã tổng kết lại những điều mà người quân tử theo quan điểm Nho giáo nên làm:
"Người quân tử vừa ra sức coi trọng đạo đức vốn có của mình, vừa ra sức chăm lo học tập; vừa phấn đấu đạt đến tầm rộng lớn của đạo, vừa nắm hết chỗ tinh vi tận cùng của đạo. Muốn có được đạo đức cao minh, phải thông hiểu đạo lý trung dung, ôn tập những kiến thức đã nắm chắc, từ đó mà thu hoạch thêm những kiến thức mới; trung hậu, chất phác, giản dị lại ham chuộng lễ nghi nghiêm túc. Khi ở ngôi cao thì không kiêu ngạo, khi làm kẻ dưới thì chẳng dám gây điều trái nghịch, bất chấp lễ nghĩa. Khi nước có đạo, người quân tử có thể ra giúp nước, nghĩ mưu kế để khiến nước nhà hưng thịnh. Khi nước không có đạo, người quân tử có thể dựa vào trí sáng suốt của mình, tránh cho mình khỏi bị tai ương họa hại.".
Trong mối quan hệ với mọi người và với kẻ tiểu nhân, Khổng Tử nói: "Người quân tử nếu không có thái độ trang trọng thì không giữ được uy nghiêm, có học tập cũng không củng cố được thành quả đã học. Làm người phải lấy trung tín làm chính. Không kết giao bạn bè với người chẳng như mình. Có sai lầm không sợ sửa chữa.". Ngoài ra, Tăng Tử nói "Mình làm được lại đi hỏi người không làm được, mình biết nhiều mà lại đi hỏi người biết ít. Có tài học mà lại giống như không, tri thức đầy đủ mà lại như không có gì. Người khác xúc phạm mình mà mình cũng không tranh biện. Bạn của ta từ trước đã từng làm được như vậy.". Khổng Tử nói "Người quân tử ung dung, khoan thai nhưng không kiêu ngạo, phóng túng. Kẻ tiểu nhân ngạo mạn, phóng túng nhưng không có tác phong đàng hoàng.".
Chính vì khéo cư xử nên người có đạo đức không bao giờ bị cô lập, nhất định có bè bạn gần gũi thân thiết. Tử Cống hỏi "Người cả làng đều khen thì người ấy là người như thế nào ?". Khổng Tử nói "Chưa hẳn là người tốt". Tử Cống lại hỏi "Người cả làng đều ghét thì người này là người như thế nào ?". Khổng Tử nói "Chưa hẳn là người xấu. Không bằng người thiện trong làng khen, kẻ ác trong làng ghét, mới có thể cho là người tốt.".

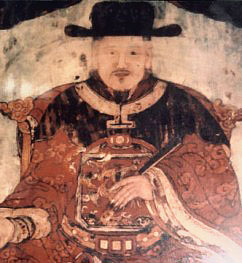
Trạng Lường Lương Thế Vinh (1441-1496), một nhà Nho nổi tiếng tài trí trong lịch sử Việt Nam

Người có đạo đức và trí tuệ cao hơn quân tử là thánh nhân. Quân tử là người thực hành các đạo lý do thánh nhân truyền dạy còn thánh nhân là người thông hiểu đạo lý trời đất; người có thể soạn ra cương lĩnh, biện pháp lớn để quản lý thiên hạ. Sách Trung Dung viết: 
"Chỉ có bậc chí thánh trong thiên hạ mới có đủ: Tài trí thông minh, nhìn xa thấy rộng, đủ sức để cai trị thiên hạ. Có lòng khoan dung độ lượng đủ để bao dung dân chúng và vạn vật. Tính tình cương nghị quyết đoán đủ để cầm nắm việc chính sự. Thái độ đoan chính ngay thẳng để mọi người kính nể. Văn chương điển lý tinh tế, xét đoán minh bạch đủ để phân biệt phải trái. Đạo đức của bậc chí thánh rộng lớn, sâu xa vô bờ bến, bao la rộng lớn như trời cao, sâu như vực thẳm... Chỉ có bậc thánh nhân có đức thật cao cả mới có thể soạn ra được cương lĩnh, biện pháp lớn để quản lý thiên hạ, xây dựng bồi đắp cái gốc lớn cho thiên hạ, thông hiểu hết đạo lý trời đất nuôi dưỡng vạn vật...".
Giáo sư Vũ Khiêu đã nhận xét: "Nho giáo đã nhận thức được thực tế là những người trong bộ máy nhà nước mà mất đạo đức thì không thể cai trị được nhân dân. Đạo đức người cầm quyền có ảnh hưởng lớn đến sự hưng vong của một triều đại. Vì vậy, Khổng Tử khuyên người cầm quyền phải "tu thân" để làm tấm gương cho người dưới. Với việc đề cao tu thân, Nho giáo đã tạo nên một lớp người sống có đạo đức... Nho giáo coi những người làm quan mà hà hiếp dân là độc ác, để dân đói rét là nhà vua có tội. Nho giáo đã đề cao việc cai trị dân bằng đạo đức, bằng nhân nghĩa, bằng lễ giáo. Muốn thực hiện được đường lối đức trị, người cầm quyền phải luôn "tu, tề, trị, bình"".
Trong Nho giáo, "nhân, lễ, nghĩa, trí, tín" được đặt ra trong quan hệ của con người với chính bản thân mình để tu thân, còn chính danh là yêu cầu đạo đức được đặt ra trong quan hệ với người khác (với xã hội) để làm cho xã hội ổn định, phát triển. Những quan niệm này của Nho giáo cho đến nay vẫn còn nguyên giá trị và có ý nghĩa thời sự của nó. Trong điều kiện hiện nay, khi mối quan hệ của con người với con người càng được mở rộng, khi xã hội đang có những biểu hiện xuống cấp về mặt đạo đức, tệ quan liêu, hối lộ, tham nhũng đang diễn biến phức tạp, thì tư tưởng về đạo làm người trong mối quan hệ với xã hội của Nho giáo lại càng có ý nghĩa, góp phần điều chỉnh hành vi của mỗi người để xây dựng xã hội ngày càng tốt đẹp hơn.

### Tư tưởng về Thế giới đại đồng
Khổng Tử đã khởi xướng thuyết đại đồng và truyền bá sự bình đẳng về tài sản là nền móng của xã hội ổn định. Ông từng nói: "Thiên hạ sẽ thái bình khi thế giới đại đồng. Người ta không sợ thiếu chỉ sợ có không đều". Tư tưởng này được nói rõ trong thiên Lễ vận thuộc Kinh Lễ: "Đạo đức lớn được thực hành thì thiên hạ là của chung. Kén chọn kẻ có tài đức ra làm việc. Giảng giải điều tín nghĩa, sửa trị điều hoà mục. Cho nên mọi người không riêng thân cha mẹ mình, không riêng yêu con cái mình, khiến người già cả có chỗ sử dụng năng lực, các thiếu niên được nuôi dạy khôn lớn. Thương người goá bụa, thương kẻ mồ côi và những người già không nơi nương tựa. Người tàn tật phải có chỗ nuôi dưỡng, con trai đều có nghề nghiệp, con gái đều có chồng con. Như vậy thì của cải vứt bỏ dưới đất cũng không ai nhặt mà cũng không cần thiết phải cất giữ cho riêng mình. Còn về năng lực thì e không có cách gì để thi thố mà không cần phải giữ làm của riêng. Do đó mọi âm mưu đều bị mai một mà không thể xảy ra, mọi hành vi trộm cắp, gây rối, giặc cướp đều không thể nổi dậy, cửa ngõ không cần đóng. Như thế gọi là Đại đồng."
Nho giáo đã trình bày tương đối hoàn chỉnh, có hệ thống về thuyết đại đồng: "Thiên hạ vi công" (Thiên hạ là của chung mọi người), "Tuyển hiền nhiệm năng" (Lựa chọn người hiền, sử dụng người tài), "Các tận kỳ năng" (Ai nấy dốc hết năng lực của mình), "Giảng tín tu mục" (Trọng điều tín, chăm lo sự hòa mục), "Các tận kỳ sở" (Ai nấy đều được nhận tương xứng với công sức của mình).
Nhà cách mạng Hồ Chí Minh từng tổng kết: "Những người An nam chúng ta hãy tự hoàn thiện mình về mặt tinh thần bằng cách đọc các tác phẩm của Khổng Tử, và về cách mạng thì cần đọc các tác phẩm của Lenin"

### Triết lý giáo dục
Nho giáo xem trọng hiền tài. Các triều đại quân chủ tôn sùng Nho giáo chủ trương tuyển dụng nhân tài cho đất nước qua các kỳ Khoa bảng (科榜). Các thí sinh đỗ đạt học vị trong các kỳ thi cử này, phần lớn được tuyển chọn làm quan chức cho triều đình.
Một trong những điểm tiến bộ của Nho giáo là chủ trương khuyến khích giáo dục, coi trọng người hiền tài:.
| “ | Hiền tài là nguyên khí của quốc gia Nguyên khí mạnh thì quốc gia thịnh Nguyên khí yếu thì quốc gia suy | ” |

Các thí sinh dự thi khoa bảng nếu đỗ sẽ được nhận áo mũ vua ban.

Nho giáo có nhiều yếu tố tiến bộ khi quan niệm rằng giáo dục là cần thiết cho tất cả mọi người, "hữu giáo vô loại" (việc dạy dỗ không phân biệt loại người) nên ai cũng có cơ hội được học tập và giáo dục, đây là biện pháp để hướng con người tới những phẩm chất cao quý như "nhân, nghĩa, lễ, trí, tín". Nho giáo cho rằng, giáo hóa con người là một trong những nhiệm vụ cơ bản của nhà cầm quyền và cũng là phương tiện hữu hiệu để đưa xã hội từ loạn lạc thành "thái bình thịnh trị".
Trước thế kỷ V, cách tuyển chọn quan chức ở Trung Quốc chủ yếu là theo "cửu phẩm trung chính chế", tức là chủ yếu dựa vào hoàn cảnh xuất thân, vì thế, con em của các nhà quý tộc luôn được chọn vào các bậc quan cao, gây lũng đoạn chính sách địa phương. Chế độ khoa cử đã đánh đổ điều này, thúc đẩy một số đông người từ tầng lớp bình dân chuyển lên tầng lớp trên, từ đó đảm bảo được sự đổi mới của đội ngũ quan lại. Một là tầng lớp nhà nho kinh điển bước vào hệ thống quan lại để thực hiện lý tưởng "trị quốc bình thiên hạ", mặt khác, do xuất thân ở tầng lớp dưới của xã hội, họ có thể hiểu được nỗi khổ của nhân dân và những cái xấu tốt, lợi hại trong việc cai trị, trong một mức độ có thể giảm bớt những sự hư hỏng, hạn chế hủ bại của chế độ. Do đã tiếp thu giáo dục văn hoá có hệ thống, nắm vững những tri thức lý luận về phương pháp quản lý quốc gia, được bồi dưỡng đạo đức tương đối tốt, đội ngũ quan lại có trình độ tương đối cao, có lợi cho việc nâng cao hiệu suất hành chính. Nhờ hệ thống khoa cử các quốc gia Đông Á thời trung cổ được cai trị bằng một tầng lớp tinh hoa có học vấn cao, không phân biệt xuất thân chứ không phải bằng một tầng lớp quý tộc cha truyền con nối như tại phương Tây.

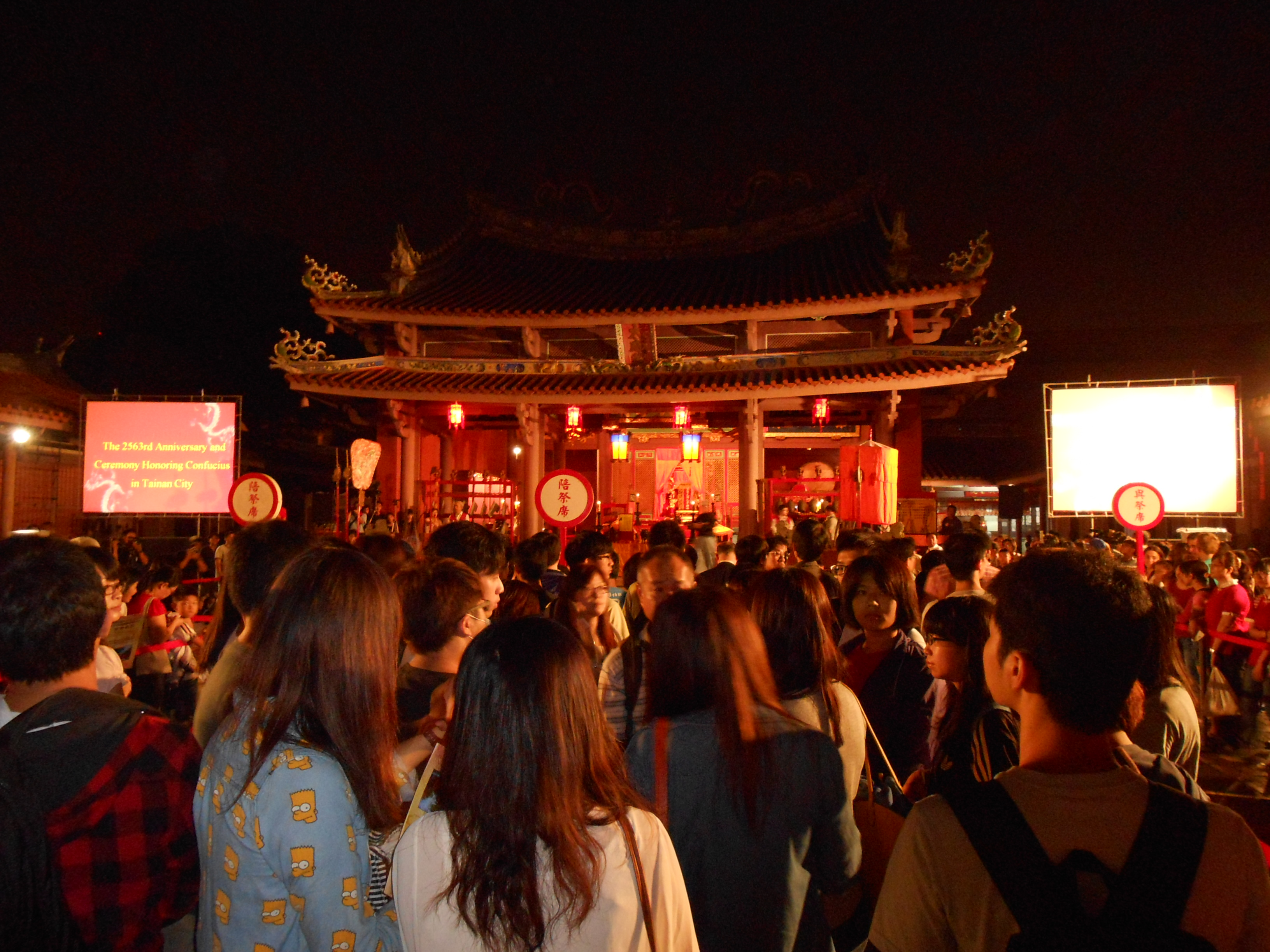
Lễ Tế Khổng Đại Điển tại đền thờ Khổng Tử ở Đài Loan năm 2013

Chế độ khoa cử bắt đầu từ nhà Tuỳ, định kỳ tiến hành những cuộc thi, thông qua những cuộc thi mà tuyển chọn quan chức, biện pháp này cũng gọi là "khai khoa cử sĩ" (mở khoa thi, chọn quan lại), kết thúc vào đời Thanh, tồn tại trong xã hội Đông Á hơn 1400 năm, nó đã có ảnh hưởng to lớn với sự phát triển của xã hội Đông Á. Chế độ khoa cử có tính cạnh tranh bình đẳng nhất định về trình độ, có ích cho sự thống nhất và phổ cập văn hoá, cho việc ổn định và củng cố sự thịnh trị của các vương triều nên nó rất được coi trọng, bất kỳ hành vi gian lận nào đều bị trừng phạt rất nghiêm khắc. Nhiều triều đình còn cho dựng bia đá, chép sách lưu danh Tiến sĩ để nêu gương muôn thuở.
Những người đố đạt được triều đình ban thưởng rất hậu và cho làm quan, gia đình dòng họ thì tự hào vì đã làm rạng rỡ tông môn. Người không đỗ đạt thì ở nhà dạy học, bốc thuốc, trở thành những người truyền bá văn hoá, tạo thành một xã hội có phong tục tốt đẹp và truyền thống hiếu học.
Do giáo dục được coi trọng, người có kiến thức và văn hóa được xã hội tôn trọng. Từ xưa đến nay, dù là quý tộc hay dân thường, dù giàu hay nghèo thì đều tìm mọi cách đưa con cháu đi học để thành người có đạo đức và tri thức. Địa vị của người thầy rất cao, dân gian có nhiều cách nói về tôn trọng người thầy, ví dụ như "Tôn sư bất luận quý tiện bần phú" (bất kể giàu nghèo sang hèn đều phải tôn trọng người thầy), "nhất nhật vi sư, chung thân vi phụ" (Một ngày làm thầy, cả đời làm cha)... Từ thường dân đến hoàng đế đều rất tôn trọng người thầy, thể hiện trong mọi mặt cuộc sống xã hội. Hiện nay, một số nước như Trung Quốc chọn ngày 10/9, Đài Loan chọn ngày 28/9, Việt Nam chọn ngày 20/11... làm Ngày Nhà giáo để thể hiện sự tôn trọng đối với nghề giáo. Ví dụ, Ngày Nhà giáo tại Đài Loan là một ngày lễ rất lớn, được tổ chức ở hầu khắp các đền thờ Khổng Tử, lễ này còn được gọi là Tế Khổng Đại Điển (祭孔大典), được chỉ đạo tổ chức bởi hậu duệ đứng đầu dòng họ Khổng của Khổng Tử (người này được chính quyền Đài Loan tặng chức vụ danh dự "Đại thành chí thánh tiên sư phụng tự quan" và cấp ngân sách cho việc tế tự Khổng Tử). Trong buổi lễ luôn có phần trao giải thưởng cho các nhà giáo có nhiều cống hiến quý giá cho nền giáo dục.

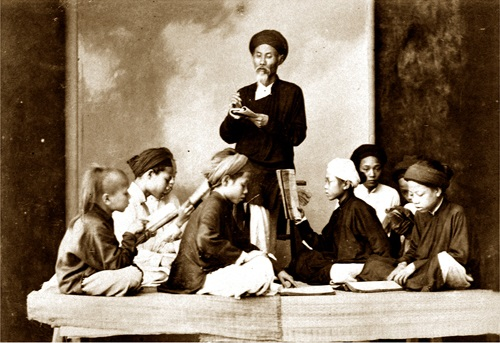
Một lớp học chữ Nho vào khoảng năm 1895 ở Việt Nam

Triết lý giáo dục của Nho giáo chủ trương giáo dục toàn diện. Khổng Tử nói: "Người quân tử không thể giống như khí cụ là chỉ có một tác dụng.". Ngoài ra, ông cũng từng nói "Học ba năm mà chẳng để chí vào việc cầu bổng lộc, chẳng dễ mà có được người như vậy.".
Nho giáo nêu quan điểm đề cao Đức dục. Đức dục phải được đặt lên trên Trí dục. Khổng Tử nói: "Tuổi trẻ muốn nên người, ở nhà cần phải hiếu thuận với cha mẹ, ra ngoài phải tôn kính người hơn tuổi mình, hành vi phải cẩn thận, lời nói phải giữ điều tín, yêu thương rộng rãi mọi người, biết gần gũi người có đức nhân. Làm được vậy rồi, nếu còn dư năng lực, thời gian thì học tập tri thức.".
Về phương pháp học tập, Khổng Tử nói: "Học mà không suy nghĩ sẽ chẳng có thu hoạch gì, chỉ suy nghĩ mà không học sẽ rất nguy hiểm.". Sách Trung Dung có đoạn "Trừ khi không chịu học, đã học mà chưa hiểu thì chưa dừng lại, nếu đã chịu hỏi mà chưa rõ, đã chịu suy nghĩ mà chưa tìm ra giải pháp, đã tranh luận mà chưa ra nhẽ, đã chịu làm theo mà chưa tốt, thì đều chưa dừng lại. Người khác làm một lần, mười lần mà có thể đạt được, mình hãy bỏ công một trăm lần, một nghìn lần. Nếu chịu làm theo phương pháp này, thì dù cho có ngu độn đến mấy cũng trở thành thông minh, dù cho có nhu nhược đến mấy cũng trở nên cứng rắn.".
Khổng Tử đề cao tinh thần dân chủ trong giáo dục. Ông nói "Kẻ nào không ấm ức vì chưa hiểu được, thì ta chẳng gợi mở cho mà thông hiểu được. Kẻ nào không hậm hực vì không bày tỏ ý kiến ra được, thì ta chẳng hướng dẫn cho mà nói được. Người học đã biết rõ một góc mà chẳng biết xét để biết ba góc kia thì ta chẳng dạy cho kẻ ấy nữa.".
Tinh thần học tập của Nho giáo có thể khái quát trong câu nói của Khổng Tử "Buổi sáng biết được chân lý thì dù cho buổi chiều có chết cũng cam tâm.".

## Ảnh hưởng tại các quốc gia

### Trung Quốc

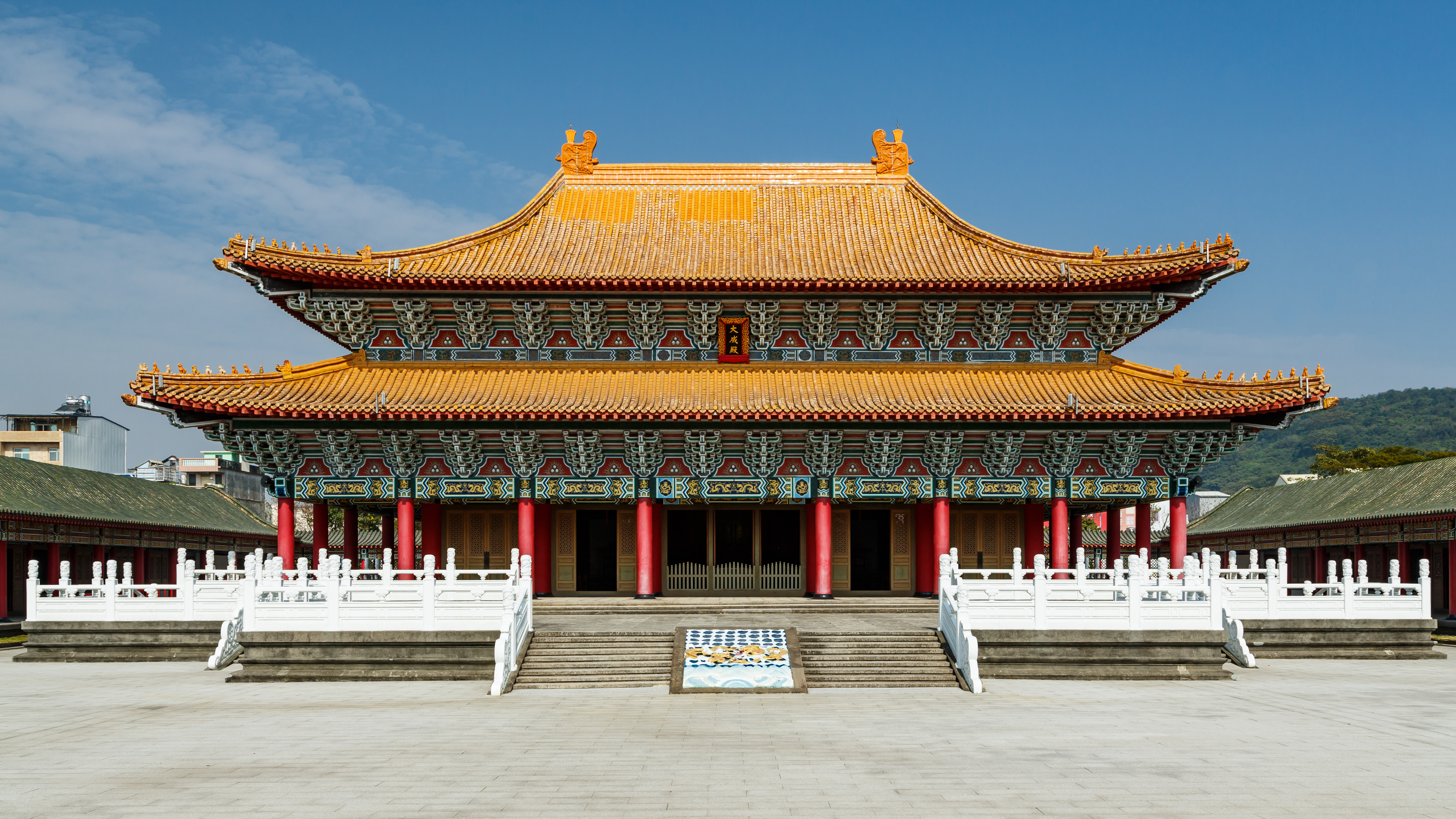
Đền thờ Khổng Tử tại Cao Hùng, Đài Loan

Lịch sử Trung Quốc ghi lại nhiều tấm gương các Nho sĩ tận tâm với đất nước. Tiêu biểu là thừa tướng Văn Thiên Tường, người lãnh đạo Nam Tống chống lại sự xâm chiếm của Mông Cổ. Lúc còn nhỏ, Văn Thiên Tường chăm học, đọc nhiều sách và thích nhất là những câu chuyện nói về "Trung thần nghĩa sĩ", tư tưởng yêu nước đã ăn sâu vào tâm hồn ông. Sau khi bị bắt, vua Mông Cổ ra sức đem cả quyền thế và vũ lực để ép ông đầu hàng nhưng ông vẫn không khuất phục. Sau khi bị hành quyết, mọi người đã phát hiện có một tờ giấy quấn quanh đai lưng của thi thể ông, tờ giấy đã được viết thay cho lời trăn trối: 
"Chức vụ tôi là Tể tướng, mà không cứu được xã tắc, ổn định thiên hạ, quân bại nước nhục, tội đáng chết từ lâu. Từ ngày bị bắt đến nay, không làm điều gì gian dối. Ngày nay cơ sự thế này, xin hướng về phương Nam lạy trăm lạy. Xin được nói: Khổng Tử nói muốn có nhân đức phải giữ nghĩa, tôi giữ nghĩa đến cùng nên có nhân. Đọc sách thánh hiền, học được chuyện gì? Đó là làm gì cũng đừng để ngày nay, ngày sau phải hổ thẹn. Tống thừa tướng Văn Thiên Tường tuyệt bút".
Sau khi nhà Thanh sụp đổ vào năm 1911, Nho giáo tại Trung Quốc bị bài xích, coi là tàn dư lạc hậu của chế độ phong kiến. Học giả Trần Trọng Kim, tác giả cuốn Nho giáo có nhận xét về sự suy yếu của Nho học ở Trung Quốc vào đầu thế kỷ XX như sau:
| “ | Xưa ta học đạo Nho, ta tưởng nước Tàu là nước gốc đạo ấy, tất là người Tàu dù sao cũng còn giữ được cái căn bản nhân nghĩa, lễ trí, ngờ đâu cái nền học cũ đã bị tiêu diệt mất hết cả, chỉ thấy rặt những sự đa trí xảo lừa dối. Nhất là những nơi thành-thị lớn gần miền bể, người ta đắm đuối vào cuộc sống vật chất hèn kém, không thấy gì là lễ nghĩa liêm sỉ cả. Các công chức thì bất cứ việc gì cũng có mánh khóe để ăn hối lộ và những thanh niên phần nhiều xem ra rất xa hoa phù-phiếm, và hầu hết muốn bắt chước sự hành động cử chỉ của người Âu, người Mỹ... Dù sao cái cảm tưởng của một người ở phương xa đã từng theo đạo Nho và chỉ biết nước Tàu nói trong sách cổ, thì thật là một cảm tưởng rất ngao ngán cho giống người học một đường làm một nẻo. | ” |

Báo Asia Times Online viết về sự thay đổi cái nhìn của đảng Cộng sản Trung Quốc. Khi họ mới lên nắm quyền, dưới thời Mao Trạch Đông Khổng Giáo được xem là một hệ tư tưởng phong kiến, còn bây giờ được coi là có vai trò quan trọng trong quan hệ ngoại giao của Trung Quốc. Báo Economist nhận xét, Mao cho là Khổng tử là một biểu hiệu cổ hủ so với nước Cộng sản Trung Quốc, nhưng bây giờ triết gia này được cho là người truyền bá hòa bình và sự hòa đồng.
Đến cuối thế kỷ XX, Nho giáo bắt đầu được quan tâm trở lại, nhiều người Trung Quốc muốn phục hưng lại Nho giáo để làm phương châm khôi phục lại đạo đức xã hội và truyền thống dân tộc. Năm 1989, trên tờ "Nga Hồ Nguyệt san" trong bài "Ý nghĩa hiện thực và các vấn đề cấp thiết của phục hưng Nho học Trung quốc đại lục", Tưởng Khánh đã chỉ ra rằng: "Vấn đề lớn nhất trước mắt của Trung Quốc đại lục là vấn đề phục hưng Nho học" và tuyên xưng "Nho học lý luận phải là chủ nghĩa, cần được khôi phục lại địa vị cao nhất như trong lịch sử, là tư tưởng chính thống của tinh thần và sinh mệnh của dân tộc Trung Hoa"
Sau Đại hội 18 Đảng Cộng sản Trung Quốc (tháng 12/2012), tân Tổng Bí thư kiêm Chủ tịch nước là Tập Cận Bình, một người rất yêu quý và coi trọng văn hóa truyền thống Trung Quốc. Ông hiểu biết Quốc học, khi nói thường vận dụng các từ ngữ cổ. Năm 2006, ông nói tinh thần cốt lõi của Nho giáo là "xã hội hài hòa". Tại một cuộc họp năm 2013, Tập Cận Bình đã trích dẫn Khổng Tử, nói rằng "người cai trị bởi đạo đức thì như sao Bắc Đẩu, Khổng giáo suốt mấy nghìn năm đã giữ vững địa vị của nó, và được vô số người tỏ lòng ngưỡng mộ". Ngày 24/9/2014, ông đến phát biểu tại Hội thảo "Nho học với nền hòa bình và sự phát triển thế giới" nhân kỷ niệm 2565 năm sinh Khổng Tử, đây là lần đầu tiên lãnh đạo cao nhất Trung Quốc dự hoạt động trên. Ông nói: "Cần kế thừa nền văn hóa truyền thống của dân tộc, không được phủ nhận lịch sử, không quên lịch sử thì mới có thể mở ra tương lai, giỏi kế thừa thì mới giỏi sáng tạo, chỉ có kiên trì đi từ lịch sử tới tương lai thì mới có thể làm tốt sự nghiệp ngày nay". Khi thăm Sơn Đông, nơi sinh của Khổng tử, Tập Cận Bình đã nói với các học giả rằng thế giới phương Tây đang "chịu một sự khủng hoảng về nội tâm" và rằng Đảng Cộng sản Trung Quốc cần phải là người "thừa kế trung thành và khởi xướng xuất sắc của truyền thống văn hóa Trung Hoa".
Cuộc thi Hoa hậu Thế giới người Trung Quốc đã loại bỏ phần thi áo tắm kể từ năm 2015. Ban tổ chức cho biết: "Việc yêu cầu các thí sinh mặc trang phục áo tắm thiếu vải, phô diễn cơ thể trước đông đảo khán giả để câu khách là sự thiếu tôn trọng đối với phụ nữ và đây cũng là quan niệm sai lầm tại các cuộc thi nhan sắc, đưa ra những thông điệp sai lầm về cái Đẹp". Ban tổ chức sẽ loại bỏ phần thi áo tắm để cuộc thi trở nên gần gũi với thuần phong mỹ tục Trung Quốc, thay vào đó họ sẽ tập trung chủ yếu vào việc phô diễn tài năng về nghệ thuật, văn hóa truyền thống, đặc biệt là đạo Khổng. Trọng tâm của cuộc thi năm 2015 là việc tập đọc văn bản cổ "Đệ tử quy" được viết dưới triều Hoàng đế Khang Hi nhà Thanh (trị vì 1661-1722), với nội dung dựa trên những bài giáo huấn của Khổng Tử, nhấn mạnh vào tiêu chí cơ bản để trở thành một người tốt, cùng với những định hướng để con người sống hài hòa với những người xung quanh. Ủy ban đặt ra tiêu chí rằng các thí sinh phải hiểu biết sâu về văn hóa Trung Hoa để góp phần mở rộng sự truyền bá văn hóa Trung Quốc ra thế giới
Sau một thời kỳ đả phá một chiều văn hóa truyền thống, xã hội Trung Quốc đang bị khủng hoảng đức tin, đời sống tinh thần và tâm linh trống rỗng, chịu ảnh hưởng nặng của tư tưởng sùng bái vật chất. Vì vậy Chủ tịch Tập Cận Bình khẳng định dân tộc Trung Hoa cần phải chấn chỉnh, xây dựng lại tín ngưỡng và giá trị quan của dân tộc. Sức mạnh cứng rất quan trọng, nhưng sức mạnh mềm như văn hóa, đạo đức, tín ngưỡng, tinh thần, giá trị quan... cũng rất quan trọng trong việc xây dựng đất nước hùng mạnh, có phục hưng được văn hóa thì mới đưa đến sự phục hưng vĩ đại dân tộc Trung Hoa.

### Nhật Bản

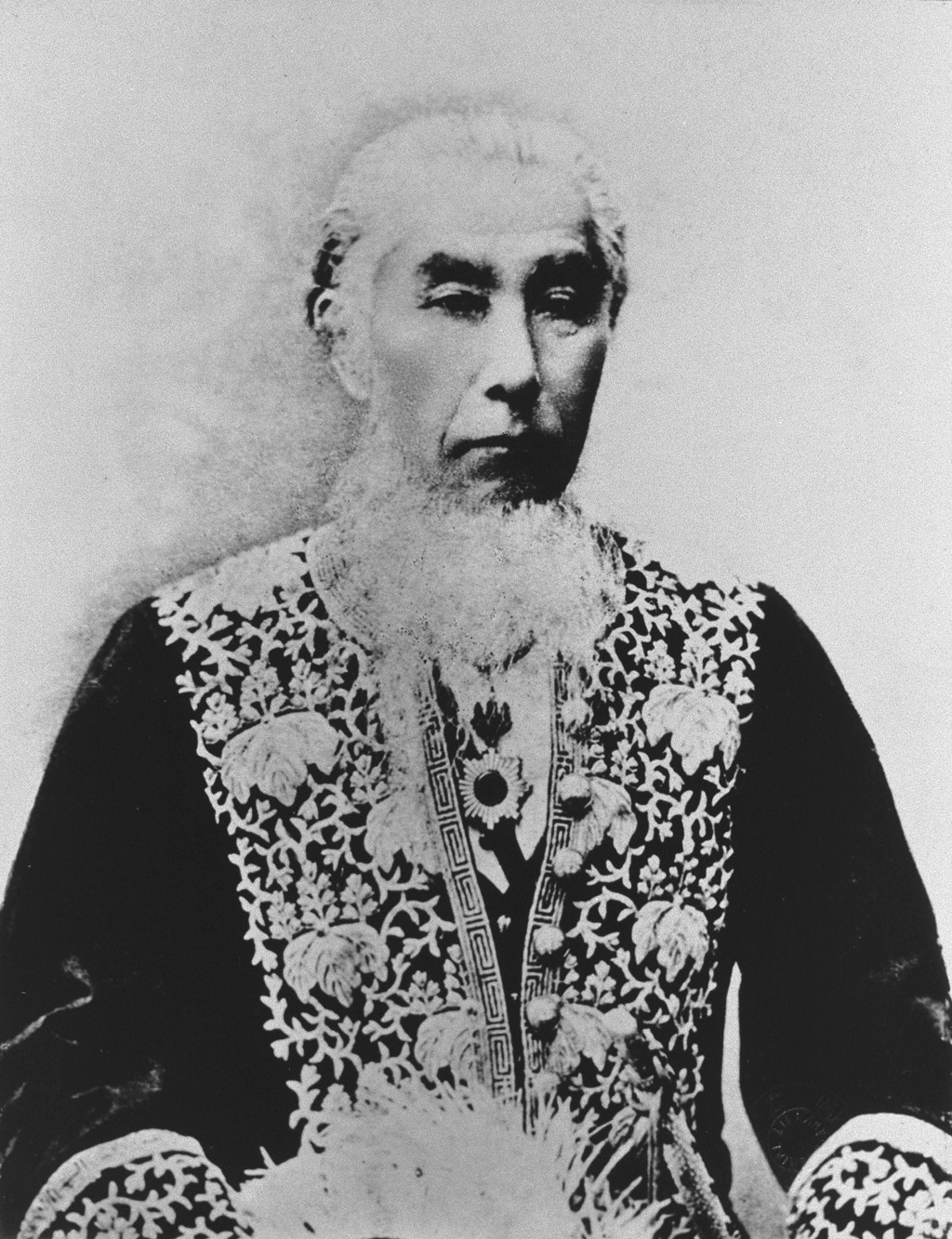
Nam tước Motoda Nagazane/Nguyên Điền Vĩnh Phu (1818 - 1891), người đã có công kết hợp tư tưởng đạo đức Nho giáo với giáo dục khoa học kỹ thuật, tạo nên nền giáo dục Nhật Bản hiện đại

Ở Nhật Bản, Nho giáo bắt đầu được truyền vào từ thế kỷ thứ V. Năm 604, Thái tử Shotoku đã dùng lý tưởng Nho học để xây dựng pháp luật. Đến thời Nara (710 – 794) và giai đoạn đầu của thời Heian (794 – 1185) Nho học phát triển mạnh mẽ trong tầng lớp quý tộc và tăng sĩ.
Tại Nhật, chữ Trung của Nho giáo là đức mục được đề cao nhất – ngưòi Nhật gọi nó là "Trung thành tâm" (忠誠心chùseishin), và quan hệ bề tôi với chủ ấy gọi là "Quan hệ chủ tòng" (主従関係shujù kankei). Người Nhật ai cũng biết đến câu chuyện về 47 Ronin trong sự kiện Akô thời Nguyên Lộc (1748). Đội trưởng Ôishi và các võ sĩ của mình đã hy sinh bản thân báo thù cho chủ: Ôshi thấy đám tang mẹ đã gạt nước mắt ra đi không về chịu tang, rồi đuổi vợ đi để che mắt kẻ thù. Một võ sĩ khác - Hara, đã chia tay mẹ già, vợ trẻ, con thơ để báo thù cho chủ. Bà mẹ của Hara đã cư xử như một liệt nữ Nhật Bản: bà thắt cổ tự tử để cho con yên lòng thực hiện nghĩa vụ cao cả nhất của người con trai. Câu chuyện ấy được ghi trong Trung thần tàng (忠臣蔵Chùshingura), được nhiều thế hệ người Nhật từ xưa đến nay say mê. Lòng trung thành trong một cấu trúc xã hội đến nay vẫn còn tiếp tục được phát huy trong xã hội Nhật Bản hiện đại.
Đến giữa thế kỷ XIX, đứng trước họa thực dân phương Tây, tại Nhật Bản xuất hiện các ý kiến chỉ trích nền giáo dục Nho học tại nước này. Fukuzawa Yukichi trong bài Thoát Á luận đã chỉ trích nền giáo dục chú trọng cổ văn nhưng coi thường kiến thức thực tế của Trung Hoa và Triều Tiên. Ông cho rằng 2 nước này "suốt hàng nghìn năm không hề thay đổi và vẫn quyến luyến với những phong tục tập quán cũ kĩ, khi bàn luận về giáo dục thì lên tiếng giữ gìn nền giáo dục Nho học, chỉ biết trích dẫn những lời giáo huấn "Nhân, Nghĩa, Lễ, Trí", chỉ coi trọng hình thức bên ngoài giả tạo mà coi thường chân lý và nguyên tắc, mê tín hủ lậu không biết khoa học là gì, lại còn kiêu căng tự phụ" Tuy nhiên, việc đả kích Nho học ở Nhật thời kỳ này cũng có hạn chế: nó bắt đầu từ cái nhìn "sùng bái một chiều về nền văn minh vật chất phương tây cũng như cái nhìn phủ nhận một chiều những giá trị thực sự của dân tộc mình", đi tới nguy cơ đánh mất chính mình trong công cuộc "văn minh Âu hóa" đầy rẫy bi kịch. Ánh hào quang của các tiêu chí phương Tây tuy có nhiều giá trị gợi mở nhưng cũng không ít hiểm họa mà đáng sợ nhất là tinh thần sùng bái vật chất, là kiểu sống nhân danh "đấu tranh sinh tồn", "chủ nghĩa tinh hoa", chủ nghĩa dân tộc cực đoan vốn có quan hệ khá nhiều với các chính sách xâm lược thực dân, chế độ phát xít".
Triều đình và những trí thức Nhật Bản cuối thế kỷ 19, một mặt thấy được hạn chế của nền giáo dục Nho giáo trong thời kỳ mới, mặt khác họ vẫn thấy được giá trị của Nho giáo trong việc giáo dục đạo đức, nhất là giáo dục lòng trung thành, xây dựng một nước Nhật Bản theo chủ trương "Nước giàu binh mạnh". Nhà nghiên cứu Yoshiharu Tsuboi nhận xét rằng "Ở Nhật Bản, Trung Hoa và Triều Tiên lúc này đều có những khẩu hiệu tương tự nhau như Hòa hồn dương tài (Tinh thần Nhật và kỹ thuật Tây Âu), Đông đạo tây khí (đạo lý phương đông và thực hành phương tây), Trung thể tây dụng (Thể chất Trung Hoa và công dụng phương tây)", tất cả đều nhằm mục tiêu: học hỏi kỹ thuật phương Tây nhưng vẫn duy trì được nền tảng đạo đức Nho giáo trong xã hội. Yoshiharu Tsuboi xác nhận cộng đồng Đông Á "có cùng một vấn đề đã đặt ra cho Trung Hoa, Triều Tiên, Nhật Bản là làm sao bảo vệ được dân tộc và bản sắc dân tộc chống xâm lược phương Tây mà vẫn giữ gìn các giá trị truyền thống đặt trên cơ sở Nho giáo".
Năm 1880, tại Nhật Bản, cải cách Minh Trị thực thi nền giáo dục mới nhằm chú trọng học hỏi kiến thức khoa học kỹ thuật phương Tây. Bên cạnh đó, triều đình Minh Trị vẫn khuyến khích nhân dân không được quên nền tảng đạo đức Nho giáo xưa, tuyên dương tinh thần thượng võ cổ truyền vốn có của người Nhật. Trong vấn đề điều hành xã hội, triều đình Minh Trị không học theo Tây Âu mà vẫn tiếp tục duy trì tư tưởng Nho giáo với nền tảng trị quốc mà giới tinh hoa thấm nhuần "Nhân, nghĩa, lễ, trí, tín"; cách gạn lọc này được gọi là "hồn Nhật Bản, tài Tây Âu".
Theo chủ trương đó, năm 1885, Mori Arinori (Sâm Hữu Lễ 森有礼, 1847 - 1889), Văn Bộ khanh (Bộ trưởng Giáo dục) đã ban bố quy chế giáo dục đạo đức Nho giáo cho học sinh. Sau đó, Nam tước Motoda Nagazane/Nguyên Điền Vĩnh Phu 元田永孚 (1818 - 1891), Thị giảng Cung Nội tỉnh (tương đương bộ trưởng giáo dục) đã công bố bộ sách ghi những lời chỉ dụ về giáo dục của Thiên hoàng, gọi là Sắc chỉ giáo dục (教育勅語). Trong đó phần đầu ghi lại những lời dạy của các Thiên hoàng trong lịch sử xác lập quan hệ giữa đạo đức và quốc gia: Lòng trung hiếu của thần dân là "tinh hoa của quốc thể", là "ngọn nguồn của giáo dục"... Tiếp theo trình bày 12 đức mục: Hiếu với cha mẹ, Hoà vợ chồng, Tôn trọng pháp luật, Tinh thần xả thân khi quốc gia hữu sự... Tinh thần ấy về cơ bản chịu ảnh hưởng tư tưởng Nho giáo truyền thống
Trong Sắc chỉ giáo dục, quan đại thần Motoda Nagazane đã thừa lệnh Thiên Hoàng Minh Trị xác định phương châm của giáo dục Nhật Bản:
| “ | ...Điều quan trọng nhất của giáo dục là phải minh xác Nhân-Nghĩa-Trung-Hiếu, phải thực hiện đầy đủ đạo làm người, đó là phương châm lớn của nước ta từ trước tới nay với khắp mọi người. Nhưng gần đây lại có thói tôn sùng tri thức phương Tây, làm tổn hại nhiều đến đạo đức, phong tục. Những người đi đầu (Âu hóa) này muốn phá vỡ tập quán từ xưa, nhất thời muốn tiếp thu chỗ mạnh của tri thức phương Tây nên đặt Nhân-Nghĩa-Trung-Hiếu ở sau, rốt cục họ đã gây hại tới đại nghĩa Vua-Tôi, Cha-Con. Đó không phải là bản ý của nền giáo dục nước ta. Từ nay về sau, trọng tâm của giáo dục là phải giáo huấn lời dạy của tổ tiên, xác định rõ trung hiếu - đạo đức là hàng đầu, lấy Khổng Tử làm chủ đạo, lấy phẩm hạnh là trọng yếu | ” |

Theo quan điểm của Motoda Nagazane, giáo dục cần chú trọng đến truyền thống và đạo đức trước khi dạy về khoa học và thế giới, ông chủ trương phát triển các giá trị truyền thống của dân tộc Nhật Bản. Theo ông, việc hội nhập với văn hoá phương Tây chỉ tạo ra một môi trường mà theo đó, nhiều người Nhật Bản đã quên mất các tập tục của cha ông và kết quả trực tiếp là đánh mất truyền thống dân tộc. Ông cho rằng, cải cách giáo dục cần phải "tập trung vào học tập luân lý theo Khổng giáo dựa trên cơ sở những lời dạy của tổ tiên"

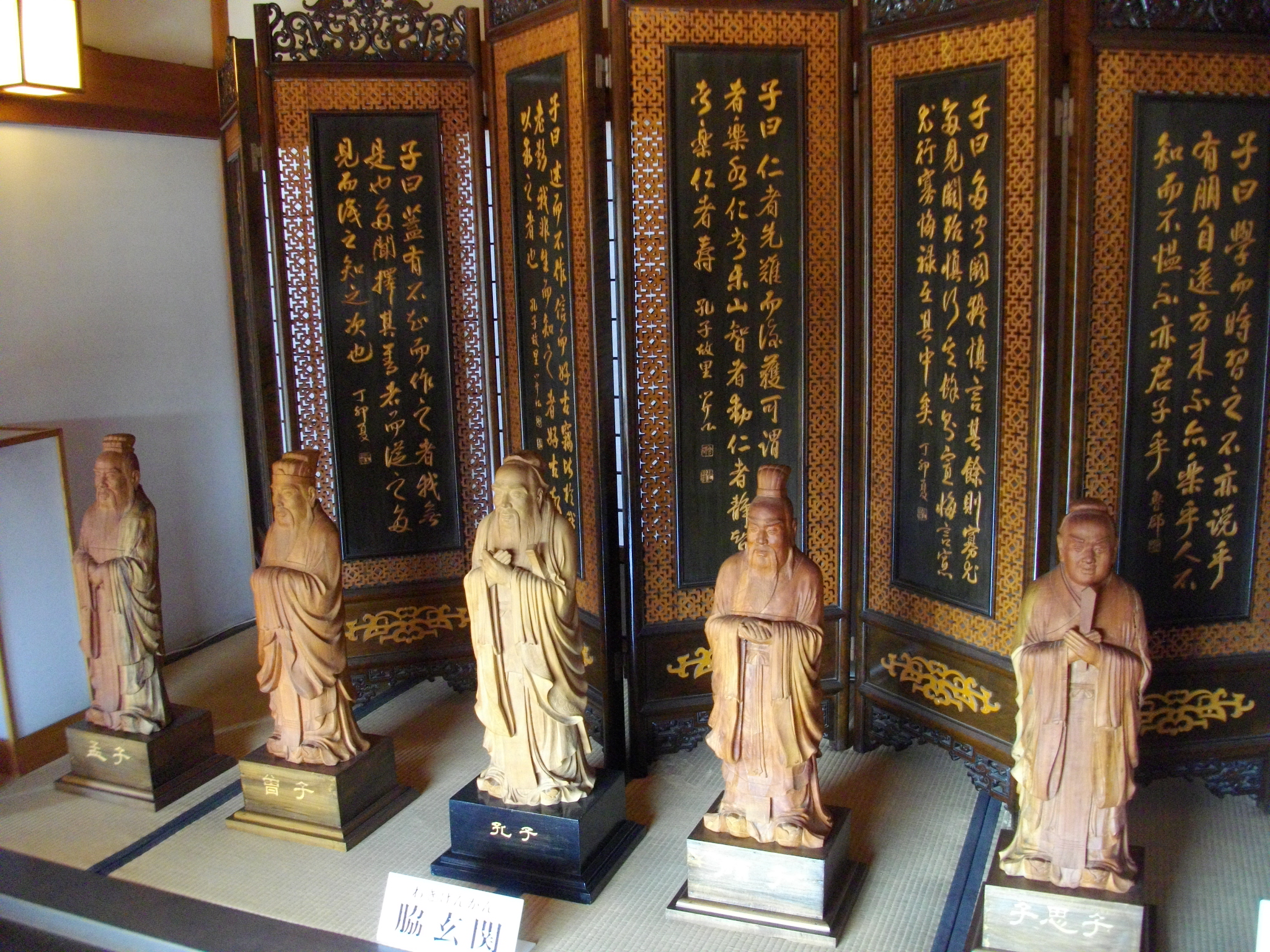
Tượng 5 vị thánh hiền Nho gia tại đền thờ Nho giáo ở Ashikaga

Triều đình Minh Trị tập trung phổ biến, truyền bá tư tưởng Nho giáo cho các học sinh. Sắc lệnh giáo dục năm 1880 quy định nhà trường đối với môn lịch sử phải đặt trọng tâm vào thể chế kiến quốc, tức "Chủ nghĩa hoàng gia là trung tâm". Năm 1890, Thiên hoàng Minh Trị đích thân ban bố "Sắc chỉ giáo dục", lấy việc "phò tá hoàng vận", "chí trung chí hiếu" làm căn bản, mỗi học sinh phải thuộc lòng "Sắc chỉ giáo dục" của Thiên hoàng và "Di huấn của Hoàng tổ Hoàng tông". Một đoạn trong "Giáo viên Tiểu học cần biết" soạn thảo năm 1881 có ghi:
| “                               | ...Phàm dạy môn lịch sử trước tiên là phải bồi dưỡng chí khí Trung quân Ái quốc... Trách nhiệm của giáo viên là phải dạy cho học sinh hiểu rõ việc trung thành với hoàng gia, yêu quốc gia... | ” |
| — "Giáo viên Tiểu học cần biết" | |   |

Nhà nước Nhật Bản từ thời cải cách Minh trị kết hợp cả Thần đạo (tôn giáo truyền thống của Nhật), Khổng giáo (du nhập từ Trung Quốc) và khoa học kỹ thuật phương Tây. Chính thể là quân chủ nhị nguyên, đề cao vai trò Hoàng đế. Từ triết lý giáo dục bình đẳng và quan điểm xem trọng hiền tài bất kể xuất thân của Nho giáo, Chính phủ Minh Trị có chính sách không phân biệt hoàn cảnh, giai tầng của bất cứ thành phần nào trong vấn đề tuyển chọn nhân tài để đưa sang các nước phương Tây du học, tạo cho người dân Nhật niềm tin rằng nguồn gốc xuất thân, tài sản thừa kế không quan trọng bằng sự cố gắng học tập của bản thân.
Công cuộc cải tổ của Thiên hoàng Minh Trị đã đạt được những thành tựu đáng kể. Nhật Bản đã có một nền giáo dục có xu hướng mới, nhưng họ vẫn không quên đi văn hóa cổ truyền của đất nước, vẫn đề cao tinh thần đạo đức và chủ nghĩa dân tộc của người Nhật Bản, đề cao truyền thống dân tộc theo tinh thần Khổng giáo nguyên thủy.
Thành công của Nhật Bản cuối thế kỷ 19 cho thấy Nho giáo không đối nghịch với sự phát triển trong thời kỳ hiện đại. Trái lại, nền tảng đạo đức Nho giáo lại trở thành động lực to lớn thúc đẩy phát triển kinh tế.

### Triều Tiên và Hàn Quốc

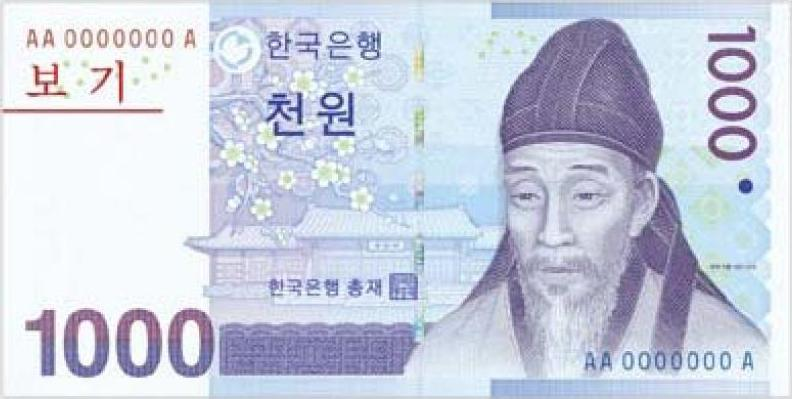
Chân dung Lý Hoảng, một trong Nhị đại Nho gia của Hàn Quốc trên tờ 1.000 won

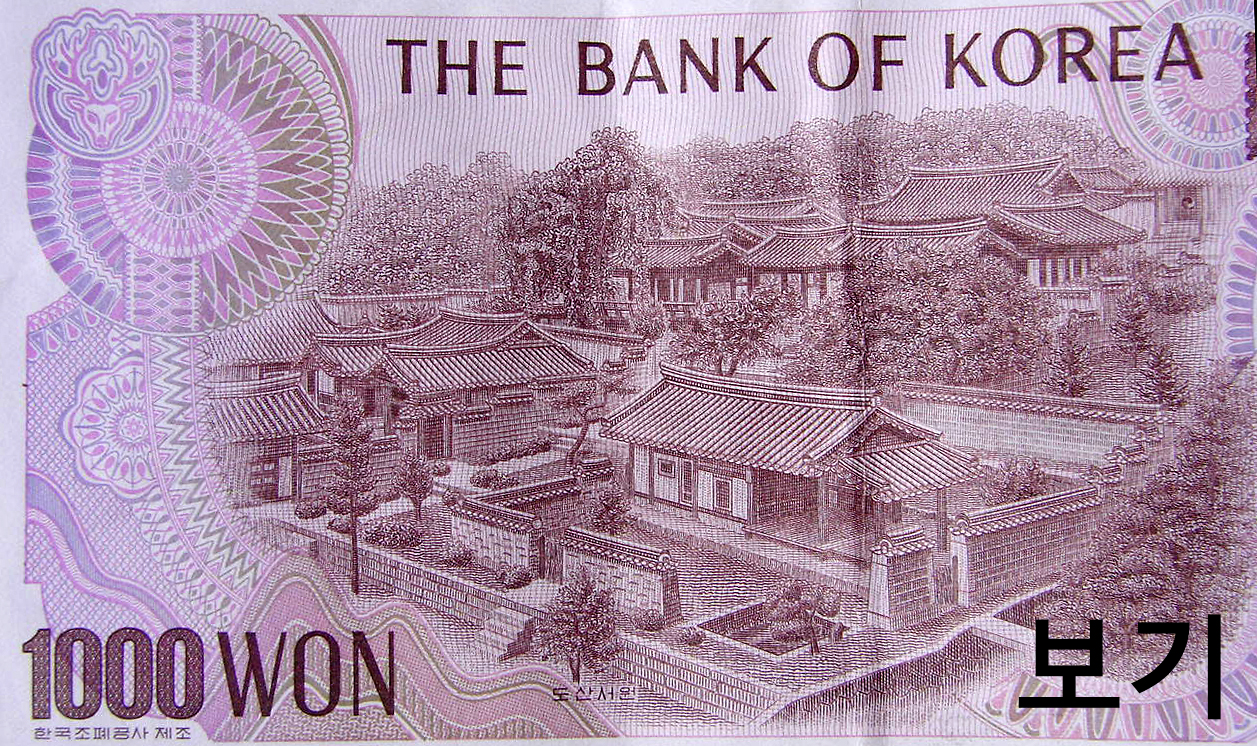
Học viện Khổng tử tại thành phố Andong, Hàn Quốc trên tờ 1.000 won

Nho giáo đã trở thành quốc giáo ở Triều Tiên từ triều đại Chósun. Trong xã hội hiện đại ngày nay ở Triều Tiên cũng như Hàn Quốc (2 nửa của vương quốc Triều Tiên trước kia), tư tưởng Nho giáo vẫn có ảnh hưởng rất lớn.
Giống như Trung Quốc và Việt Nam, Nho học đã tạo ra một lớp trí thức được đánh giá cao trong xã hội Triều Tiên thời Trung Cận đại (Khoa bảng). Vì thế nếu một cá nhân nào đó đi thi và đỗ Tiến sĩ được cả huyện làm đại lễ, đỗ Cử nhân được làm Trung lễ để đón tiếp. Sự kiện thi đỗ được coi trọng hơn là được thăng chức, điều này đã được ghi trong Hương ước Hải Châu như sau: "Nếu như đỗ Tiến sĩ cập đệ thì làm đại lễ, đỗ Cử nhân thì làm trung lễ. Còn lại các loại lễ như lễ đội mũ cho con trai, lễ thăng quan chức lên một bậc đều làm tiểu lễ... và tặng vật cho người đỗ Tiến sĩ là 5 sấp vải bông, đỗ Cử nhân tặng 3 sấp vải bông".
Tư tưởng Nho giáo ở Triều Tiên biểu hiện rõ nhất trong mối quan hệ giữa con cái và cha mẹ, quan hệ vợ chồng, anh em, quan hệ với bạn bè người thân. Trong các mối quan hệ này, quan hệ và trách nhiệm đối với cha mẹ là cao nhất. Con không được bất hiếu với cha mẹ, nếu như vi phạm phải chịu hình phạt cao nhất. Bản Mật Dương hương ước soạn năm 1648 đã ghi: "Làm con cốt ở sự thành thật, thành thật là cái gốc của sự hiếu kính". Khi cha mẹ còn sống phải có trách nhiệm phụng dưỡng chu đáo, khi cha mẹ qua đời phải lo tang tế theo đúng lễ tục. Cha mẹ là đấng tối thượng, những người làm con phải luôn ghi nhớ để chăm sóc và phụng dưỡng suốt đời. Ý thức này khiến cho con người sống nhân bản hơn, có giá trị giáo dục cao. Tư tưởng Nho giáo còn thể hiện ở tinh thần "Tôn kính trưởng thượng" - tôn trọng và kính nể bậc trên, người cao tuổi. Tư tưởng Nho giáo đề cập trong Hương ước Triều Tiên còn dạy dân có tính trung tín, đôn hậu với bạn bè người thân, cư xử với nhau có tình nghĩa trước sau.
Theo các học giả Triều Tiên-Hàn Quốc, khi gia đình và đạo đức gia đình được chấn chỉnh và phát huy sẽ khiến cho thuần phong mỹ tục được trở nên tốt đẹp; như thế cũng sẽ góp phần làm ổn định xã hội. Trong lời tựa cho "Hương ước Tây Nguyên", tác giả đã viết: "Người trong một Hương (Huyện) khi khó khăn phải giúp đỡ lẫn nhau, khi có bệnh tật phải cứu giúp nhau, khi có việc phải ra ngoài thì phải hỗ trợ nâng đỡ nhau. Vả lại, khiến cho con em chịu sự giáo dục của gia đình, của trường làng, trường huyện, để đôn đốc nâng cao ý nghĩa của hiếu đễ, khiến cho xã tắc thịnh trị đến muôn đời, phong tục tốt đẹp, thuần lương cũng từ đó mà ra". Tác giả của Lễ An hương lập ước điều cũng viết trong bài tựa như sau: "Bậc đại phu trong làng lấy đức để hành đạo, làm kẻ sĩ tất phải tu chính trong gia đình, làm rạng rỡ nơi làng xóm, sau đó có thể chấn hưng được quốc gia... Huống chi, cái tốt cái xấu có thể xen nhau, Hiếu Đễ Trung Tín nếu bị chậm hoặc không được thi hành thì khiến cho cái xấu, cái ác có thể quay về. Như thế thật là đại họa cho xã tắc."

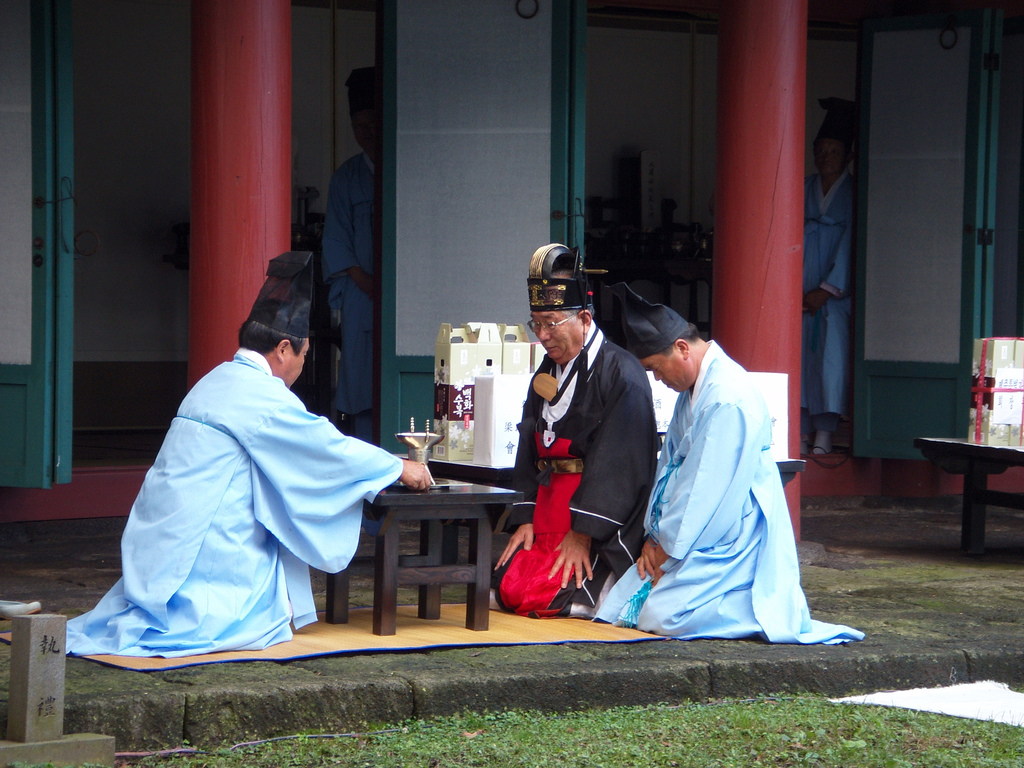
Truyền thống Nho giáo của người Hàn Quốc trong Tết Trung thu: người con làm lễ dâng rượu cho cha

Như vậy, những nhà Nho Triều Tiên đã mang tư tưởng Nho giáo của Trung Hoa để áp dụng vào việc dạy cho dân có những phong tục đẹp theo quan niệm Nho gia. Nho giáo được coi là một chuẩn mực để định ra những giá trị đạo đức và các hành vi ứng xử cho dân. Tư tưởng Nho giáo được các nhà Nho Triều Tiên tiếp thu và phát triển theo xu hướng dân tộc, coi trọng tình cảm gia đình, yêu kính cha mẹ, thương yêu anh em, nhân hậu với người thân, quý trọng tình bằng hữu, hoà mục với xóm làng, trọng nghĩa lý, biết cứu giúp người trong khó khăn hoạn nạn, ứng xử đúng với vị trí của mình.
ở Hàn Quốc và Triều Tiên, vấn đề học vấn được giải quyết một cách đáng khâm phục chính bởi truyền thống Nho giáo hiếu học. Người Hàn Quốc và Triều Tiên, cũng như các nước đạo Khổng, luôn tuân thủ nếp sống cần kiệm, nghị lực đeo đuổi học vấn "học không biết mỏi, dạy không biết chán". Từ truyền thống hiếu học của mình, người Hàn Quốc có đức tính tôn sư trọng đạo rất cao. Ai đó từng dạy học sinh Hàn Quốc đều thấy rõ tinh thần đó. Dân tộc Triều Tiên có một câu cách ngôn giáo dục đáng kính là: "Không được giẫm lên, dù chỉ là cái bóng của thầy". Lực lượng lao động được đào tạo một cách nghiêm túc và hiếu học là nguyên nhân chính tạo nên sự phát triển kinh tế nhanh chóng của Hàn Quốc trong thế kỷ XX. Ở Triều Tiên cũng vậy, dù kinh tế còn khó khăn nhưng nước này có những thành tựu về khoa học công nghệ ngang hàng với các cường quốc thế giới: họ có thể tự chế tạo từ điện thoại di động, máy tính bảng cho tới máy bay không người lái, xe tăng, tàu ngầm, tên lửa đạn đạo... và cả bom nguyên tử.
Từ năm 1910, Nho giáo đã không còn là quốc giáo, hệ tư tưởng chính thức của Nhà nước tuy nhiên nó vẫn có ảnh hưởng các mối quan hệ gia đình, thái độ chính trị, phương pháp tiếp cận để giải quyết vấn đề và nhiều các khía cạnh khác của cuộc sống ở Hàn Quốc và Triều Tiên.
Tại Hàn Quốc ngày nay, Nho giáo vẫn ảnh hưởng rất sâu đậm. Chuyển sang thời hiện đại, vào những năm 1970, có những thời kỳ mà người Hàn Quốc nhân "phong trào xây dựng làng mới" đã đập phá, bãi bỏ những thứ mà họ cho là tàn dư, tàn tích của chế độ phong kiến. Những gì truyền thống đều bị coi là "cổ hủ", lỗi thời, lạc hậu, cần phải gạt bỏ nhanh chóng để tiến lên hiện đại hóa. Thế là rất nhiều những di vật, di sản văn hóa có giá trị bị đập phá, nhiều sách vở tư liệu cổ quý giá bị thiêu hủy. Thời kỳ này do Tổng thống Park Chung Hee nắm quyền, ông ta định dẹp bỏ tất cả những gì gọi là truyền thống để nhanh chóng đạt được cái gọi là hiện đại hóa. Nhưng, về tư tưởng, Park Chung Hee không đưa ra được một học thuyết chính trị nào phù hợp mà nhận ra rằng, không thể không sử dụng những yếu tố tích cực của Nho giáo, trong đó, Trung (trung thành) và Hiếu (hiếu thảo) là giá trị quan xuyên suốt nhiều thế kỷ ở Hàn Quốc vào công cuộc công nghiệp hóa, hiện đại hóa quốc gia của ông. Vào thời kỳ đó, đã xảy ra nhiều cuộc tranh luận nóng bỏng giữa các học giả Hàn Quốc về tính hữu dụng của truyền thống, của yếu tố tích cực trong Nho giáo mà kết quả cuối cùng là Park Chung Hee đã đi đến quyết định: Giá trị quan của Nho giáo về Trung và Hiếu được ông ra chỉ thị tiếp tục dạy trong nhà trường và truyền bá trong nhân dân.
Từ đó cho đến tận ngày hôm nay, vấn đề chữ Hiếu vẫn được nêu cao và được coi là truyền thống tốt đẹp của người Hàn Quốc. Trong quan hệ vợ chồng dù không còn khắt khe như thời phong kiến nhưng trách nhiệm của người đàn ông đối với kinh tế vẫn là chính, đa số phụ nữ sau khi lấy chồng đều ở nhà chăm lo việc nhà, nuôi dạy con cái, họ chấp nhận bỏ việc để ở nhà làm hậu phương cho sự nghiệp của chồng. Họ vẫn nêu cao đức hạnh "dâu thảo, vợ hiền" thực hiện "Nghĩa vợ chồng" như một bộ luật bất thành văn.
Vấn đề chữ Hiếu vẫn được nêu cao và được coi là truyền thống tốt đẹp của người dân Hàn Quốc. Đời sống người Hàn Quốc càng khá giả thì việc cúng giỗ tổ tiên chẳng những không mất đi mà lại càng trang trọng, càng giống như phương thức mà các qúy tộc thời xưa đã làm. Tết Trung thu ở Hàn Quốc không phải là Tết thiếu nhi như ở Việt Nam mà là ngày lễ lớn, người Hàn Quốc dù ở xa cũng trở về đoàn tụ gia đình để lễ bái ông bà cha mẹ, cúng lễ và quỳ lạy trước phần mộ tổ tiên. Về phía nhà nước, Chính phủ quy định kỳ nghỉ dài ngày trong dịp lễ này và Tổng thống Hàn Quốc luôn có bài phát biểu chúc Tết Trung thu nhằm nhắc nhở người dân cần ghi nhớ truyền thống của tổ tiên.

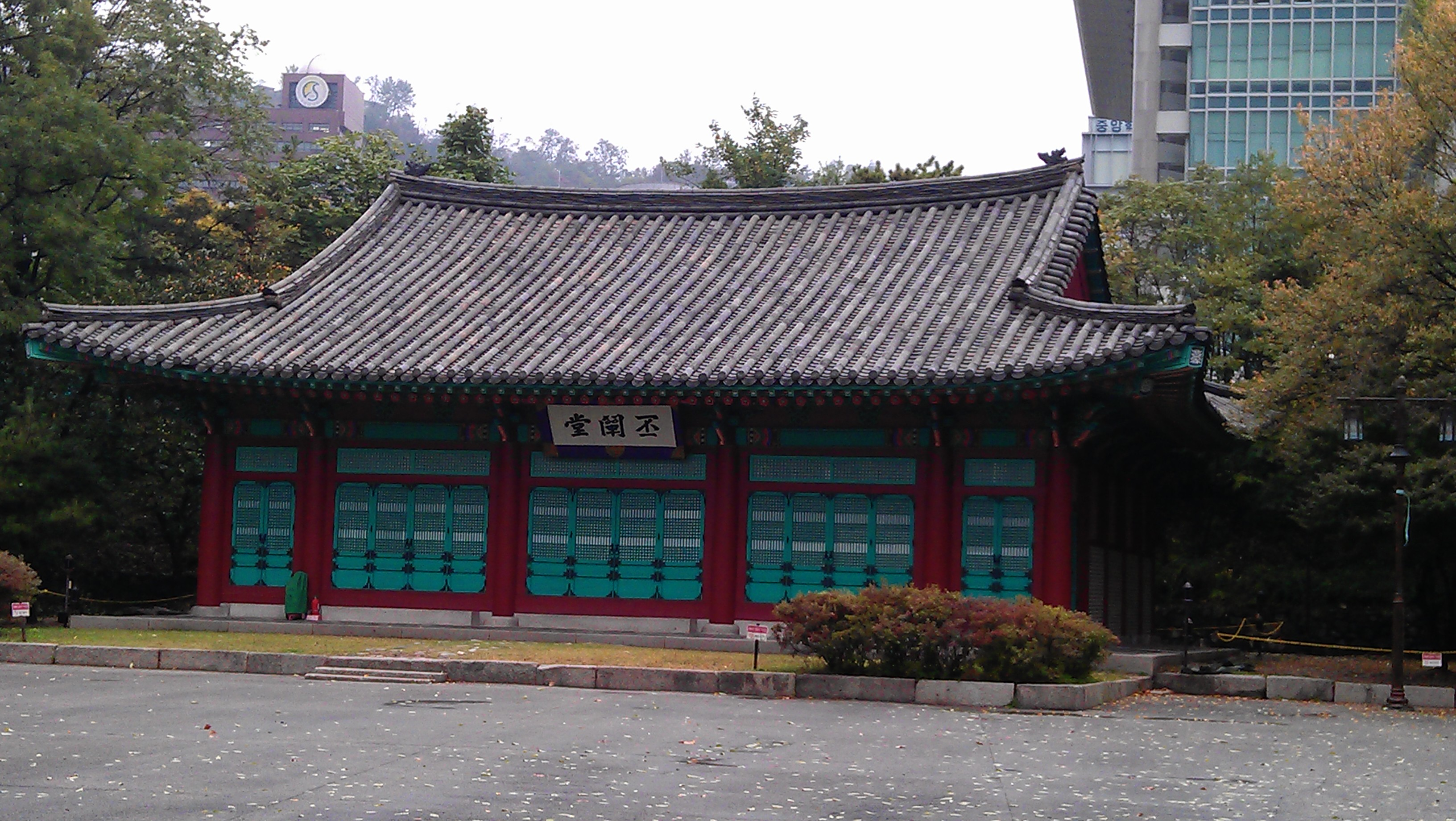
Học phủ Thành Quân Quán cũ, nay nằm trong khuôn viên của cơ sở Xã hội và Nhân văn

Đại học Thành Quân Quán, trường đại học lâu đời nhất Hàn Quốc được thành lập năm 1398 để thờ cúng và đào tạo Đạo Khổng. Sau 600 năm, hiện nay trường vẫn là một trong những đại học lớn nhất Hàn Quốc và vẫn giữ nguyên khẩu hiệu là "Nhân, Nghĩa, Lễ, Trí" (仁, 義, 禮, 知), thể hiện tinh thần của Khổng Giáo về bốn phẩm chất quan trọng của con người: tinh thần, hành động, lương tâm, và trí tuệ. "Nhân" thể hiện tình yêu thương, "Nghĩa" giúp phân biệt đúng sai, "Lễ" thể hiện lòng kiên nhẫn và đúng mực, "Trí" thể hiện khả năng lĩnh hội, tư duy, thể hiện Triết lý của Khổng Tử hướng con người đến sự nhận thức và nuôi dưỡng điều thiện. Bốn yếu tố đó ảnh hưởng đến triết lý phát triển của trường, và là những tiêu chí để xây dựng nền nghiên cứu đề cao sự thật và công bằng xã hội. Biểu tượng của trường là hai cây bạch quả lớn (Di tích quốc gia Hàn Quốc số 59). Mặc dù bây giờ đã không còn, hai cây bạch quả này được coi là biểu tượng quan trọng của đại học Sungkyunkwan. Được trồng vào năm 1519 bởi Yun Tak, hiệu trưởng của học phủ Sungkyunkwan, cây bạch quả còn là biểu trưng của Nho giáo bởi có truyền thuyết cho rằng, Khổng Tử thường ngồi đọc sách, đàm đạo hoặc dạy học trò dưới tán cây. Loài cây này cũng thể hiện sự trường thọ và thông thái, hai yếu tố quan trọng trong văn hóa Triều Tiên.

### Singapore
Singapore là đất nước có lịch sử non trẻ nên không có truyền thống Nho giáo hàng ngàn năm như Trung Quốc, Triều Tiên, Nhật Bản... Tuy nhiên, do 70% người Singapore là người gốc Hoa, do đó Nho giáo vẫn là thành tố quan trọng ảnh hưởng tới xã hội nước này.
Giành độc lập từ thập niên 1950, Singapore đã trải qua quá trình phát triển kinh tế nhanh chóng, đô thị hóa khiến bộ mặt đất nước thay đổi nhanh chóng. Tuy nhiên bên cạnh những thành công, các nhà lãnh đạo Singapore sớm nhận ra những nhân tố mới tiềm ẩn nguy cơ với đất nước:
- Đô thị hóa khiến các dòng tộc bị xé nhỏ. Tinh thần vì cộng đồng và dòng tộc trong thế hệ trẻ sinh ra ở thành phố đã giảm đi rất nhiều
- Vai trò cá nhân được đề cao, nhưng nếu đề cao thái quá thì sẽ dẫn đến tình trạng con người chỉ biết tư lợi cho bản thân, coi thường các giá trị nhân văn, các giá trị cộng đồng.

Các nhà lãnh đạo Singapore nhận thấy đó là nguy cơ cho một cuộc "Khủng hoảng về đạo đức" mà nếu xảy ra thì hậu quả sẽ rất tai hại. Các nhà nghiên cứu khẳng định: khi những giá trị truyền thống bị phá vỡ quá nhanh mà các chuẩn mực mới chưa định hình, xã hội sẽ rơi và một tình trạng "mê loạn về giá trị sống". Việc du nhập lối sống phương Tây đã sinh ra những tác động tiêu cực, làm tăng tỷ lệ tội phạm, ly hôn, quan hệ tình dục trụy lạc... trong khi văn hóa phương Đông ngày càng mất đi. Đó là điều đã manh nha ở Singapore từ thập niên 1970 và ngày càng trở nên rõ rệt. Sự phát triển kinh tế mà không đi kèm bảo lưu giá trị văn hóa thì sẽ dẫn tới kết quả tai hại. Gia đình truyền thống bị xáo trộn, con người sống thiếu đạo đức thì xã hội không thể nào ổn định chứ chưa nói đến phát triển.
Muốn khôi phục các giá trị phương Đông, đương nhiên Nho giáo được coi trọng hàng đầu. Do đó, trong thập niên 1970, chính quyền Singapore đã phát động chiến dịch "Chấn hưng đạo đức Nho gia" trong cộng đồng người gốc Hoa nước này, coi Nho giáo là công cụ hữu hiệu chặn đứng sự suy thoái đạo đức đang có nguy cơ lan rộng trong xã hội. Phong trào này được đông đảo người dân ủng hộ. Nó đi vào ý thức người dân, được ca tụng là "Công cuộc tái sinh văn hóa" nhằm bảo tồn các giá trị truyền thống tốt đẹp và loại bỏ những ảnh hưởng xấu, lai căng từ bên ngoài. Các phong trào được cụ thể hóa như:
- Tháng 6/1976, phong trào "Một tháng lễ phép", sau này đưa hẳn vào chương trình giáo dục.
- Tháng 11/1979, phong trào "Kính trọng người già", sau này tiến hành đều đặn hàng năm.
- Tháng 2/1982, Singapore quyết định đưa các môn luân lý Nho giáo vào chương trình khóa học tôn giáo để các học sinh năm ba và bốn trung học lựa chọn.
- Tháng 6/1982, Phó Thủ tướng kiêm Bộ trướng giáo dục Ngô Khánh Thụy sang Mỹ bàn với các học giả người Mỹ gốc Hoa về những nguyên tắc và kế hoạch nhằm thúc đẩy luân lý Nho giáo trong xã hội.

Chính phủ Singapore cũng tận dụng truyền thông như tivi, báo đài... để tuyên truyền rầm rộ cho phong trào, trên truyền hình thường xuyên có các học giả Nho giáo nổi tiếng tiến hành diễn thuyết. Mặt khác, chính phủ thành lập hẳn một cơ quan chuyên nghiên cứu triết học phương Đông, đó là Viện triết học Đông Á. Viện này đã đóng vai trò quan trọng trong việc khởi xướng các phong trào phục hưng Nho học tại các nước Đông Á.
Nhà lãnh đạo Singapore nổi tiếng, Lý Quang Diệu, luôn phát biểu nhấn mạnh tầm quan trọng của đạo Nho đối với xã hội 
Singapore. Trả lời phỏng vấn trên Foreign Affairs năm 1995, ông Lý Quang Diệu nói về tầm quan trọng của văn hóa và đạo đức truyền thống đối với sự phát triển của Đông Á, trong đó ông có trích dẫn các quan điểm của Nho giáo::
Xã hội phương Đông tin rằng cá nhân tồn tại trong khuôn khổ gia đình. Anh ta không tách rời ra bối cảnh đó. Gia đình là một phần của gia đình rộng lớn hơn, rồi bạn bè rồi xã hội. Người lãnh đạo hay chính quyền không cố cung cấp cho cá nhân những gì mà gia đình có thể. Có câu thành ngữ của Trung Quốc khái quát vấn đề này: "Tu thân, tề gia, trị quốc, bình thiên hạ". Tu thân nghĩa là tự lo bản thân, tự rèn luyện, làm mọi việc để mình trở nên có ích; tề gia là lo lắng cho gia đình; trị quốc là lo lắng cho đất nước; bình thiên hạ là tất cả mọi nơi trên thế giới đều thái bình. Đó là quan niệm cơ bản của văn minh chúng tôi. Chính quyền lên rồi chính quyền xuống, nhưng quan điểm này vẫn duy trì. Chúng tôi bắt đầu bằng sự tự túc của bản thân.
Mặt nữa, chúng tôi may mắn là chúng tôi có nền văn hoá tràn đầy niềm tin vào sự tiết kiệm, làm việc chăm chỉ, kính trọng cha mẹ, tôn kính gia đình, và trên hết, là tôn trọng trí thức và sự học.

### Việt Nam

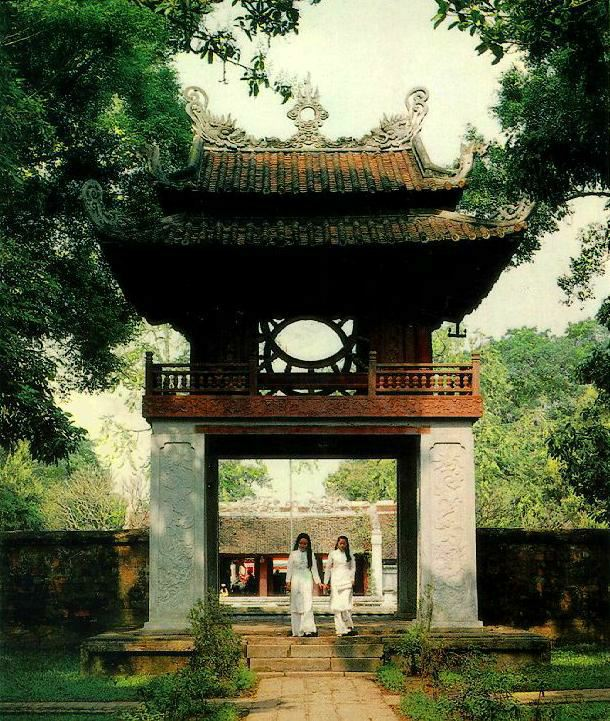
Khuê Văn Các ở Văn Miếu - Quốc Tử Giám Hà Nội, xây dựng năm 1076 nhằm đào tạo Nho sĩ phụng sự đất nước

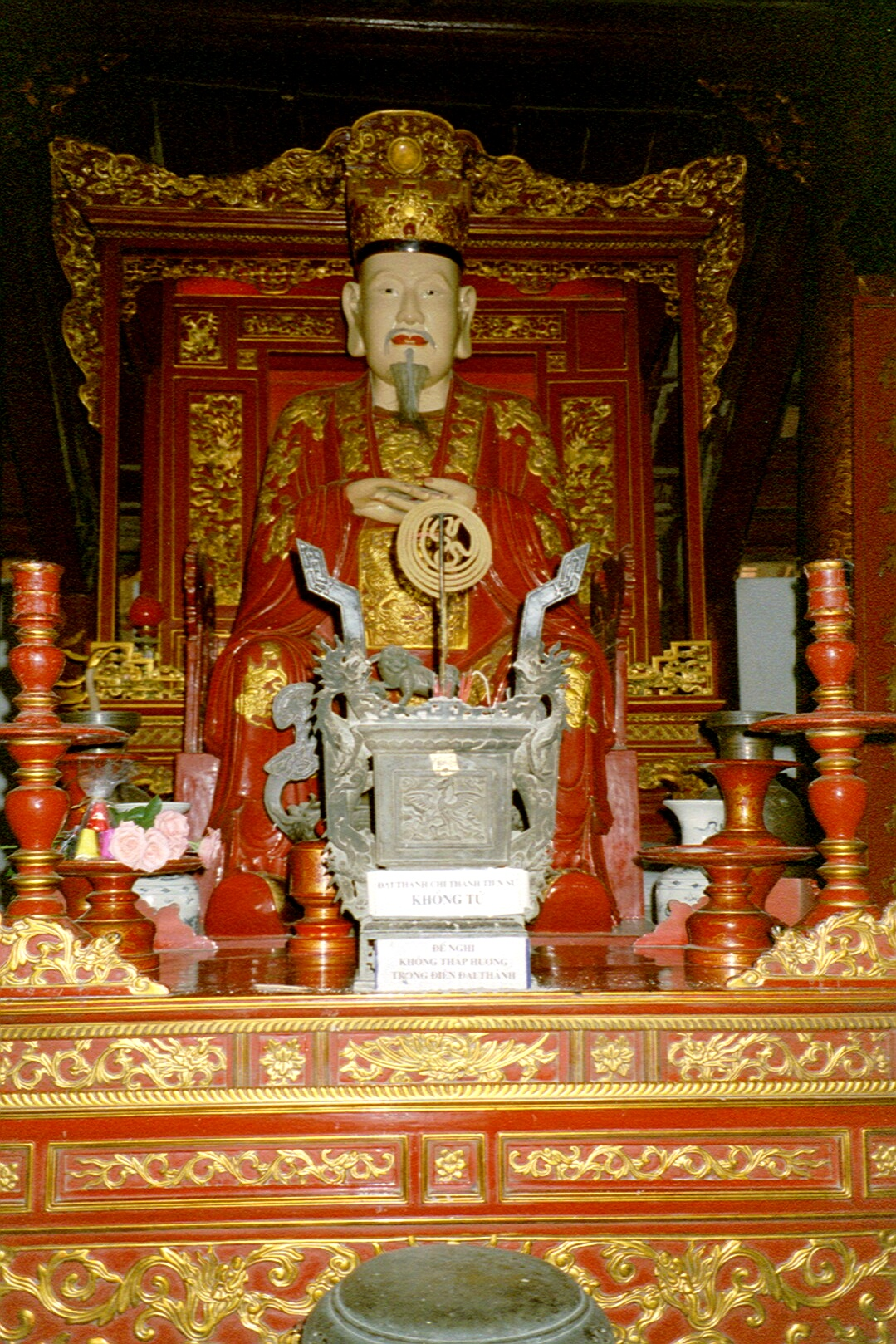
Tượng thờ Khổng Tử ở điện Đại thành thuộc Văn Miếu - Quốc Tử Giám Hà Nội, khắc năm 1729

Nho giáo du nhập vào Việt Nam từ đầu công nguyên không phải là Nho nguyên thủy, mà là Hán Nho và Tống Nho trong sự phát triển đồng hành, tác động qua lại với Phật giáo và Đạo giáo và phải trải qua một thời gian khá dài mới bén rễ được vào đời sống chính trị và tinh thần của xã hội. Nho giáo thịnh hành nhất vào thời Lê sơ, với nhà nước phong kiến Trung ương tập quyền. Nho Giáo ở Việt Nam để lại dấu ấn rất lớn trong quá trình giáo dục và lịch sử dựng nước ở các triều đình phong kiến thời trung đại. Tín ngưỡng truyền thống Việt Nam đã tiếp nhận Phật giáo, Đạo giáo, Nho giáo để làm nên "Tam giáo đồng nguyên" (cả ba tôn giáo có cùng một gốc) và "Tam giáo đồng quy" (cả ba tôn giáo có cùng một mục đích). Ba tôn giáo đã trợ giúp lẫn nhau: Nho giáo chăm lo tổ chức xã hội, Đạo giáo chăm lo thể xác con người, Phật giáo chăm lo đời sống tâm linh con người. Trong nhiều thế kỷ, hình ảnh "Tam giáo tổ sư" với Phật Thích Ca Mâu Ni ở giữa, Lão Tử ở bên trái, Khổng Tử ở bên phải đã in sâu vào tâm thức mọi người Việt.
Nho giáo răn dạy con người phải "Trung quân ái quốc", "Quốc gia hưng vong thất phu hữu trách", nên đã góp phần tạo nên truyền thống bất khuất chống ngoại xâm. Trong lịch sử Việt Nam, đã có rất nhiều tấm gương nhà Nho yêu nước, hy sinh vì dân tộc. Hiệp Thống Nguyễn Quang Bích từng viết trả lời bức thư dụ hàng của Pháp: "Quý quốc cứ cậy về cái hay cái giỏi của nước mình, thì chúng tôi cũng không chịu bỏ cái thua cái kém của chúng tôi, rồi nếu mà thắng mà sống, thì là nghĩa sĩ triều đình, còn chẳng may mà thua mà chết thì cũng là quỷ thiêng giết giặc. Thà chịu tội với quý quốc, quyết không chịu tội với vua nhà. Thà chịu tội với nhất thời, quyết không chịu tội với vạn thế, một chữ "thú (đầu hàng)" từ nay, xin quý quốc đừng nhắc lại nữa. Chúng tôi cam lòng chết vì nghĩa vua tôi, quý quốc tự liệu lấy" Trong bức thư gửi cho Hoàng Cao Khải, khi phong trào Cần Vương chống Pháp bị so với "thân con bọ ngựa muốn cản cỗ xe", nhà Nho Phan Đình Phùng trả lời: 
"...nước mình mấy ngàn năm nay, đất nước chẳng rộng, quân lính không mạnh, tiền của chẳng giàu, cái chỗ dựa để dựng nước là nhờ cái gốc vua tôi, cha con theo năm đạo luân thường mà thôi. Xưa kia nhà Hán, nhà Đường, nhà Tống, nhà Nguyên, nhà Minh, bao nhiêu phen lăm le muốn chiếm lấy đất ta làm quận huyện của họ mà rút cục vẫn chiếm không được..."
Lịch sử Việt Nam ghi lại tên tuổi của nhiều bậc nhà Nho tài đức: Chu Văn An (1292-1370); Nguyễn Bỉnh Khiêm (1409-1595), Nguyễn Thiếp (1723-1804)... học trò của họ, dẫu có quyền lực rất cao đi nữa cũng không bỏ rơi lễ nghĩa, đạo đức với thầy. Sử chép rằng, Chu Văn An đã dâng sớ xin vua chém 7 tên gian thần, vua không nghe, tức khắc ông từ quan về quê. Một hôm, học trò ông là Phạm Sư Mạnh, đang làm quan to ở triều, về thăm thầy (tức Chu Văn An), dọc đường qua khu chợ đang họp, Phạm Sư Mạnh sai lính thét dân dẹp đường, làm huyên náo. Biết được sự việc, Chu Văn An giận học trò mình quên Lễ Nghĩa với dân, bèn đóng cửa nhà không cho Phạm Sư Mạnh gặp mặt. Vị quan lớn triều đình đã phải quỳ trước cửa cả buổi thầy mới tha lỗi. Nho giáo đã tạo nên những người thầy can trực, đạo đức, như thế mới có thể đào tạo nên những học trò hữu ích cho đất nước.
Nhờ Đạo Nho, người Việt Nam rất coi trọng sự học hành. Văn Miếu - Quốc Tử Giám lập năm 1076 có thể coi đây là trường đại học đầu tiên ở Việt Nam. Nơi đây còn lưu giữ nhiều tấm bia ghi lại tên tuổi các Nho sĩ đỗ đạt trong các kỳ thi Khoa bảng Việt Nam cùng nhiều bài văn bia nêu lên triết lý giáo dục: mở đầu là ca ngợi công đức của các minh quân, ca ngợi đạo Nho và bậc thánh nhân quân tử; phần tiếp theo nói về việc mở khoa thi và liệt kê họ tên, quê quán những người thi đỗ đại khoa; phần cuối là những lời bình về ý nghĩa của việc tuyên dương đạo Nho, trách nhiệm và nghĩa vụ của người đỗ đạt trước giang sơn đất nước.
Nhiều hoàng đế, danh nhân Việt Nam đã để lại những bài thơ ca ngợi tầm quan trọng của Nho giáo tại đây, ví dụ như:
Giáo hoá lan tràn khắp nước ta,
Đạo Thánh đứng đầu cả bách gia,
Nghe nói Bắc phương văn vật thịnh,
Thảo nào Văn Miếu vẫn nguy nga.
Thời trung đạo ấy tới Viêm đô,
Trăm thủa đề cao nhất đạo Nho,
Triều Lý vẫn còn lưu dấu cũ,
Kinh thành riêng để một quy mô.
Một số câu đối như:
Nước lớn trong giáo dục, giữ thuần phong, đạo được tôn sùng, tin tưởng tư văn nguyên có gốc.
Nhà Nho phải thông kinh, phải thức thời, chớ nên cố chấp, những lời thánh huấn phải ghi lòng.
Sĩ phu có nhiều báo đáp, ơn triều đình đào tạo, ý nước nhà tôn sùng.
Thế đạo nhờ đó duy trì, chốn lễ nhạc y quan, nơi thanh danh văn vật.
Một số mặt tiến bộ của Nho giáo tại Việt Nam:
- Tạo được truyền thống ham học, truyền thống tôn sư trọng đạo, truyền thống coi trọng người có học. Từ đó các kiến thức học tập được tích lũy, có điều kiện để duy trì và phát triển. Ngoài ra còn tạo cho con người biết đạo ăn ở, biết quan tâm đến người khác, biết sống có văn hóa và đạo đức.
- Tạo được cơ chế tuyển dụng người tài qua thi cử. Bất kể xuất thân ra sao (nông dân, người thợ, lính tráng...) nếu học giỏi đỗ đạt thì có thể ra làm quan giúp nước (ở phương Tây thời kỳ này, chức tước chỉ được chuyển giao nội bộ trong các gia đình quý tộc, dân thường hầu như không thể có được chức vị). Từ đó tạo nên một tâm lý xã hội: "Không tham ruộng cả ao liền, tham vì cái bút, cái nghiên anh đồ". Nhiều thanh niên, trai tráng lấy việc học tập, thi cử làm mục tiêu cao nhất trong cuộc đời mình. Xã hội nhờ vậy coi trọng sự học tập cần cù.

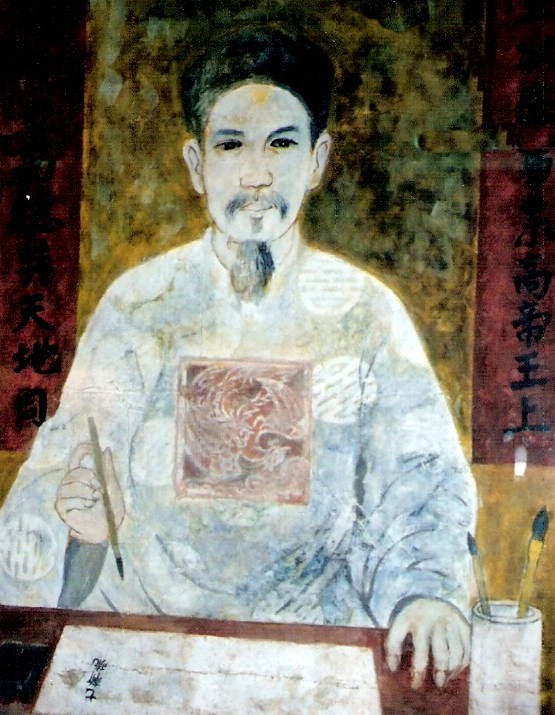
Tranh vẽ nhà Nho Chu Văn An (1292-1370) trong miếu thờ tại Hà Nội.

Câu châm ngôn "Tiên Học Lễ, Hậu Học Văn" đã ghi khắc sâu đậm vào dân tộc Việt Nam suốt hàng ngàn năm, chữ "Lễ" luôn nhắc nhở người dân rằng phải học lễ độ, thân ái, hòa thuận với mọi người, tôn trọng trật tự, lễ kính với người già và phải có trên dưới rõ ràng. Còn chữ "Văn" nhắc nhở con người phải học hành để thành người tài đức. Câu này được phổ biến ở khắp các trường học tại Việt Nam.
Tuy nhiên Nho giáo Việt Nam còn có những mặt hạn chế. Về nội dung học tập, Nho giáo chỉ nói đến "trí dục" và "đức dục" mà không xét đến mặt "thể dục" là mặt cũng rất cần cho sự phát triển toàn diện con người. Những kiến thức về giới tự nhiên và về sản xuất vật chất không được Nho giáo đề cập (bởi ở thời của Khổng Tử, khoa học kỹ thuật và nền sản xuất chưa phát triển). Do vậy, người học tuy thấm nhuần tư tưởng Nho học về đạo đức, tinh thông cổ văn, nhưng kiến thức về khoa học tự nhiên, sản xuất thực tiễn thì lại không phát triển. Cả hai mặt tiến bộ và hạn chế của Nho giáo đều để lại dấu ấn trên Nho sĩ.
Nhược điểm của Nho giáo Việt Nam thiếu sự xuất hiện các trường phái học thuật nên khá đơn điệu, chứ không được phong phú và đa dạng như Nho giáo Trung Quốc. Đa số nhà Nho Việt Nam chỉ đặt cho mình mục đích học là để đi thi, thi đỗ thì ra làm quan để vinh thân phì gia. Ít người có chí cao xa, như học để tham gia tranh luận những vấn đề học thuật, học để phát triển văn hoá, đạt đến những tầm cao tư tưởng. Cũng có một số Nho sĩ quan tâm đến học thuật, nhưng thường là các vấn đề chính trị và đạo đức, ít bàn đến vấn đề siêu hình và các lĩnh vực thuần túy triết học. Thậm chí, họ còn biến những vấn đề siêu hình thành cái thực tế, thực dụng. Vì học tập và tư duy như thế nên Nho giáo Việt Nam ít có cống hiến to lớn trong lĩnh vực học thuật có thể so sánh với các nước Nho giáo khác. Việt Nam chỉ có một tầng lớp quan lại có nền tảng Nho học, còn các loại hình trí thức then chốt của một tầng lớp Nho sĩ thực thụ thì xuất hiện thưa thớt, hoặc hoàn toàn vắng bóng trong một số lĩnh vực như triết học.

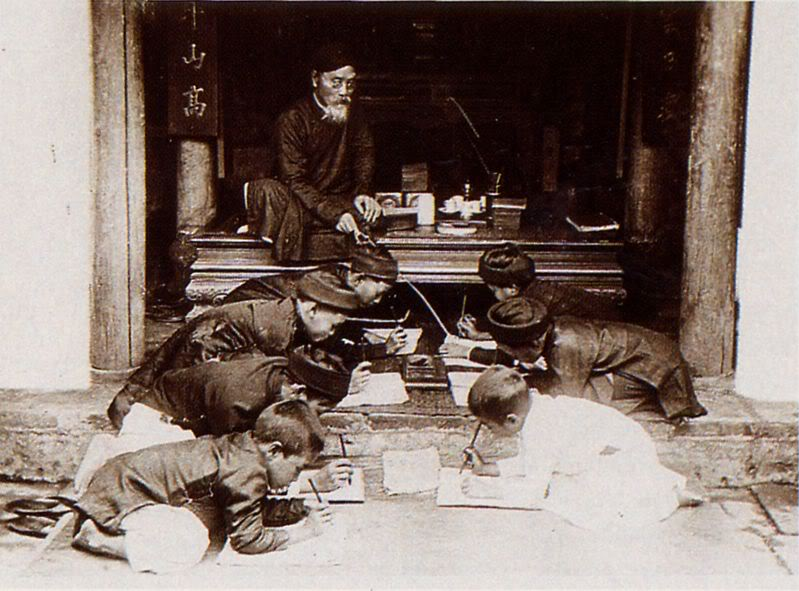
Thầy đồ đang dạy học trò

Một số nhà Nho uyên thâm của Việt Nam khi đứng trước kho tàng đồ sộ và uyên bác của Nho giáo Trung Quốc thường tóm lược lấy những điều cốt yếu, biên soạn lại thành những tài liệu đơn giản và ngắn gọn để dạy học trò. Có thể liệt kê các sách như "Tứ thư tập chú" của Chu Hy, "Tứ thư đại toàn" của Tống, Nguyên, Minh, Thanh Nho, sang Việt Nam chỉ còn là "Thuyết ước" (tóm lược học thuyết) và "Ước giải" (giải thích tóm tắt); hoặc như cuốn "Tính lý đại toàn" của Hồ Quảng thời Minh, sang Việt Nam chỉ còn "Tiết yếu". Đây là hiện tượng chung của nhiều triều đại quân chủ Việt Nam. Nếu ở triều Trần có "Tứ thư thuyết ước" của Chu Văn An, thì ở triều Lê - Trịnh có "Tứ thư ước giải" của Lê Quý Đôn, triều Nguyễn có "Tứ thư trích giảng" của Nguyễn Văn Siêu; nếu ở triều Lê - Trịnh có cuốn "Tính lý tiết yếu" của Bùi Huy Bích, thì ở triều Nguyễn cuốn đó vẫn còn được xem là cuốn sách giáo khoa mẫu mực. Các sách này dễ học nhưng đã lược bớt rất nhiều điều, nhiều điểm có khả năng gợi mở, giản đơn hoá nội dung phong phú và súc tích của học thuyết, khiến người học không lĩnh hội được chiều sâu của Nho giáo. Người được truyền đạt cũng hài lòng với cách làm đó thì mọi lối tư duy, mọi đường sáng tạo đều bị thu hẹp lại.

Bên cạnh đó, Việt Nam không có nhiều trường phái tư tưởng khác như Đạo gia, Mặc gia, Pháp gia... nên không có sự tranh luận, phản bác, bổ sung lẫn nhau như ở Trung Quốc. Sự phát triển của Nho giáo Việt Nam hạn chế, chỉ đạt đến mức độ tiếp thu tín điều từ Nho giáo Trung Hoa, chưa tạo được lý luận riêng, chưa xuất hiện các học phái khác nhau Léopold-Michel Cadière nhận xét:
| “ | Không có triết học Việt Nam. Cùng với toàn bộ văn hóa Trung quốc, dân Việt đã thâu nhận lấy những nguyên lý triết học lâu đời được người Trung Hoa chấp nhận... Các học thuyết trong kinh điển truyền sang thế nào, thì nho sĩ Việt Nam chấp nhận như thế; riêng lối giải thích của Chu Hi, thì họ tiếp nhận mà không tranh luận gì cả, thường thì họ không hiểu cho đúng, và cũng chẳng đào sâu thêm nữa. Trừ mấy tác phẩm về luân lý ra, thì không có tác phẩm triết học nào gốc từ Việt Nam mà ra. Vì thế, khi nói là không có triết học Việt Nam, thì tôi có ý nói là không có một hệ thống triết học, không có những học thuyết có thể xếp thành một bộ môn, không có một triết học có lý sự, tóm tắt được những nỗ lực tìm tòi, suy tư, ngưỡng vọng, của tâm hồn người Việt. | ” |

Trong thế kỷ XIX, trước sự phát triển và thâm nhập của chủ nghĩa tư bản và văn minh phương Tây vào các nước châu Á, chế độ phong kiến Việt Nam thời Nguyễn trở nên lỗi thời. Nhà nước phong kiến triều Nguyễn đã trở thành lực cản sự phát triển của xã hội Việt Nam, khiến đất nước không đủ sức chống lại sự xâm lăng của chủ nghĩa đế quốc. Nho giáo, do là hệ tư tưởng chủ đạo của chế độ phong kiến phương Đông nên tất nhiên bị xem là đi ngược lại xu thế phát triển của lịch sử. Lúc này, Nho giáo Việt Nam đã bộc lộ rõ rệt những nhược điểm của nó. Các nhà chủ trương cải cách ở Việt Nam, đứng đầu là Nguyễn Trường Tộ, đã phê phán những mặt lạc hậu của Nho giáo trên nhiều phương diện chính trị, tổ chức nhà nước, quốc phòng, kinh tế, tài chính, nhất là trên phương diện văn hoá, giáo dục. Sau khi thực dân Pháp xâm chiếm Việt Nam, xã hội Việt Nam đã trở thành xã hội thuộc địa nửa phong kiến. Cùng với đó, văn hoá phương Tây và hệ tư tưởng tư sản tràn vào Việt Nam, nền giáo dục Nho học bị bãi bỏ. Nho giáo ở Việt Nam tiếp tục suy tàn và đổ vỡ. Tuy nhiên, thực dân Pháp thống trị vẫn muốn duy trì ở Việt Nam những quan hệ phong kiến và những yếu tố của hệ tư tưởng phong kiến để củng cố chế độ thuộc địa. Vì thế, thực dân Pháp đã sử dụng Nho giáo vào việc cai trị dân bản xứ Theo sách Lịch sử châu Á, văn hóa Nho giáo thích hợp với kinh tế nông nghiệp, nơi con người có xu hướng sống dựa vào cộng đồng khép kín, chủ nghĩa cá nhân không có điều kiện phát triển. Nó biến các quốc gia phong kiến chịu ảnh hưởng dần trở nên lạc hậu và đầy mặc cảm với các đế quốc phương Tây. Nhà nghiên cứu Quang Đạm cho rằng:
| “ | Nói tóm lại, đạo lý Nho giáo thường xuyên kìm hãm xã hội chúng ta thuở trước ở một trạng thái thấp kém. Trong khuôn khổ thiên hạ của đạo lý Nho giáo không có con đường nào tốt hơn con đường tìm hướng quay ngược trở về với Tây Chu, với Đường, Ngu. Trong khi đó, truyền thống Việt Nam vì độc lập của Tổ quốc và vì quyền sống chính đáng của cả dân tộc vẫn không ngừng thể hiện một tinh hoa, một bản sắc không có thế lực nào vùi lấp, xóa bỏ được. Chế độ trị nước trị dân của các thế lực Hán tộc xâm lược và các triều đại phong kiến Việt Nam, tôn sùng Nho giáo luôn luôn ngăn cản sự vươn lên của truyền thống Việt Nam. Tinh hoa và khí phách Việt Nam cũng luôn luôn tỏ rõ sức sống bất diệt của mình trong mọi hoàn cảnh. | ” |

Báo Phụ nữ Tân văn thời Pháp thuộc chỉ trích Nho giáo không xét tới quyền lợi cá nhân, mà chỉ biết có họ, có làng, có "nước". Mà "nước" trong thời kỳ phong kiến vẫn khác với nước trong thời kỳ tư bản. Tờ báo cũng phê phán một người tôn sùng đạo Nho là "ông vừa ao ước cho nhân dân được những quyền lợi của nhân dân ở các xứ tư sản dân trị, lại dựa vào những thuyết rất phong kiến, trái hẳn với chế độ tư bản... Ông thuộc về hạng người thanh niên chiêm nghiệm những lý tưởng "quân tử", "chí sĩ" mà quên rằng cái thực tế mới trong xã hội mâu thuẫn hẳn với những đạo lý rất xưa ấy. Ông quá mê mệt với những danh từ "cao quý" mà không nhìn thấy cái thực tế..." Bài báo phê phán Nho giáo là hệ tư tưởng phong kiến trung quân, không có lợi cho "dân quyền, giải phóng đẳng cấp và phụ nữ", không phù hợp với sự thay đổi của kinh tế - xã hội.
Đề cương văn hoá Việt Nam năm 1943 của Đảng Cộng sản Đông Dương do Trường Chinh khởi thảo chủ trương đập tan những quan niệm cũ kỹ của Nho giáo gây ảnh hưởng tai hại ở Việt Nam, làm cho thuyết duy vật biện chứng và duy vật lịch sử thắng. Cách mạng Tháng Tám năm 1945 đã làm cho Nho giáo ở Việt Nam suy sụp hoàn toàn cùng với sự sụp đổ của chế độ quân chủ. Từ đây, Nho giáo không còn là hệ tư tưởng chính thống của tầng lớp lãnh đạo xã hội. Nho giáo không còn tồn tại nữa nhưng nó vẫn ảnh hưởng lâu dài trong các mối quan hệ xã hội, trong ứng xử giữa người và người, trong phong tục tập quán và cả trong những nghi thức thờ cúng, tín ngưỡng cổ truyền của người Việt.
Trong thời kỳ hiện đại, nhiều nhà Cách mạng Việt Nam nổi bật như Phan Bội Châu, Phan Châu Trinh, Hồ Chí Minh, Võ Nguyên Giáp, và tổng thống Việt Nam Cộng hòa Ngô Đình Diệm... đều xuất thân từ những gia đình nhà Nho có truyền thống khoa bảng hoặc dạy học. Tuy nhiên Phan Bội Châu chọn việc cầu viện Nhật Bản, Phan Châu Trinh chọn việc khẩn cầu Pháp, Hồ Chí Minh lựa chọn chủ nghĩa cộng sản, Ngô Đình Diệm lựa chọn Thiên chúa giáo kết hợp với tư tưởng nhân vị.
Nhà sử học Pháp, ông Pierre Brocheux tin rằng nhà cách mạng Hồ Chí Minh là một người theo Khổng giáo, ông luôn cố gắng kết hợp những ý tưởng của Khổng Giáo, một truyền thống Đông Á với các dòng tư tưởng châu Âu, từ Mác-xít đến Lênin-nít, và cố gắng đưa vào thực tế tính nhân bản và tính công bằng xã hội theo kiểu Khổng Giáo. Tổng kết 30 năm tiếp thu các dòng tư tưởng của mình, nhà cách mạng Hồ Chí Minh đúc kết: 
"Học thuyết của Khổng Tử có ưu điểm là sự tu dưỡng đạo đức cá nhân. Tôn giáo Giêsu có ưu điểm là lòng nhân ái cao cả. Chủ nghĩa Marx có ưu điểm là phương pháp biện chứng. Chủ nghĩa Tôn Dật Tiên có ưu điểm là chính sách thích hợp với điều kiện của nước ta... Khổng Tử, Giêsu, Karl Marx, Tôn Dật Tiên chẳng phải có những điểm chung đó sao? Họ đều muốn mưu cầu hạnh phúc cho nhân loại, mưu cầu hạnh phúc cho xã hội. Nếu hôm nay, họ còn sống trên đời này, nếu họ ở một chỗ, tôi tin rằng họ nhất định chung sống với nhau rất tốt đẹp như những người bạn thân thiết. Tôi cố gắng làm người học trò nhỏ của họ."
Ngay từ thời Pháp thuộc, chủ nghĩa tư bản và lối sống phương Tây thiên về chủ nghĩa cá nhân manh nha phát triển, nhất là các đô thị, trí thức học chữ Quốc ngữ thay vì chữ Nho, khiến Nho giáo suy yếu. Ở miền Bắc thời kỳ 1954-1975 do ảnh hưởng phong trào bài Nho từ Trung Quốc nên Nho giáo bị bài trừ (Mao Trạch Đông cũng từng coi Nho giáo là tư tưởng phong kiến, ủng hộ đẳng cấp quý tộc, trái ngược chủ nghĩa cộng sản coi trọng sự bình đẳng và tính cộng đồng). Tại miền Nam thời kỳ 1954-1975 vẫn còn quy định nhiều điều cấm đoán, xử phạt khắt khe đối với việc vi phạm nghĩa vụ vợ chồng, giải quyết ly hôn, thậm chí Bộ luật gia đình năm 1959 còn cấm vợ chồng không được ly hôn... Cả ba bộ luật 1959, 1964, 1972 đã bãi bỏ chế độ đa thê song vẫn thừa nhận nguyên tắc bất bình đẳng giữa vợ và chồng, phân biệt đối xử giữa các con, quyền gia trưởng của người chồng vẫn tiếp tục được duy trì... Sau 1975, Luật Hôn nhân và gia đình năm 1959 của Việt Nam Dân chủ cộng hòa có hiệu lực trên toàn quốc, lúc này các nguyên tắc của Nho giáo đối với gia đình mới chấm dứt về pháp lý trên toàn Việt Nam.
Sau khi Đổi mới, Nho giáo ít nhiều có điều kiện khôi phục, tuy nhiên những năm gần đây văn hóa phương Tây ngày càng chiếm ưu thế, đặc biệt ở các đô thị, trong giới trẻ. Tự do cá nhân có điều kiện phát triển, phá vỡ nhiều truyền thống cũ.
Ở Việt Nam những người ảnh hưởng nhiều của Nho giáo chủ yếu là những người lớn tuổi, nhóm người thích sống chậm, hoài niệm, ít chấp nhận cái mới, xem trọng lễ nghĩa truyền thống. Công chức, giáo viên,... cũng chịu ảnh hưởng của Nho giáo nhiều hơn so với doanh nhân. Phần nhiều nông dân do quen sống trong cộng đồng gắn kết ở nông thôn, ít tiếp xúc văn hóa phương Tây, cũng chịu ảnh hưởng nhiều của Nho giáo (thể hiện trong lối ứng xử, sở thích ăn mặc, nghe nhạc xem phim...). Nông dân chịu ảnh hưởng nhiều của Nho giáo thường rất ngưỡng mộ những người có học, những người làm công chức Nhà nước hay công tác xã hội chứ không phải làm kinh tế "chạy theo lợi ích cá nhân". Do Nho giáo đề cao lối sống tập thể theo huyết thống, đại gia đình và đẳng cấp, nên trong dân gian hay có các châm ngôn như "con ông cháu cha" (chỉ việc con quan rồi lại làm quan theo nếp phong kiến), "một người làm quan cả họ được nhờ" hay truyền thống "cha mẹ đặt đâu con ngồi đó", "môn đăng hộ đối" chỉ hôn nhân do cha mẹ sắp đặt, gia đình 2 bên phải cùng đẳng cấp về địa vị, học vấn hay tài sản.
Mặc dù có một số điểm chung giữa Nho giáo và chủ nghĩa xã hội như coi trọng nếp sống cộng đồng, nhưng trong Nho giáo coi trọng gia đình, thì chủ nghĩa xã hội muốn mở lòng hơn với những người khác, Nho giáo coi trọng tu thân còn chủ nghĩa xã hội coi trọng cải tạo xã hội. Nho giáo không cổ súy cho tự do tình dục, tự do hôn nhân, chủ nghĩa xã hội thì đề cao tự do yêu đương, nhưng tình yêu đó cần xuất phát từ sự trong sáng không có vụ lợi về tiền bạc, địa vị, không thể trở thành hàng hóa; ngược lại xã hội tư bản coi trọng tự do tình dục, tình yêu nhưng trong thời kinh tế tư bản thì nhiều quan hệ yêu đương hay hôn nhân lại xuất phát từ toan tính lợi ích cá nhân (thường là vật chất) và dễ đổ vỡ, và nạn mại dâm tăng nhanh. Trong xưng hô, những người cộng sản hay gọi nhau là "đồng chí", không phân biệt tuổi tác, chức phận, còn những người ảnh hưởng của Nho giáo thì hay xưng hô theo chức phận, tuổi tác (như trong công sở, doanh nghiệp hay gọi ông chủ, tổng giám đốc...).
Nhìn chung trong dư luận có nhiều quan điểm khác nhau. Những người theo quan điểm dân tộc chủ nghĩa có hai hướng, một hướng coi Nho giáo là một thành tố quan trọng của văn hóa dân tộc, có nhiều điểm tích cực cần bảo tồn, hướng thứ hai coi Nho giáo là hệ tư tưởng phong kiến Trung Quốc du nhập sang Việt Nam nên cần bài trừ. Một số người xem Nho giáo là một thành tố văn hóa dân tộc, có lợi cho phát triển kinh tế, ổn định xã hội; một số khác lại chủ trương Nho giáo nên bình đẳng với các hệ tư tưởng khác, bên trong lẫn du nhập từ bên ngoài, tức sự đa nguyên về văn hóa. Những người khác quan niệm xã hội chủ nghĩa không loại trừ văn hóa đại chúng và đa dạng văn hóa, và bảo tồn văn hóa dân tộc không trái tôn chỉ xã hội chủ nghĩa; do đó sự tiếp thu các ưu điểm của Nho giáo chính là "gạn đục, khơi trong". Trong khi bảo tồn văn hóa Việt Nam, tiếp thu văn hóa nước ngoài thì phải đồng thời chống cả hai xu hướng cực đoan là "sùng ngoại" (coi cái gì của phương Tây cũng là tốt) lẫn "sùng cổ".
Khi tiếp xúc với nền văn minh phương Tây mạnh về khoa học kỹ thuật, nếu người xuất thân Nho học biết tiếp thu những kiến thức khoa học và sản xuất thì sẽ khắc phục được mặt hạn chế, trở nên "Vừa có tài vừa có đức". Ngược lại nếu không tiếp thu được những tinh hoa tri thức phương Tây mà chỉ bắt chước lối sống, du nhập chủ nghĩa tiêu dùng của phương Tây; mô phỏng các hình thức nhà nước phương Tây mà không hiểu rõ triết lý, ưu nhược điểm và điều kiện tồn tại của những hình thức đó hoặc tiếp thu những học thuyết chính trị cực đoan thì sẽ dẫn tới phủ định các giá trị truyền thống, gây chia rẽ xã hội. Việc xem thường, phủ định một chiều với Nho giáo vì cho rằng nó lỗi thời với xã hội hiện đại thì không những không khắc phục được hạn chế vốn có mà những giá trị đạo đức của nền Nho học, những giá trị văn hóa dân tộc cũng bị đánh mất. Đạo đức suy đồi, văn hóa thui chột thì xã hội hỗn loạn, xung đột nảy sinh. Đó là bi kịch của những nước bị "cưỡng ép" phương Tây hóa thiếu định hướng và thiếu chiều sâu như Việt Nam, Trung Quốc. Nó tương phản với Nhật Bản thời kỳ Minh Trị: do chủ động phương Tây hóa một cách có ý thức chọn lọc, có hệ thống nên vừa tiếp thu được hệ thống tư tưởng tiến bộ, công nghệ tiên tiến của phương Tây để hiện đại hóa quốc gia mà vẫn bảo tồn được đạo đức xã hội, sự đoàn kết quốc gia và bản sắc dân tộc dựa trên nền tảng Nho giáo.
Từ cuối thế kỷ XX, việc Việt Nam chuyển đổi sang kinh tế thị trường và hội nhập thế giới đã làm nảy sinh những nguy cơ lớn đối với Văn hóa Việt Nam. Nguy cơ bên trong là sự xói mòn và băng hoại giá trị văn hoá truyền thống. Nguy cơ bên ngoài là việc văn hoá, lối sống phương Tây xâm lấn văn hoá bản địa, tạo ra sự tiêu diệt bản sắc văn hoá dân tộc. Nho giáo cũng như nhiều tôn giáo Việt Nam truyền thống (Phật giáo, đạo Mẫu...) luôn coi trọng đạo đức gia đình, giá trị hôn nhân nên đều không ủng hộ việc con cái kiện tụng cha mẹ, phản đối tình dục bừa bãi, coi trọng trinh tiết của phụ nữ, phản đối quan hệ tình dục trước hôn nhân... đến nay các giá trị này vẫn có ảnh hưởng nhưng ngày càng bị phai nhạt đi do văn hóa phương Tây du nhập một cách thiếu chọn lọc vào Việt Nam ngày càng nhiều. Nếu dân tộc Việt Nam bị "hoà tan" bởi văn hóa ngoại lai, đó sẽ là một thảm hoạ lớn và cũng là một loại diệt vong, ghê gớm không kém gì họa mất nước. Trước nguy cơ đó, nhiều người Việt Nam tìm cách hướng về bảo lưu các giá trị truyền thống, tạo ra những cơ hội cho Nho giáo tái sinh. Nho giáo là thành phần quan trọng hàng đầu đã kiến tạo nên bản sắc văn hoá Việt Nam, do đó bảo vệ truyền thống văn hóa Việt Nam sẽ là điều không thể thực hiện được nếu gạt bỏ những gì thuộc về Nho giáo.
Theo nhận định của Hồ Sĩ Quý (Viện Thông tin Khoa học Xã hội Việt Nam), "thời gian gần đây ở Việt Nam, trong xu hướng chung của việc thực hiện tư tưởng giữ gìn bản sắc văn hoá truyền thống, nhiều yếu tố văn hoá Nho giáo đã được khôi phục và đề cao, thậm chí trong các trường học, khẩu hiệu "Tiên học lễ, hậu học văn" đã được coi như một phương châm ứng xử nền tảng của giáo dục. Mặc dù thực hiện thì chưa được bao nhiêu, nhưng trong tư tưởng, cả xã hội đều thấy các giá trị văn hoá truyền thống mà trong đó những nét tích cực của văn hoá Nho giáo là một bộ phận, đang cần phải được tôn vinh và khôi phục như là một trong các phương thức để ứng xử với các dạng văn hoá ngoại sinh, ngoại lai đang du nhập từ làn sóng toàn cầu hóa... trên những nét lớn là phù hợp với tâm lý chung của cả cộng đồng trên con đường tiến tới mục tiêu dân giàu, nước mạnh, xã hội công bằng, dân chủ, văn minh."

### Mông Cổ
Xem thêm: Nhà Nguyên

### Một số quốc gia khác
Ngoài ra Nho giáo còn xuất hiện ở một số nước nhưng chiếm tỷ lệ nhỏ như: Malaysia, Indonesia, Brunei.

## Ảnh hưởng lên các tôn giáo khác

### Hồi giáo
Từ cuối thế kỷ XVII trở đi toàn bộ văn học được gọi là Han Kitab đã phát triển trong các tín đồ Hồi giáo ở Trung Quốc những người đã truyền tư tưởng Hồi giáo đến Khổng giáo. Đặc biệt là các tác phẩm của Lưu Trí (劉智) như "Thiên Phương điển lễ" (天方典禮) tìm cách hài hòa Hồi giáo với không chỉ Nho giáo mà còn với Đạo giáo và được coi là một trong những thành tựu tột đỉnh của các nền văn hóa Hồi giáo Trung Quốc.

### Phật giáo
Tại Đông Á, Phật giáo phải đối diện với Nho giáo và Đạo giáo. Tuy nhiên, 3 tôn giáo này không bài xích, xung đột mà dần dung hợp với nhau. Sự dung hợp và kéo dài từ thế kỷ I đến thế kỷ XIII, khi Tam giáo đã làm xong quá trình thấm quyện vào nhau, tự điều chỉnh, hình thành các xu hướng mới – và ba phái đều xác định được vai trò xã hội của mình, phân công phân vùng với nhau trong đời sống văn hóa xã hội. Nho giáo chi phối cách tổ chức nhà nước và xã hội, giáo dục thi cử, có tác dụng quyết định đến luân lý. Phật giáo và Đạo giáo chi phối trong đời sống hàng ngày và sinh hoạt kinh tế nông nghiệp của người dân. Người dân tin ở Trời, bái Thần linh và thờ cúng tổ tiên, Đức Phật cùng với những bậc thánh hiền của Nho giáo.
Cả Phật giáo và Đạo giáo đều khuyến thiện, mà "thiện" của 2 tôn giáo này đều là hiếu với cha mẹ, tôn kính bề trên và trung với vua với nước, yêu thương, cứu giúp, tránh không làm điều tham lam độc ác với người khác. Nói cách khác, làm điều thiện cũng có nghĩa là tôn trọng thể chế và quy phạm đạo lý của Nho giáo. Do vậy, Phật giáo và Nho giáo cùng tồn tại, bổ sung cho nhau chứ không tạo nên xung đột tôn giáo.

### Công giáo
Thuyết "tam phụ" hay thần học "tam phụ": Thiên chúa là Cha do Alexandre de Rhodes khởi xướng chịu ảnh hưởng của tư tưởng tam cương (ba mối ràng buộc): quân thần, phụ tử, phu phụ của Nho giáo. Trong phép giảng tám ngày A.Rhodes viết: "Bây giờ ta phải có ba đấng bề trên gọi là ba cha, ta phải thờ, ở đấng nào cho nên đấng ấy. Đấng dưới là cha mẹ sinh thân xác cho ta; đấng giữa là vua chúa trị nước; đấng trên tức đức chúa trời đất, làm chúa thật trên hết mọi sự. Có ba đấng này ta mới được sống, được ở. Vì chúng ta có cha mẹ, thì mới được thân xác thịt này sinh ra mà chớ... Vua Chúa cũng gọi là cha cả và nước cùng các dân. Chẳng có vua chúa, thì nước ở an lành chẳng được... Ắt thật thượng phụ là cha cả, chúa cả trên hết mọi sự, có thưởng có phạt trọng.".
Tư tưởng tam cương, ngũ thường còn được Công giáo vận dụng để hướng dẫn tín đồ sống đạo theo tín lý đề cao hôn nhân một vợ một chồng. Thư của giám mục Hermosilla (Liêm) viết: "Các quân tử cứ lẽ tự nhiên đã suy đến sự ấy đã kể phép nhất phu, nhất phụ trong ba giềng mối can hệ nhất trong thiên hạ quen gọi là tam cương... Ví bằng người ta cẩn thận giữ cho phải miễn trong việc nhất phu, nhất phụ thì các việc khác liền được an.".
Tại Việt Nam, một thời gian dài cho đến tận đầu thế kỷ XX kinh, bổn, giáo lý... được soạn, in bằng chữ Hán - Nôm (chữ Nho). Tín đồ được xem là có hiểu biết trong xứ, họ đạo, làng Công giáo cho đến trước năm 1945 là những người biết chữ Nho, những người Nho học. Họ học chữ Nho từ các "thầy đồ" ở làng lương. Họ được phép mang đồ lễ tặng thầy, chỉ không được thờ cúng, bái lạy Khổng Tử. Các xứ, họ đạo, làng Công giáo nào có người Công giáo biết chữ Nho thì giáo dân phải học người đó, không được học thầy đồ là lương dân. Một trong những họ (hội đoàn) ra đời sớm là hội Nho gia tập hợp những thầy đồ là tín đồ Công giáo. Chính vì vậy mà Công giáo đã để lại cho Việt Nam một di sản Hán - Nôm quen gọi là Nôm đạo khá đồ sộ.
Tư tưởng Nho giáo thể hiện ở một số công trình kiến trúc Công giáo và cả trong những câu đối ở nhà thờ Công giáo. Nhà thờ chính toà Phát Diệm (Kim Sơn - Ninh Bình) mặt bằng kiến trúc theo hướng Bắc - Nam. Giữa ao hồ dựng tượng chúa Giêsu làm vua nhìn về hướng Nam, hai tay giang rộng. Hướng Nam là hướng của Thánh nhân theo quan niệm: Thánh nhân nam diện nhi thính thiên hạ (Thánh nhân nhìn về hướng nam nghe thiên hạ giãi bày). Nhà thờ đá trong khu quần thể nhà thờ chính toà tạc biểu tượng lưỡng nghi/âm dương phía mặt sau hình sư tử và phượng hoàng. Chấn song phương đình là hình thân trúc. Trúc là biểu hiện tính ngay thẳng của người quân tử.

### Cao Đài giáo
Trong Cao Đài giáo thì Nho giáo là nền đạo đầu tiên được nhắc tới trong Ngũ chi đại đạo.

## Giá trị của Nho giáo

### Trong lịch sử
Trong tác phẩm Sử Trung Quốc, Nguyễn Hiến Lê nhận xét: "Khổng Tử chủ trương vua phải là người có tài, đức; nhưng thời ông, sự truyền tử đã có từ lâu đời, không thể bỏ được; ông chỉ có thể cải thiện chế độ, đào tạo những kẻ sĩ có tài, để giúp quý tộc và lần lần thay họ mà trị nước. Những kẻ sĩ đó đều được tuyển trong dân chúng, và từ nhà Hán, nhà Đường trở đi, chế độ quân chủ Trung Hoa có tính cách sĩ trị, không còn giai cấp quý tộc cha truyền con nối nắm hết các chức vụ lớn ở trong triều, ngoài quận nữa. Đó là một tiến bộ rất lớn, người phương Tây phải khen. Ông lại giảm bớt quyền chuyên chế của vua bằng cách đề cao nhiệm vụ, tư cách của sử quan, gián quan; dạy cho vua, quan, kẻ sĩ và thường dân rằng vua phải thương dân như con, phải tôn trọng nguyện vọng của dân...; phải chăm lo cho dân đủ ăn, tài sản trong nước phải quân bình, đừng có kẻ nghèo quá, kẻ giàu quá. Suốt thời quân chủ, ông vua sáng lập một triều đại nào cũng nghĩ ngay đến vấn đề quân điền, chia đất cho dân cày trước hết. Sau cùng Khổng Tử có tinh thần nhân bản rất cao. Ông hiếu hoàn trọng trung dung, rất ghét sự tàn bạo, và đa số các vua chúa Trung Hoa theo ông."
Khổng giáo bao hàm lời dạy của các bậc hiền nhân Nho gia, mà là những chỉ dẫn về cách sống thuận theo đạo đức để con người được an vui, xã hội được vững mạnh. Những lời dạy này không được xem là những lời của Thượng đế mặc khải như Thánh Kinh của Thiên Chúa giáo hoặc Hồi giáo, tùy hoàn cảnh mỗi nước mà sẽ có những cách diễn giải khác nhau song không hề xung đột với nhau về ý tưởng chung và đều hướng con người đến đạo đức mẫu mực. Do đó, không hề có cuộc chiến tranh nào vì lý do tôn giáo trong lịch sử Trung Quốc, Việt Nam, Nhật Bản hay Triều Tiên. Đó là một điều mà các học giả phương Tây rất ca ngợi các quốc gia Đông Á.
Dân tộc Trung Hoa đã nhiều lần bị ngoại tộc (Mông Cổ, Mãn Thanh...) xâm chiếm, nhưng văn hiến của họ thì không gươm giáo nào hủy hoại được, ngược lại còn đồng hóa luôn những kẻ đã chinh phục họ, ấy là nhờ một phần lớn ở những tư tưởng sâu xa của Nho giáo đã trui rèn nên một tầng lớp Nho sĩ thông thuộc kinh sử và giàu phẩm chất đạo đức.
Nho giáo là một hệ thống triết học mang tính khai sáng. Nhờ Nho giáo trong thời Trung cổ Trung Quốc đã đạt đến một trình độ văn minh hàng đầu thế giới, hơn hẳn phương Tây khi đó đang chìm trong "đêm trường Trung cổ". Phương Tây chỉ vượt qua Trung Quốc khi xuất hiện các phong trào tri thức như Phục hưng, Khai sáng và cuộc cách mạng công nghiệp dựa trên nền tảng tri thức do các phong trào này tìm ra. Nhờ Nho giáo, người Trung Quốc không ai không xem trọng giáo dục. Khi nhà Hán lập quốc, chính sách của quốc gia có tám chữ "Dựng nước an dân, giáo dục làm đầu". "Tu thân, tề gia, trị quốc, bình thiên hạ", hoàn toàn dùng giáo dục. Do vậy Trung Hoa trải qua hơn 2.000 năm, dù thịnh suy mỗi lúc khác nhau, nhưng đất nước của họ vẫn không hề lụn bại, trong khi các đế chế khác như La Mã, Ba Tư... cứ lần lượt xuất hiện rồi sụp đổ. Việc này ngay đến người ngoại quốc cũng khen ngợi. Không phải chính trị, không phải vũ lực của Trung Quốc, cũng không phải là kinh tế khoa học kỹ thuật của Trung Quốc, mà chính văn hiến của Trung Quốc mới là vũ khí mạnh nhất của họ, giúp đất nước họ trường tồn. Mà gây dựng nên nền văn hiến đó, công đầu thuộc về Nho giáo.
Will Durant thì khen ngợi chế độ giáo dục đạo đức sĩ phu mà Khổng Tử chủ trương. Ông viết: "Một xã hội mà nghĩ rằng phải thử dùng vào việc trị nước những người được đào tạo bằng triết học và cổ điển học, nội điều đó cũng đáng phục rồi. Chế độ ấy và tất cả nền văn minh làm cơ bản cho nó ngày nay bị lật đổ, tiêu diệt vì sức mạnh khốc liệt của sự tiến triển và của lịch sử, điều đó đáng kể là một tai họa cho nhân loại... giá Platon biết được chế độ đó chắc phải thích lắm."

### Hiện nay
Một số học giả cho rằng Nho giáo có tác động tích cực lên sự phát triển của nền kinh tế các nước Đông Á. Đạo đức Nho giáo đề cao sự chăm chỉ và tiết kiệm. Đây có thể là nguyên nhân khiến các nước chịu ảnh hưởng của Nho giáo như Hàn Quốc và Đài Loan có tỷ lệ tiết kiệm cao nên có thể phát triển kinh tế nhanh chóng. Theo nghiên cứu của Mankiw, Romer và Weil, tỷ lệ tiết kiệm cao sẽ dẫn đến thu nhập cao hơn trong tình trạng kinh tế ổn định đồng thời làm tăng vốn con người cũng như tăng năng suất của nền kinh tế. Nhìn chung chính sách kinh tế vĩ mô của các nước chịu ảnh hưởng của Nho giáo nhấn mạnh vào việc tăng năng suất lao động và sử dụng hiệu quả tài nguyên thiên nhiên, chú trọng giáo dục đào tạo bằng cách phân bổ nhiều ngân sách cho mục đích này, nhấn mạnh vào tiết kiệm quốc gia, tăng thặng dư ngân sách, tăng dự trữ quốc gia, chống tham nhũng, xây dựng bộ máy nhà nước trong sạch và hiệu quả, thu hút đầu tư nước ngoài và tăng xuất khẩu, khuyến khích tinh thần kinh doanh, hỗ trợ các doanh nghiệp mới thành lập...
Nhật Bản, Hàn Quốc, Đài Loan đều dựa vào các yếu tố tích cực của Nho giáo để đẩy mạnh sự nghiệp công nghiệp hóa và hiện đại hóa đất nước, vừa khuyến khích vật chất, vừa cổ vũ tinh thần, gắn lợi ích cá nhân với lợi ích xã hội, thống nhất nghĩa và lợi, kết hợp sự tu dưỡng đạo đức với việc tính toán làm giàu. Các nước đó đều cố gắng khai thác Nho giáo ở mặt khuyến khích làm giàu chính đáng bằng cách nhắc lại câu nói của Khổng Tử: "nước vô đạo mà anh trở nên giàu có là một điều đáng xấu hổ, nhưng nước có đạo mà anh lại không làm giàu được cũng là một điều đáng xấu hổ".
Phan Ngọc là người có nhiều công trình hơn cả bàn đến ưu thế của các giá trị châu Á trong sự phát triển của xã hội hiện đại. Trước sau ông đều đề cao giá trị Nho giáo, giá trị văn hoá dân tộc và tin tưởng vào ảnh hưởng tích cực của nó trong sự phát triển của xã hội hiện đại. Phan Ngọc viết: 
"Khổng học tồn tại được 2.000 năm ở một phần ba nhân loại, dù có bị xuyên tạc, cũng là một giá trị của châu Á. Không những thế, nó không chỉ là một giá trị của châu Á mà của cả nhân loại trong giai đoạn mới này khi thế giới cần phải hiểu những giá trị của châu Á cũng như châu Á cần phải hiểu những giá trị của thế giới".
Về những giá trị châu Á cụ thể, trong "Bản sắc văn hoá Việt Nam", Phan Ngọc coi những giá trị ưu trội của văn hóa châu Á là:
- Ham học, thông minh và tháo vát, nhạy bén với mọi thay đổi.
- Cần cù, chịu khó, thích nghi với hoàn cảnh.
- Gắn bó với tổ quốc, họ hàng, gia đình.
- Thích sống một cuộc sống giản dị, không bị những đòi hỏi vật chất dày vò, lo cho con cháu còn hơn lo cho chính mình.

Phan Ngọc coi những phẩm chất nói trên là ưu thế của Nho giáo trong thời đại ngày nay. Khái quát từ thực tế các quốc gia có văn hoá Nho giáo, viện dẫn chính Khổng Tử và quan điểm của Hồ Chí Minh, Tôn Dật Tiên... nói về ưu thế của Nho giáo, Phan Ngọc đã trình bày rất ấn tượng về những phẩm chất này. Ông viết: 
"Tâm thức là cái không cần học cũng biết. Việt kiều hầu như không biết gì tới Nho giáo, ngoài miệng đả kích Nho giáo kịch liệt, nhưng họ vẫn vươn lên từ những địa vị thấp kém nhất để trở thành những người làm chủ kinh tế, khoa học kỹ thuật chính nhờ truyền thống ham học mà Khổng Tử đề xướng. Số ngoại kiều ở các nước hết sức đông đảo, nhưng ngoài các nước theo văn hoá này, chỉ thấy có người Do Thái là sánh được với họ mà thôi... Những người theo Khổng giáo thích sống một cuộc sống giản dị, không bị những đòi hỏi vật chất giày vò, trái lại tìm thấy niềm vui trong cuộc sống hài hoà với mọi người chung quanh, đặc biệt họ gắn bó với gia đình, lo cho con cháu còn hơn lo cho chính mình".
Học giả Nguyễn Hiến Lê nhận xét: 
"Đạo Nho quy định nhất cử nhất động của cá nhân trong gia đình và xã hội để giữ tình cảm được trung hoà. Trẻ em năm, sáu tuổi đã phải vào khuôn phép nghiêm ngặt, phải nén bản tính ham chạy nhảy, la hét, mà đứng ngay ngắn nghe chuyện đạo lý của người lớn. Tám tuổi, đã phải khăn áo chỉnh tề đứng chắp tay bên bàn thờ những ngày giỗ tết... Nhiều nhà nho có được một tư cách cao, một nhân phẩm quý phần lớn là nhờ được đào luyện trong khuôn khổ lễ nghi ấy."
Thời nay chúng ta hiểu tâm lý trẻ em một cách khác, không uốn nắn tre non mà để cho nó tự nhiên phát triển; trẻ được tự do, có khi phóng túng, tha hồ đùa giỡn, hét la. Nhiều khi những cử chỉ hỗn xược, những lời vô lễ của chúng lại được khen là tinh ranh, là ngây thơ. Trẻ muốn gì được nấy, thành những bạo chúa tí hon trong nhà. Ở trường, người ta chỉ chú trọng đến trí dục, cốt dạy thanh niên biết nhiều khoa học. Luân lý trở thành một môn học phụ và giáo sư luân lý thì bị học sinh chê là cổ hủ.
Vậy là cả nhà và trường đều không lo đào luyện tư cách thanh niên, nên phần đông nhà trí thức bây giờ xét về nhân phẩm kém xa các nhà Nho. Họ họp thành một bọn trưởng giả hãnh tiến, không phải là hạng thượng lưu được quốc dân trọng vọng như các cụ cử, cụ nghè thời trước. Ai cũng nhận thấy nhiều ông tiến sĩ, bác sĩ, kỹ sư tư cách không bằng một chú thợ, một anh bếp."
Nhà nghiên cứu Trần Phong Lâm cho rằng, các nhà doanh nghiệp Đông và Tây đều giống nhau ở chỗ chạy theo lợi nhuận, nhưng nhà doanh nghiệp có văn hoá Nho giáo thì vẫn chạy theo lợi nhưng không được (hoặc không dám) bỏ Nghĩa, bởi "Quân thị thần như thủ túc, tác thần sự quân như phúc tâm". Trần Phong Lâm khẳng định mạnh mẽ và tôn vinh rất cao các giá trị Đông Á mà trong đó giá trị văn hoá Nho giáo là trụ cột: 
Trước sự tha hoá và lộn xộn của quan niệm giá trị toàn cầu, quan niệm giá trị Đông Á cần đảm đương lấy trách nhiệm nặng nề của thời đại là vực dậy sự băng hoại của tinh thần loài người... Nhân dân Đông Á chiếm khoảng một phần ba nhân loại đã tạo ra cho loài người những di sản vô cùng quý giá trong mọi lĩnh vực, làm cho tương lai loài người tràn đầy hy vọng. Đông Á nhất định sẽ bước vào hàng ngũ những người quyết định số phận chung của loài người... Nếu trong thời kỳ tới đây văn hoá phương Tây không tạo ra được một cuộc phục hưng văn nghệ mới thì hoàn toàn có thể sẽ xuất hiện một thế kỷ mới, trong đó văn hoá phương Đông sẽ thống lĩnh trào lưu văn hoá thế giới.
Có những ý kiến chỉ trích Khổng giáo là lỗi thời, kìm hãm xã hội. Nhưng tác giả Nguyễn Văn Ngọc nhận xét: 
"Các học giả Pháp, Mĩ và cả Nga nữa, nay đều thấy tác dụng của Khổng giáo đối với sự phát triển kinh tế của Nhật Bản. Đối với người Nhật hay đối với một số nước mà họ gọi là "Hán hóa" khác thì truyền thống đã không cản trở sự phát triển, trái lại các nước ấy đã biết biến truyền thống lễ giáo thành một thứ "mùn" để ươm trồng lên đó những cây cố tươi tốt... Liệu sau này chúng ta có sửa đổi gì được cái định kiến ngốc nghếch của chúng ta về Hán học, và nói chung về nền văn minh phương Đông mà vì "Bụt chùa nhà không thiêng", chúng ta quá coi thường. Những câu chuyện thường ngày mà chúng ta hằng quan tâm đồng thời cũng là những vấn đề đạo đức muôn thuở, ôn lại những lễ giáo cổ xưa của nhân loại lại giúp ta suy ngẫm chuyện đời nay."
Học nhiều tri thức không có nghĩa là có đạo đức. Tri thức rất cần cho phát triển nhân loại nhưng thiếu đạo đức thì xã hội sẽ rối loạn, nhân loại sẽ suy đồi. Khoa học kỹ thuật tiến bộ rất nhanh trong thế kỷ XX, nên đời sống vật chất cải thiện rất nhiều. Nhưng đời sống vật chất càng tiến bộ, thì mặt trái của xã hội tiêu dùng càng bộc lộ rõ, nền đạo đức và quan hệ giữa người với người càng xấu đi, nhất là làm cho mọi người mất niềm tin với nhau. Nho giáo từ hơn 2.500 năm trước đã thấy rõ được điều này. Cổ nhân từ xưa đã có câu "Ôn có tri tân" (Nhắc lại việc cũ để ngẫm về chuyện thời nay), việc ôn lại các giá trị, lời dạy của Nho giáo vẫn còn nguyên giá trị trong thời đại ngày nay.
Robert D. Kaplan, chuyên gia cao cấp tại Trung tâm An ninh Mỹ Mới (CNAS), nhận xét:
Sự trỗi dậy của châu Á trong thời hiện đại có liên quan mật thiết với việc sự ổn định xã hội mà Nho giáo khích lệ đã tương tác với chủ nghĩa tư bản hiện đại như thế nào... Những nhà lập quốc của nhiều nước châu Á – Phác Chính Hy của Hàn Quốc, Tưởng Giới Thạch của Đài Loan, Lý Quang Diệu của Singapore – tất cả đều chủ ý theo Nho giáo trong khi chèo lái qua những khó khăn trên con đường tạo lập xã hội hiện đại. Đối với Trung Quốc, một trong những yêu cầu để thoát khỏi tình trạng tham nhũng và sự thiếu hiệu quả chính là khôi phục lại các giá trị nền tảng của Đạo Khổng.
Không có gì là ủy mị hay ngây thơ trong những lời răn như: "Mọi người phải hướng đến một tiêu chuẩn cao bình đẳng, tất cả dựa trên sự tôn trọng đối với kinh nghiệm của thế hệ đi trước". Trong đạo Khổng, quá khứ không phải là thứ để chê bai là cổ hủ hay lạc hậu; quá khứ tạo nên kinh nghiệm cho con người, và hiện tại phụ thuộc vào lịch sử. Đặc biệt trong thời đại thay đổi xã hội và công nghệ sâu sắc, các Nho sĩ nhận ra thứ bảo vệ tốt nhất chống lại sự hỗn loạn chính là truyền thống, "trung" và "hiếu". Khổng giáo nói về việc bảo tồn sự cân bằng tinh tế giữa người với người và giữa các cá nhân bên trong các tổ chức chính trị và xã hội.
Thế giới nói chung vẫn đang trong quá trình chuyển tiếp hỗn loạn, khi lối sống và cấu trúc gia đình truyền thống đang bị băng hoại trên khắp các châu lục. Trong thử thách này, sự sống sót về mặt xã hội và chính trị sẽ đến với các nền văn hóa có thể bảo tồn một nền tảng đạo đức như một lá chắn trước sự thay đổi mang tính hủy diệt. Đông Á đã viết nên những câu chuyện lịch sử thành công không thể phủ nhận trong 4 thập niên qua, cho dù có vẻ giai đoạn tăng trưởng mạnh mẽ nhất đã qua rồi. Tôi dám cược rằng thời khắc của Nho giáo sẽ tiếp tục đến trong thời gian tới.

## Hạn chế của Nho giáo với xã hội
Do đã ra đời cách đây 2.500 năm, trong bối cảnh xã hội phong kiến nên một số nội dung của Nho giáo tỏ ra không còn phù hợp trong bối cảnh xã hội mới. Do vậy, việc nắm bắt những điểm hạn chế của Nho giáo trong bối cảnh hiện đại được nhiều học giả quan tâm nghiên cứu, nhằm "gạn đục khơi trong" để vừa có thể kế thừa các ưu điểm của Nho giáo, vừa có thể tránh lặp lại các hạn chế của học thuyết này.

### Tư duy giáo điều
Lễ trong Nho giáo là sợi dây kiềm chế suy nghĩ và hành động để con người tuân theo đạo đức, nhưng khi bị lạm dụng thì nó trở nên cứng nhắc theo một khuôn phép cũ, dẫn tới tư duy mang tính bảo thủ, tiêu cực. Chính mặt hạn chế này của Nho giáo đã để lại tàn dư cho đến tận ngày nay, nó trở thành phong tục, lối sống, nó thấm sâu vào suy nghĩ và hành động của không ít người ở các nước phương Đông, nơi tiếp nhận và chịu ảnh hưởng của Nho giáo.
Tư tưởng chính danh trong Nho giáo khi bị lạm dụng sẽ gây ra kìm hãm tự do nhân cách, hạn chế sáng kiến mới của con người, làm cho con người luôn ở trạng thái nhu thuận, chỉ biết phục tùng theo chủ trương "thuật nhi bất tác" (chỉ thuật lại mà không sáng tác gì thêm). Một đặc điểm nổi trội của các học giả Nho giáo thời xưa là lối tư duy trọng cổ, thích đem những điều tốt đẹp của người xưa ra làm chuẩn mực cho đời nay noi theo vì vậy khi xử lý các vấn đề mới chưa từng có trong lịch sử, giới Nho sĩ thường lúng túng dẫn đến tư duy hạn hẹp, tầm nhìn ngắn, hạn chế trên nhiều phương diện. Nhất là khi tiếp xúc với nền văn minh phương Tây có quá nhiều điểm khác biệt mà người phương Đông chưa từng biết đến, những người xuất thân Nho học thường tự thu mình lại, tự cô lập và cách biệt, tự đóng khung mình trong những khuôn khổ cũ có sẵn do thế hệ trước tạo dựng, ngại hòa nhập và khó hòa hợp khiến những cái mới khó xâm nhập. Cũng vì quá cảnh giác với các thế lực ngoại bang nên hệ thống chính quyền dựa trên tư tưởng Nho giáo thường "dị ứng" với những biến đổi nội tại và ảnh hưởng của ngoại lai, từ đó sẽ cản trở việc tiếp thu cái mới và hậu quả là cản trở sự phát triển của chính hệ thống.

### Tư tưởng chạy theo danh vọng
Tư tưởng chính danh của Nho giáo quá đề cao danh phận. Một mặt nó giúp con người biết phấn đấu vươn lên, giành địa vị cao trong xã hội, nhưng nếu tư tưởng này bị lạm dụng thì sẽ khiến cho con người có tư tưởng hám danh, chạy theo danh, theo chức đến mức quên cả luân thường đạo lý.

### Bất bình đẳng xã hội
Mục đích của chính danh mà Nho giáo đề cao là sự ổn định xã hội, nhưng được các triều đại phong kiến dùng để bảo vệ quyền của thiên tử, duy trì sự phân biệt đẳng cấp. Nho giáo chỉ chú trọng đến phương diện đạo đức nên nó chưa hướng con người đến sự phát triển đầy đủ, toàn diện. Hơn nữa, mặc dù vẫn khẳng định tu thân là nhiệm vụ của tất cả mọi người, từ thiên tử cho đến dân thường, song Nho giáo nhấn mạnh đến việc học tập, tu dưỡng của những con người thuộc giai cấp thống trị, vạch ra những tiêu chí phấn đấu cụ thể cho giai tầng này - mà mục đích tối cao là nhằm để xây dựng xã hội thái bình, thịnh trị vì chỉ có những người thuộc tầng lớp đó mới có đủ điều kiện và khả năng để lãnh đạo, quản trị quốc gia. Mặt khác, trên thực tế giai cấp phong kiến qua các triều đại thường đề ra những quy tắc, chuẩn mực khắt khe để gò ép thần dân của mình vào khuôn khổ của lễ giáo nhưng cũng có những cá nhân của giai cấp này phớt lờ những yêu cầu đạo đức do chính họ đề ra.
Do là một hệ thống triết học ôn hòa, bảo vệ cho lễ giáo và trật tự xã hội nên Nho giáo không nhấn mạnh vai trò và sức mạnh "cải tạo xã hội" của những con người và gia đình, gia tộc thuộc tầng lớp bị áp bức, bóc lột.
Sự đề cao gia đình, gia tộc theo quan niệm của Nho giáo khi bị làm dụng quá mức đã dẫn đến tác dụng phụ, đó là hiện tượng đặt tình cảm gia đình quá nặng; sự tính toán cho danh lợi riêng của gia đình mình quá lớn, dẫn đến sự ra đời và tồn tại dai dẳng của chế độ gia đình trị. Đó là các gia đình thuộc tầng lớp thống trị sẽ dùng sức mạnh gia đình riêng của mình để thống trị cả nước và thiên hạ. Mặc dù chế độ phong kiến bị xóa bỏ, nhưng chế độ gia đình trị vẫn còn tồn tại dưới nhiều hình thức biến tướng khác nhau. Trong phạm vi một tổ chức, một cơ quan, nhất là ở các địa phương và khu vực nông thôn vẫn còn nhiều kiểu biến dạng của chế độ gia đình trị. Hiện tượng đó dẫn đến sự vi phạm quyền làm chủ của dân, bóp nghẹt dân chủ, kéo bè kéo cánh, cửa quyền, gây thiệt hại tài sản chung, cản trở và làm chậm bước tiến đổi mới. Đó chính là tình trạng "gia đình hóa" các cơ quan nhà nước, các đoàn thể xã hội, các công việc chung, của công, các quan hệ đồng nghiệp đang trở nên phổ biến. Ảnh hưởng nữa rất rõ của biểu hiện này đó là tác phong gia trưởng trong các tổ chức và cơ quan công quyền. Ở nhiều nơi, thủ trưởng được coi như người gia trưởng và cơ quan được coi như là một gia đình. Thủ trưởng có thể ban ơn hay quở trách tùy theo sự yêu mến hay ghét bỏ của mình. Tác phong gia trưởng ấy bắt nguồn từ lối sống và lối làm việc gia đình chủ nghĩa đã tồn tại lâu dài trong nhiều thế kỷ. Hậu quả của nó là sự trì trệ, bảo thủ, quan liêu trong tư duy và hành động.
Việc cai trị gắn liền với tam cương, ngũ thường, tam tòng, tứ đức, chính danh... được triều đại phong kiến sử dụng để biện minh cho lối cai trị, quản lý xã hội một cách tùy tiện, chuyên quyền, không dân chủ (nhất là khi cá nhân các vị vua là bạo chúa hoặc có tư chất kém cỏi) đã nhiều năm thấm vào hệ thống quyền lực xã hội, hệ thống giáo dục, vào suy nghĩ và hành xử của con người... ngày nay vẫn tạo ra vướng mắc, cản trở sự phát triển của xã hội.